# Liste der Baudenkmäler in Bayreuth
|  |  |  |

Auf dieser Seite sind die Baudenkmäler in der oberfränkischen Bezirkshauptstadt Bayreuth zusammengestellt. Diese Tabelle ist eine Teilliste der Liste der Baudenkmäler in Bayern. Grundlage ist die Bayerische Denkmalliste, die auf Basis des Bayerischen Denkmalschutzgesetzes vom 1. Oktober 1973 erstmals erstellt wurde und seither durch das Bayerische Landesamt für Denkmalpflege geführt wird. Die folgenden Angaben ersetzen nicht die rechtsverbindliche Auskunft der Denkmalschutzbehörde.

## Ensembles

### Ensemble mittelalterlicher und barocker Stadtkern Bayreuth

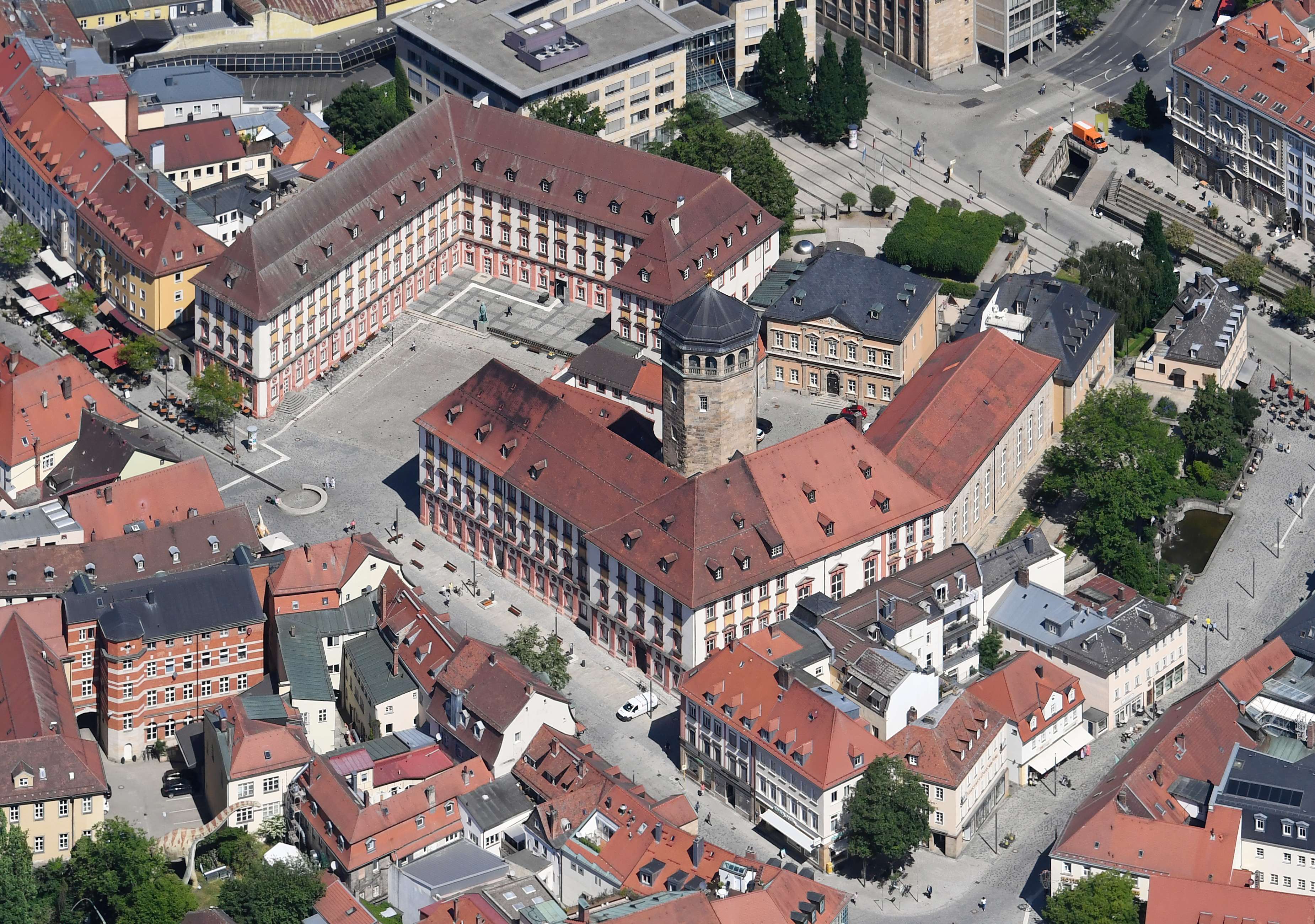
Altes Schloss

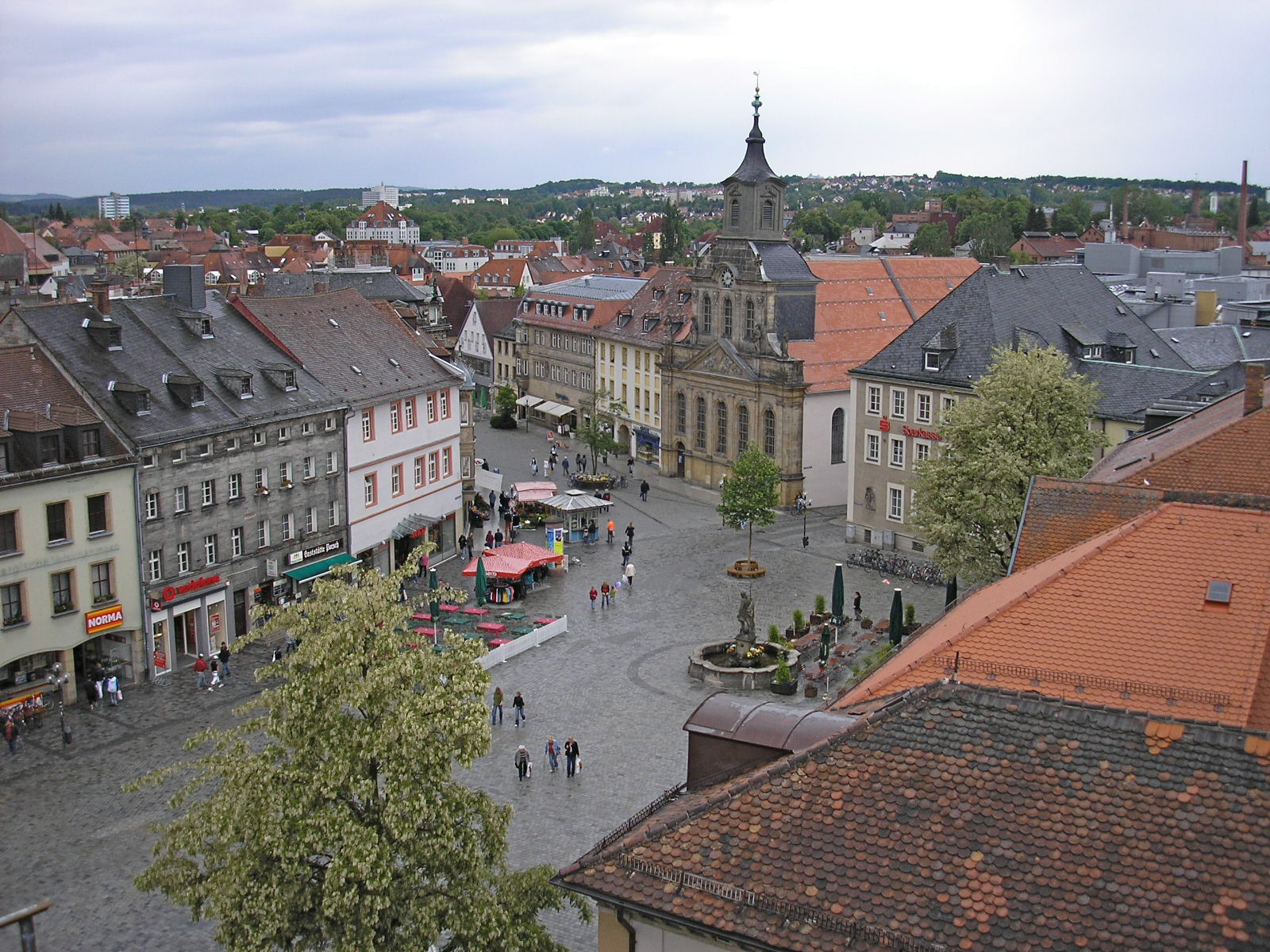
Unterer Markt, Abschnitt der Maximilianstraße

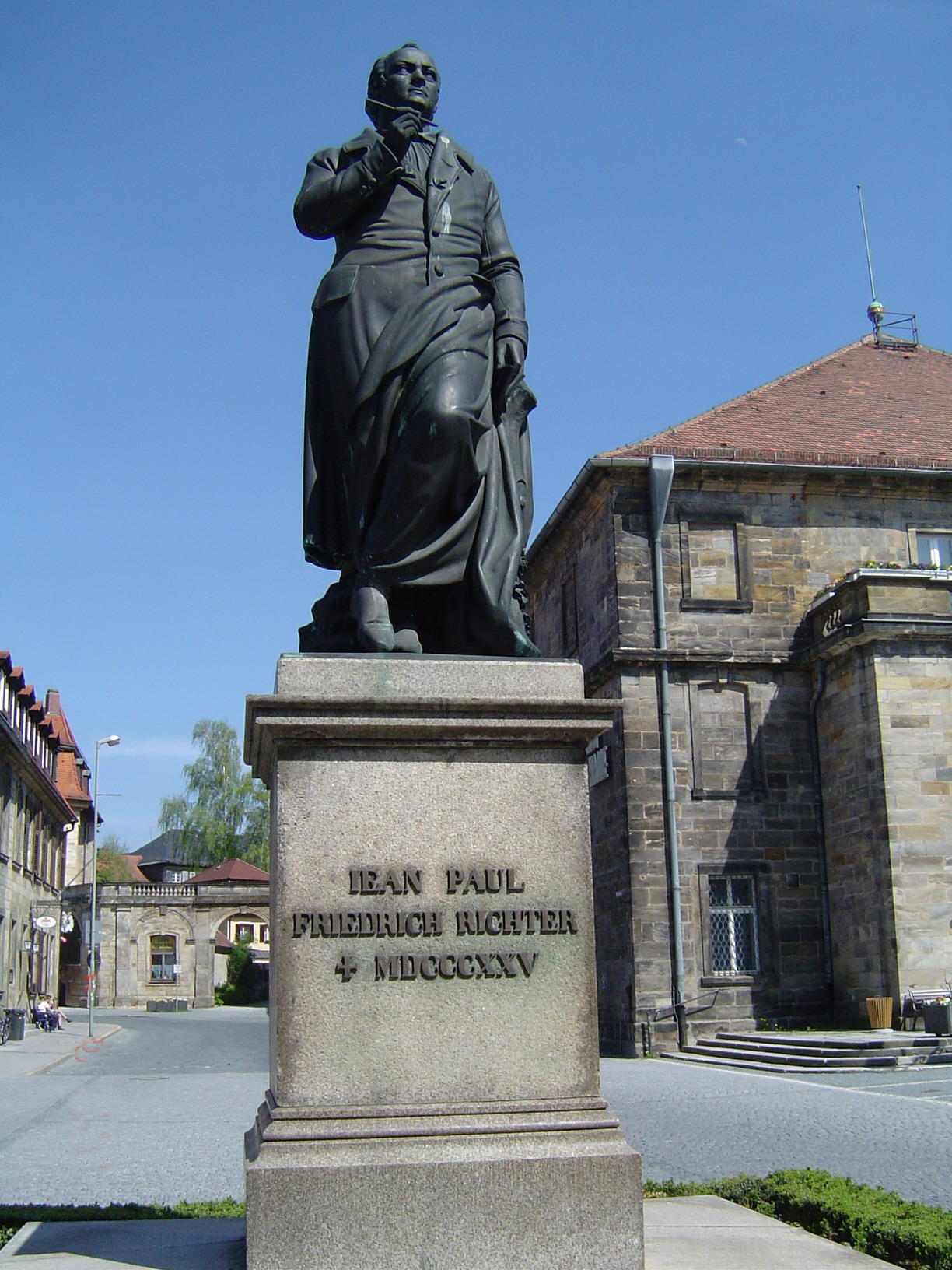
Jean-Paul-Denkmal auf dem Jean-Paul-Platz

Das Ensemble (Lage) umfasst den auf dem mittelalterlichen Grundriss entstandenen Ortskern um die Maximilianstraße bis zur Kanzleistraße innerhalb der ehemaligen Stadtmauer mit seiner Bebauung im Kern meist aus dem 16./17. Jahrhundert, das östlich der Altstadt planmäßig angelegte Viertel mit Friedrich- und Ludwigstraße, vorwiegend mit Bauten aus dem 18. Jahrhundert, sowie bauliche Verdichtungen, Umgestaltungen und Wiederaufbauten aus dem 19. und 20. Jahrhundert.
Bayreuth gilt als eine Stadtgründung der Herzöge von Andechs-Meranien aus der Mitte des 12. Jahrhunderts; vermutlich war aber schon im 11. Jahrhundert, im Zuge der Rodungstätigkeit der Schweinfurter Grafen, eine kleine Ansiedlung am unteren Markt entstanden. Das bayerische Geschlecht der Andechs-Meranier, das sich im Obermaingebiet ein Territorium aufbaute, legte den neuen Sitz nach der Schleifung seiner Burg Altentrebgast an. Die Neugründung erfolgte in topographisch günstiger Lage auf einem von drei Flussläufen (Roter Main, Mistelbach, Sendelbach) umgebenen, erhöhten Rücken, im Zuge einer Verbindungsstraße von Bamberg nach Böhmen. Eine ältere Siedlung, an die, wie dies bei Gründungsvorgängen des Hochmittelalters oft der Fall ist, die neue Stadt angelehnt wurde, erhielt nachträglich die Bezeichnung Altenstadt. Der Grundriss der Gründungsstadt ist dem bayerischen Straßenmarktschema verpflichtet: Am nördlichen Rand des Plateaus zieht sich im Zuge der Fernstraße der breite, mondsichelförmig gekurvte Straßenmarkt, der ursprünglich vom Unteren Tor nahe der Niederung des Mistelbachs im Westen zum Oberen Tor im Osten führte; von ihm gehen nach Süden Nebengassen ab, die aufgrund der Geländesituation entgegengesetzte Krümmungen aufweisen und sich gegenseitig treffen, so dass sie insgesamt eine gerundete Dreiecksfigur bilden; sie umschließen den Kirchenbezirk, der sich, dem Stadttypus gemäß, vom Straßenmarkt abwendet; die Meranier-Burg, die seit dem 16. Jahrhundert zum Stadtschloss (Altes Schloss) ausgebaut wurde, ist auf einem Geländesporn über der Rotmain-Niederung errichtet und beherrscht den östlichen Ausgang des Straßenmarkts. Die Parzellierungsstruktur entspricht den Formen der Straßenführung: Im Bereich der südlichen Nebengassen („Gassenviertel“) herrscht ein kleinteiliges Grundstücksgefüge vor, während beiderseits des Marktes schmale, in die Tiefe gestreckte Höfe regelmäßig aneinandergereiht sind. Eine auffällige Unregelmäßigkeit in der Aufteilung befindet sich im Bereich der Von-Römer-Straße, ein Umstand, der darauf zurückzuführen sein dürfte, dass das Judenviertel erst im 15. Jahrhundert in diesem Bereich entlang der westlichen Stadtmauer angesiedelt wurde. Die Bebauung entspricht der mittelalterlichen Parzellenstruktur, geht in der Substanz aber nicht über das frühe 17. Jahrhundert hinaus. Zwei Stadtbrände zu Beginn des 17. Jahrhunderts haben einen Wiederaufbau in nachgotischen Formen bewirkt, der heute noch das Stadtbild wesentlich bestimmt. Neben Giebelbauten dieser Zeit treten auch Traufseitbauten des 18. Jahrhunderts sowie Sandsteinquaderhäuser der Zeit um 1800 auf. Der Markt (obere Maximilianstraße) besitzt auf der Südseite eine großzügige Reihung von zum Teil stattlichen, häufig im 18. Jahrhundert überformten Bürgerhäusern, im Kern aus dem 16./17. Jahrhundert, während auf der Nordseite die historische Bebauung im Zweiten Weltkrieg stark dezimiert wurde. Bauten der Wiederaufbauzeit, die Bezug auf regionale Besonderheiten der Vorbebauung nehmen, prägen heute den Bereich nördlich des Alten Schlosses.
Die monumentalen Schwerpunkte innerhalb dieses bürgerlichen Ortsbildes bilden die spät- und nachgotische Stadtpfarrkirche, das Alte Schloss, eine Renaissance-Anlage mit einheitlicher, barocker Fassadenbehandlung, sowie das im Kern ins 17. Jahrhundert zurückreichende Kanzleigebäude.
Das höfische Element, das seit der Verlegung der markgräflich-hohenzollernschen Hofhaltung von der Plassenburg nach Bayreuth 1604 die weitere Entwicklung der Stadt bestimmte, verursachte im 18. Jahrhundert eine großzügige, barocke Stadterweiterung im südöstlichen Vorfeld der mittelalterlichen Stadt. Auf diesem ebenen, durch kein Flusstal unterbrochenen Gelände befanden sich seit dem 17. Jahrhundert eine Rennbahn und der Hofgarten. Höfische Trabantenniederlassungen rings um Bayreuth übten seit dem Beginn des 18. Jahrhunderts eine sprengende Wirkung auf die alte, umwehrte Stadt aus: Als Verbindung nach Schloss Thiergarten wurde ab 1730 auf noch unbebauter Fläche die nach einheitlichem Plan konzipierte Friedrichstraße angelegt, deren Mitte durch den rechteckigen Paradeplatz (Jean-Paul-Platz) betont ist. Der Straßenzug ist von Sandsteinquaderhäusern begleitet; die etwas strenge, bürgerliche Bebauung wird durch einige, das Höfische streifende Akzente an den wenigen, durchweg schlichten Adelspalais gelockert; den architektonischen Schwerpunkt der Anlage bildet das ehemalige Waisenhaus, das den mittleren Platzraum beherrscht. Von geringerer Regularität ist der vom Paradeplatz abgehende, durch den Verlauf der Stadtmauer vorgeprägte Zug der Ludwigstraße, der sich jenseits des dem Oberen Tor vorgelagerten Sternplatzes in der Opernstraße fortsetzt. Dieser Bereich wurde ab etwa 1740 ausgestaltet: Über der alten Rennbahn entstand ein rechteckiger Platz, der seit 1753 den Charakter eines Schloss-Vorplatzes annahm, als in der Folge des Brandes des Alten Schlosses der Hof in die Häuser am Hofgarten zog, die durch An- und Umbauten zum Residenzschloss umfunktioniert wurden. Die Opernstraße, die vom Sternplatz in leichter Krümmung in die Niederung des Roten Mains hinunterführt, erhielt ihren architektonischen Akzent in der Fassade des Markgräflichen Opernhauses. Die Barockstadt Bayreuth ist durch die charakteristische Sandsteinbauweise in französisch anmutenden, klassizisierenden Formen unverwechselbar geprägt. Dem Ensemble sind der Hofgarten in seiner ganzen Ausdehnung und der durch barocke Bebauung hervorstechende erste Abschnitt der diesen auf der Südseite begleitenden Allee (Jean-Paul-Straße) hinzugerechnet.
Die Gebiete der früheren Ensembles Friedrichstraße, Kanzleistraße, Ludwigstraße, Maximilianstraße, Opernstraße und Von-Römer-Straße sind jetzt im Ensemble mittelalterlicher und barocker Stadtkern Bayreuth enthalten.
Aktennummer: E-4-62-000-1.

### Ensemble Bismarckstraße/Erlanger Straße
Das Ensemble (Lage)  umfasst die an der stumpfwinkligen Einmündung der Erlanger Straße in die Bismarckstraße erhaltene ältere Bebauung. Es handelt sich um eine geschlossene Reihe von zweigeschossigen Traufseithäusern des 18. und 19. Jahrhunderts, die an dieser stark modern veränderten Ausfallstraße eine Vorstadtinsel bildet. Aktennummer: E-4-62-000-2.

### Ensemble Cosima-Wagner-Straße/Lisztstraße
Das Ensemble (Lage) umfasst einen Teil eines vornehmen Wohnviertels, das im Bereich des Hauses Wahnfried an der Nordostecke des Hofgartens in den 90er-Jahren des 19. und dem ersten Jahrzehnt des 20. Jahrhunderts entstanden ist. Die Bebauung mit Einzel- und Doppelhäusern zeigt in für den späten Historismus charakteristischer Weise verschiedenartige stilistische Gestaltung. Aktennummer: E-4-62-000-3.

### Ensemble Wohnblock Opernstraße

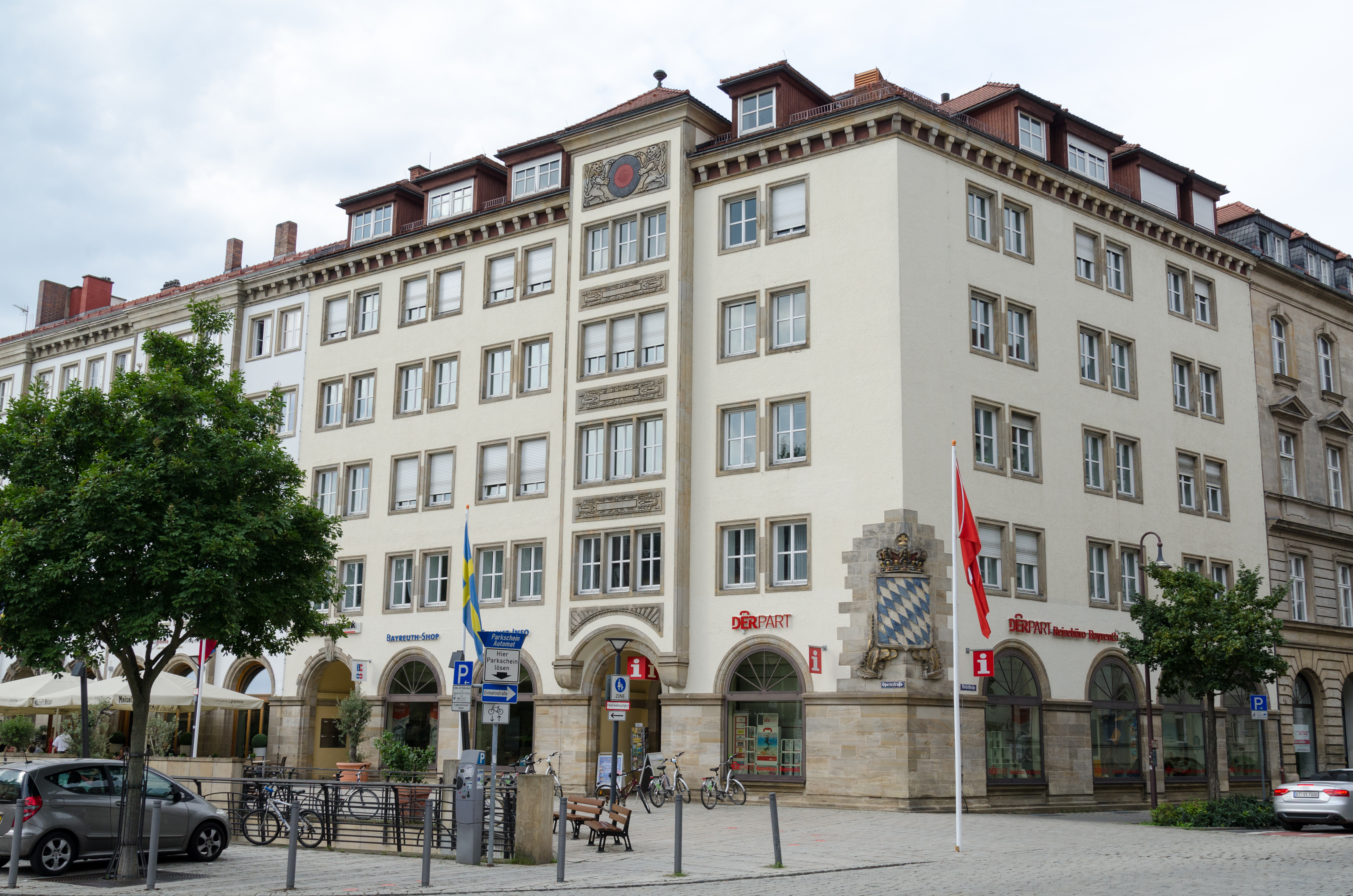
Ensemble Wohnblock Opernstraße

Stadtfront  (Lage)
eines nach den Zerstörungen des Zweiten Weltkrieges zum großen Teil wiederaufgebauten Gründerzeitblockes. Viergeschossiger, geschlossener Block, auf der Stadtseite in seinen historistischen Formen nur erhalten das westliche Eckhaus, die übrigen Teile dieser Front in reduziertem Historismus 1948/50 von Architekt Eberhard Kellner wiederaufgebaut. Aktennummer: E-4-62-000-4.

### Ensemble Rathstraße
Kurzer Straßenzug (Lage) eines Stadtausbaues der Zeit von 1880 bis 1902, offen mit Mietvillen bebaut, die älteren noch in nachklassizistischen Formen, die jüngeren in reichem Historismus. Aktennummer: E-4-62-000-5.

### Ensemble Sankt Georgen
Im Anschluss an seinen Schlossbau am jetzt nicht mehr bestehenden Brandenburger See legte Georg Wilhelm seit 1702 eine Siedlung für Neubürger an (Lage). Die noch vorhandene Neugründung entwickelte sich entlang einer zum ehemaligen Schlosspark parallel verlaufenden Straßenachse. Sie ist von regelmäßig gereihten, nach einem einheitlichen Typus errichteten Walmdachhäusern in Sandsteinquader eingefasst. Die Anlage ist in den Großformen intakt geblieben, ihr ursprüngliches Aussehen allerdings durch Fassadenveränderungen stark beeinträchtigt worden. Zwischen den Häusern bestehen noch einige Pfeilerportale. Zugehörig ist auch die von Südosten ansteigende Brandenburger Straße, eine Allee, deren Südseite von Sandsteinbauten des 18. und 19. Jahrhunderts begrenzt ist. An der Naht- und Knickstelle zu St. Georgen setzt der Obeliskenbrunnen einen Akzent. Aktennummer: E-4-62-000-6.

### Ensemble August-Bebel-Platz, ehemalige Kriegsbeschädigtensiedlung
Ehemalige Kriegsbeschädigtensiedlung von 1922 (Lage). Platzanlage mit Kriegerdenkmal  [ED nach Art. 1, Abs. 2 BayDSchG]. Zweigeschossige Einfamiliendoppel- und Mehrfamilienhäuser mit Walmdächern und Gartenparzellen. Verputzte Fassaden mit hölzernen Fensterläden, aufgeputzte Ornamentik in Formen des Expressionismus. Stufengiebel am Mehrfamilienhaus August-Bebel-Platz 23–25 [ED nach Art. 1, Abs. 2 BayDSchG].. Architekten: Hans Reissinger und Christian Ritter von Popp. Aktennummer: E-4-62-000-13.

## Stadtbefestigung
Die ehemalige Stadtbefestigung stammt aus der Zeit um 1300. Sie folgt den Rändern des Talsporns, auf dem die Stadt errichtet ist und umgreift die mittelalterliche Siedlung. Im nicht natürlich geschützten Südostabschnitt befand sich ein Halsgraben. Die Mauer wurde 1448, 1457 und 1665 verstärkt (dieser äußere Ring ist teilweise erhalten), 1754 an die Angrenzer veräußert, die diese überbauten. Einzig erhaltener ehemaliger Stadtturm ist der sogenannte Schwertlesturm, von-Römer-Straße 4, 14./15. Jahrhundert.
Die restlich erhaltenen Teile sind folgende:

| Lage                                               | Objekt                                 | Beschreibung | Akten-Nr.               | Bild                                   |
| -------------------------------------------------- | -------------------------------------- | --- | ----------------------- | -------------------------------------- |
| Hohenzollernring, bei Flurnummer 1181/4 (Standort) | Hohenzollern-Wappenstein aus Sandstein | 18. Jahrhundert, unterhalb des Hospitals, ursprünglich am Tor III der Regierung von Oberfranken, Kanzleistraße | D-4-62-000-1 Wikidata   | Hohenzollern-Wappenstein aus Sandstein |
| Kanzleistraße 7 (Standort)                         | Stadtbefestigung                       | Im Hof Rest der Stadtmauer und eine Balustrade, 18. Jahrhundert | D-4-62-000-139 Wikidata | Stadtbefestigung                       |
| Kanzleistraße 9 (Standort)                         | Stadtbefestigung                       | Im Hof Rest der Stadtmauer | D-4-62-000-140 Wikidata | Stadtbefestigung                       |
| Maximilianstraße 9 (Standort)                      | Stadtbefestigung                       | Im Garten fünfseitiges Ravelin der ehemaligen Stadtbefestigung, Mitte 17. Jahrhundert | D-4-62-000-215 Wikidata | Stadtbefestigung                       |
| Maximilianstraße 48 (Standort)                     | Stadtbefestigung                       | Rückseitig Reste der Stadtmauer: ein Kopfgebäude zur Maximilianstraße hin, aus dem Jahr 1719; ersetzte vorherige Bauten, die wahrscheinlich 1631 abgebrannt sind. Das Gebäude wurde ebenerdig aus Sandsteinquadern errichtet, darüber befinden sich zwei Etagen als Holzständerfachwerk. Das zweite Geschoss wurde erst 1845 aufgesetzt. An den Kopfbau schließen sich westlich und östlich je ein Flügel an, die beide ebenfalls um 1719 entstanden. Im Jahr 1820 erfolgte ein teilweise barockisierender Umbau. Weitere bauliche Veränderungen aus dem 19. und 20. Jahrhundert wurden bei den dankmalgerechten Sanierungsarbeiten 2003–2006 rückgebaut. Ein Glasdach zwischen den Bauflügeln schützt nun die Gebäudeteile vor Witterungseinflüssen. | D-4-62-000-238 Wikidata | Stadtbefestigung                       |
| Maximilianstraße 50 (Standort)                     | Stadtbefestigung                       | Rückseitig Rest der Stadtmauer | D-4-62-000-240          | Stadtbefestigung                       |
| Maximilianstraße 52, 54, 56 (Standort)             | Stadtbefestigung                       | Rückseitig Rest der Stadtmauer | D-4-62-000-242          | Stadtbefestigung                       |
| Maximilianstraße 58 (Standort)                     | Stadtbefestigung                       | Rückseitig Rest der Stadtmauer | D-4-62-000-244          | Stadtbefestigung                       |
| Maximilianstraße 60 (Standort)                     | Stadtbefestigung                       | Reste von Stadt- und Zwingermauer | D-4-62-000-245 Wikidata | BW                                     |
| Maximilianstraße 64 (Standort)                     | Stadtbefestigung                       | Rückseitig Rest der Stadtmauer | D-4-62-000-247          | BW                                     |
| Maximilianstraße 66 (Standort)                     | Stadtbefestigung                       | Rückwärtig fünfeckiges, zum Haus ausgebautes Ravelin der ehemaligen Stadtbefestigung, Sandsteinquader mit Zeltdach, 17. Jahrhundert | D-4-62-000-249 Wikidata | Stadtbefestigung                       |
| Schulstraße (Standort)                             | Stadtbefestigung                       | Stadtmauerrest, Rückseitig an Grundstück Schulstraße 1 angrenzend; vgl. Maximilianstraße 46 | D-4-62-000-1 Wikidata   | BW                                     |
| Sophienstraße 20 (Standort)                        | Stadtbefestigung                       | Rest der Stadtmauer, überbaut | D-4-62-000-353 Wikidata | BW                                     |
| Sophienstraße 22 (Standort)                        | Stadtbefestigung                       | Rest der Stadtmauer | D-4-62-000-354 Wikidata | Stadtbefestigung                       |
| Sophienstraße 26 (Standort)                        | Stadtbefestigung                       | Rest der Stadtmauer | D-4-62-000-357          | Stadtbefestigung                       |
| Sophienstraße 32 (Standort)                        | Stadtbefestigung                       | Rest der Stadtbefestigung, Stadtmauer, Sandsteinquader | D-4-62-000-360 Wikidata | Stadtbefestigung                       |
| Von-Römer-Straße 4 (Standort)                      | Stadtbefestigung                       | Einzig erhaltener ehemaliger Stadtturm, der sog. Schwertlesturm, 14./15. Jahrhundert | D-4-62-000-1 Wikidata   | weitere Bilder                         |

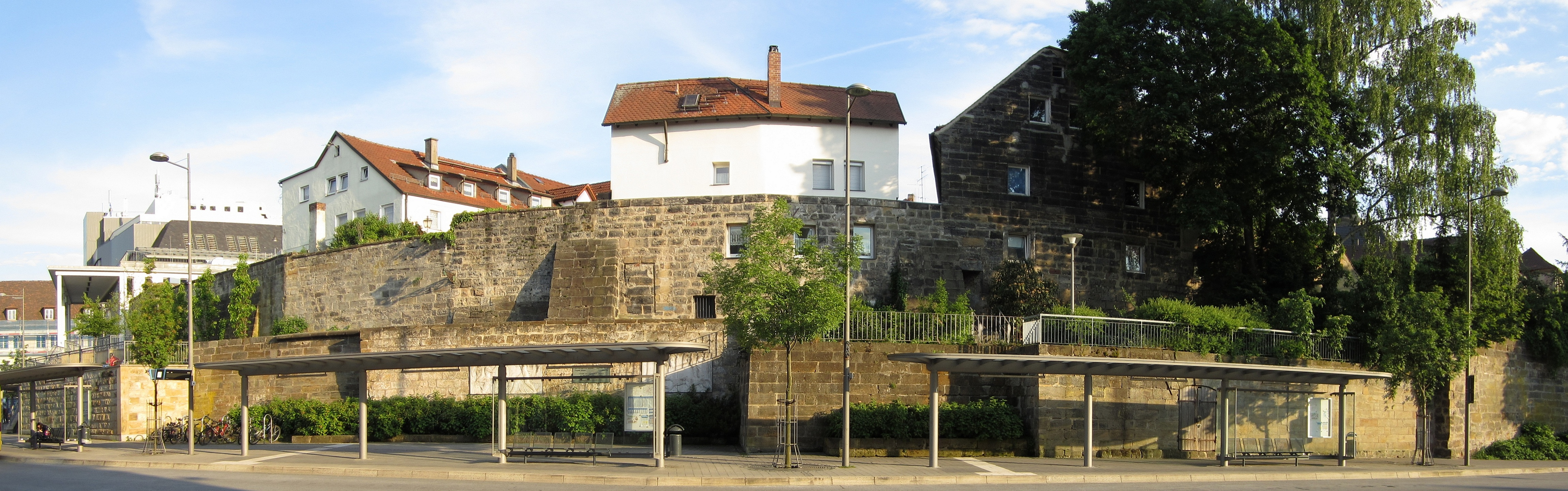
Stadtmauer am Hohenzollernplatz und Hohenzollernring (rückseitig Maximilianstraße 50–58)

## Baudenkmäler nach Gemeindeteilen

### Bayreuth

#### A
| Lage                                     | Objekt                                                                                | Beschreibung | Akten-Nr.               | Bild                                                     |
| ---------------------------------------- | ------------------------------------------------------------------------------------- | --- | ----------------------- | -------------------------------------------------------- |
| Adolf-Wächter-Straße 17 (Standort)       | Ehemaliges Wohnstallhaus                                                              | Heute Museum für bäuerliche Arbeitsgeräte, eingeschossiger Sandsteinbau mit verschaltem Fachwerkgiebel, bezeichnet „1745“ und „1779“ | D-4-62-000-418 Wikidata | weitere Bilder                                           |
| Albert-Preu-Straße 6 (Standort)          | Villa                                                                                 | Zweigeschossiger Sandsteinbau in klassizisierenden Formen mit Walmdach, bezeichnet „1895“, von Hans Popp; mit späteren Anbauten und Einfriedungsmauer                                                                                      | D-4-62-000-2 Wikidata   | Villa                                                    |
| Albert-Preu-Straße 9 (Standort)          | Villa                                                                                 | Zweigeschossiger, barockisierender Sandsteinbau mit Mansarddach, 1922 von Stefan Stadelbauer | D-4-62-000-3 Wikidata   | Villa                                                    |
| Alexanderstraße 1 (Standort)             | Eckhaus                                                                               | Viergeschossiges Mietshaus aus Sandstein mit Erkern und Zwerchhäusern, Jugendstil, am Erker bezeichnet „1905“, von Schäferlein und Nützel                                                                                                  | D-4-62-000-4 Wikidata   | Eckhaus                                                  |
| Am Main 3 (Standort)                     | Wohnhaus,                                                                             | längsrechteckiger zweigeschossiger Walmdachbau, an der Südecke Erkerturm auf kreisförmigem Grundriss, 1934 von Christian Ritter v. Popp, mit vollständig erhaltener bauzeitlicher Ausstattung; Garage, längsrechteckiger Walmdachbau, 1941 | D-4-62-000-678          | BW                                                       |
| Am Mainflecklein (Standort)              | Einjochige Betonbrücke über den Roten Main zwischen Hindenburg- und Casselmannstrasse | Mit Obelisken und Reliefs, historisierend, 1915, Stadtbauamt Bayreuth und Bildhauer Julius Seidler (München) | D-4-62-000-444 Wikidata | weitere Bilder                                           |
| Annecyplatz (Standort)                   | Obelisk der ehemaligen Ludwigsbrücke                                                  | 1904–1905 | D-4-62-000-115 Wikidata | weitere Bilder                                           |
| Annecyplatz (Standort)                   | Vier Trophäen                                                                         | Sandsteinskulpturen der ehemaligen Markgräflichen Mainkaserne (1737 von Friedrich Jakob Grael), um 1737, von Johann Jeremias Martini | D-4-62-000-454 Wikidata | weitere Bilder                                           |
| August-Bebel-Platz (Standort)            | Denkmal für die im Ersten Weltkrieg gefallenen Bürger des Stadtteils Altstadt         | Mittelstele aus Sandstein mit seitlich flankierenden, querrechteckigen Inschriftentafeln | D-4-62-000-464 Wikidata | weitere Bilder                                           |
| August-Bebel-Platz 23, 24, 25 (Standort) | Mietshaus                                                                             | Zweigeschossiger Putzbau mit Walmdach, Stufengiebel über Mittelachse zur Platzansicht, Gebäudekanten und -achsen durch Verputzvorlagen mit geometrischem Muster betont, hölzerne Fensterläden, 1922 von Hans Reissinger                    | D-4-62-000-463 Wikidata | BW                                                       |
| August-Riedel-Straße (Standort)          | Wasserturm der ehemaligen Mechanischen Baumwollspinnerei                              | Zylindrischer Ziegelbau, um 1900 | D-4-62-000-419 Wikidata | Wasserturm der ehemaligen Mechanischen Baumwollspinnerei |

#### B
| Lage | Objekt                                          | Beschreibung | Akten-Nr.               | Bild                          |
| --- | ----------------------------------------------- | --- | ----------------------- | ----------------------------- |
| Badstraße 1 (Standort) | Eckhaus                                         | Zweigeschossiger Satteldachbau, Bäckerhausrelief bez. 1616, Fensteröffnungen im Erdgeschoss von 1928 | D-4-62-000-6            | weitere Bilder                |
| Badstraße 14 (Standort) | Wohnhaus                                        | Traufständiger, zweigeschossiger Sandsteinquaderbau mit Mansarddach, um 1800 | D-4-62-000-7            | weitere Bilder                |
| Badstraße 22 (Standort) | Wohnhaus                                        | Traufständiger, zweigeschossiger Sandsteinquaderbau mit Walmdach, um eine Achse nach Osten erweitert, erste Hälfte 19. Jahrhundert | D-4-62-000-8 Wikidata   | Wohnhaus                      |
| Badstraße 23 (Standort) | Wohnhaus                                        | Schmaler, zweigeschossiger Sandsteinquaderbau mit Walmdach, um 1800 | D-4-62-000-9 Wikidata   | weitere Bilder                |
| Badstraße 26 (Standort) | Wohnhaus                                        | Traufständiger, zweigeschossiger Putzbau mit Mittelrisalit und Walmdach, Eckrustika, Zwerchhaus, Neurenaissance, um 1870 | D-4-62-000-10 Wikidata  | Wohnhaus                      |
| Badstraße 30 (Standort) | Wohnhaus                                        | Traufständiger, zweigeschossiger Sandsteinquaderbau mit Schopfwalmdach, erste Hälfte 19. Jahrhundert, Dachausbau frühes 20. Jahrhundert, mit Gedenktafel, die an das hier ehemals befindliche Ziegeltor erinnert | D-4-62-000-11 Wikidata  | Wohnhaus                      |
| Badstraße 43, 43 a, 43 b (Standort) | Ehemaliger städtischer Bauhof                   | Zwei Kopfbauten mit Walmdach und Zwerchhäusern, dazwischen Garagenbau mit leicht ausschwingender Hoffront und Dachreiter, Heimatstil, 1928, von Stadtbaurat Hans Schmitz | D-4-62-000-498 Wikidata | Ehemaliger städtischer Bauhof |
| Bahnhofstraße 7 (Standort) | Wohn- und Geschäftshaus                         | Giebelständiger, zweigeschossiger Sandsteinquaderbau mit Satteldach und Zwerchhaus, Neurenaissance, 1887 | D-4-62-000-13 Wikidata  | Wohn- und Geschäftshaus       |
| Bahnhofstraße 20 (Standort) | Bahnhof                                         | Dreigeschossiger Mittelbau aus Sandstein mit Walmdach, die niedrigeren Flügelbauten mit Segmentbogengiebeln abgeschlossen, in Formen der Neurenaissance, 1879 von Georg Friedrich Seidel | D-4-62-000-14           | weitere Bilder                |
| Bahnlinie Schnabelwaid - Bayreuth; Bahnhofstraße 14; Bahnlinie Weiden - Neuenmarkt-Wirsberg; Nähe Bahnhofstraße; Nähe Tunnelstraße (Standort) | Bahnbrücke                                      | Tunnelstraße, dreijochige Straßenüberführung Strecke 5001 bei Bahn-km 18,043, massive Auflager mit straßenparallelen rundbogigen Fußgängertunneln, Sandsteinmauerwerk und Sandsteinbrüstungen sowie waagerechter Überbau aus Walzträgern in Ortbetonplatte, 1897, Überbau 1916 erneuert                                                                             | D-4-62-000-674          | Bahnbrücke                    |
| Bahnlinie Weiden – Neuenmarkt-Wirsberg (Standort)                                                                                             | Eisenbahnüberführung                            | Einbogige Brücke aus Sandsteinquadern, 1863, parallel zur modernen Kfz-Brücke der Königsallee (KrBTs 6) verlaufend | D-4-62-000-435 Wikidata | BW                            |
| Bamberger Straße 19 (Standort) | Wohnhaus                                        | Zweigeschossiger, traufständiger Sandsteinquaderbau mit Satteldach, erstes Viertel 19. Jahrhundert | D-4-62-000-15 Wikidata  | BW                            |
| Bamberger Straße 61 (Standort) | Wohnhaus                                        | Traufständiger, zweigeschossiger Putzbau mit Sandsteingliederung in neugotischen Formen, Satteldach, bezeichnet „1907“, nach Plänen von Kehs | D-4-62-000-16 Wikidata  | Wohnhaus                      |
| Bamberger Straße; Mistel (Standort) | Brücke                                          | Dreibogige Sandsteinquaderbrücke über den Mistelbach, Ende 18. Jahrhundert, Brückenkörper verbreitert, Beton | D-4-62-000-445 Wikidata | BW                            |
| Bernecker Straße 7, 9 (Standort) | Ehemaliges Schloss St. Georgen, jetzt Gefängnis | Gestreckter dreigeschossige Anlage mit vorspringendem Mittelteil, schwerem Barockschmuck und Mansarddach, 1725–27, von Johann David Räntz, in der Kartusche über dem Portal Monogramm des Erbauers (MGWZB), der Festsaal mit Deckenfresko, seit 1897 zum Gefängnis umgebaut, die niedrigeren Flügelbauten sowie die Erweiterungsbauten 19. Jahrhundert mit Walmdach | D-4-62-000-17 Wikidata  | weitere Bilder                |
| Bindlacher Straße (Standort) | Sandsteinsäule zur Markierung der Stadtgrenze   | Mit Bayreuther Stadtwappen und Inschrift, 1939 | D-4-62-000-473 Wikidata | weitere Bilder                |
| Bismarckstraße 3 (Standort) | Löhehaus                                        | Zweigeschossiger Putzbau auf Sandsteinsockel mit Walmdach, mit historisierenden Elementen, 1926 von H. C. Reissinger und Chr. von Popp | D-4-62-000-20           | Löhehaus                      |
| Bismarckstraße 24, Oswald-Merz-Straße 12, 14, Rupprechtstraße 17 (Standort)                                                                   | Mietshausgruppe                                 | Drei- bzw. viergeschossige Putzbauten mit Erkern und Walmdach im Heimatstil auf U-förmigem Grundriss, 1925 von Karl Kummer; dazugehörig die dreigeschossigen Flügelbauten Bismarckstraße 24, Oswald-Merz-Straße 12 und 14 sowie Rupprechtstraße 17 | D-4-62-000-282 Wikidata | BW                            |
| Bismarckstraße 68 (Standort) | Gasthof                                         | Traufständiger, zweigeschossiger Sandsteinquaderbau mit Halbwalmdach, um 1800 | D-4-62-000-22 Wikidata  | BW                            |
| Bismarckstraße 68 (Standort) | Gasthof, Ausleger                               | Schmiedeeisern, aus der Erbauungszeit | D-4-62-000-22 Wikidata  | BW                            |
| Brautgasse 1 (Standort) | Eckhaus                                         | Mit Giebel zur Kämmereigasse, zweigeschossiger, verputzter Sandsteinquaderbau mit Satteldach, im Kern 17. Jahrhundert, 1704/05 barock umgestaltet | D-4-62-000-31 Wikidata  | Eckhaus                       |
| Bürgerreuther Straße 1 (Standort) | Postgebäude                                     | Anlage auf hakenförmigem Grundriss mit turmartigem Hauptgebäude, viergeschossig mit Treppenanlage, der Flügel dreigeschossig mit Walmdach, in Formen der neuen Sachlichkeit, bezeichnet „1929“, nach Planung der Oberpostdirektion Bamberg | D-4-62-000-32 Wikidata  | Postgebäude                   |
| Bürgerreuther Straße 14 (Standort) | Wohnhaus                                        | Eingeschossiger Sandsteinquaderbau mit Satteldach, zwei Dachausbauten mit Dreiecksgiebeln, um 1880 | D-4-62-000-33 Wikidata  | BW                            |
| Bürgerreuther Straße 14 (Standort) | Remise                                          | Rückwärtig | D-4-62-000-33 Wikidata  | BW                            |
| Bürgerreuther Straße 18 (Standort) | Villa                                           | Zweigeschossiger Putzbau mit Sandsteingliederung und Walmdach, Ecklisenen, Türrahmung im Reformstil, bezeichnet „1922“, von Hans Reissinger; mit bauzeitlicher Einfriedung, Sandsteinpfeiler mit Holzzaun | D-4-62-000-34 Wikidata  | BW                            |
| Bürgerreuther Straße 27 (Standort) | Villa                                           | Zweigeschossiger Sandsteinquaderbau mit Eckturm und Walmdach mit Haube, Standerker, neubarock, 1900, von Baumeister Fitz Weiß | D-4-62-000-35 Wikidata  | BW                            |
| Bürgerreuther Straße 29 (Standort) | Villa                                           | Zweigeschossiger Bau aus Sandsteinquadern mit Walmdach, Jugendstildekor, Pilastergliederung und Dreiecksgiebel, dort bezeichnet „1900“, von Carl Wölfel | D-4-62-000-36 Wikidata  | BW                            |
| Bürgerreuther Straße 39, 39 a (Standort) | Doppelwohnhaus                                  | Langgestreckter, zweigeschossiger Walmdachbau mit vorgeschobenem Treppenhaus, Garage, 1937 von Paul Bonatz und Peter Dübbers, 1937 | D-4-62-000-514 Wikidata | BW                            |

#### C
| Lage                                                        | Objekt                        | Beschreibung | Akten-Nr.               | Bild           |
| ----------------------------------------------------------- | ----------------------------- | --- | ----------------------- | -------------- |
| Carl-Burger-Straße (Standort)                               | Brücke                        | Einbogige Sandsteinbrücke über den Mistelbach, um 1875 | D-4-62-000-479 Wikidata | weitere Bilder |
| Carl-Schüller-Straße 1 (Standort)                           | Wohnhaus                      | Traufständiger, zweigeschossiger Sandsteinquaderbau mit Halbwalmdach, um 1800 | D-4-62-000-37 Wikidata  | weitere Bilder |
| Cosima-Wagner-Straße 1, Richard-Wagner-Straße 68 (Standort) | Eckhaus                       | Dreigeschossiges Mietshaus, Satteldach, das Erdgeschoss mit aufgeputzter Bänderrustika, Obergeschosse mit Kolossalpilastergliederung, 1880 von Friedrich Pupp | D-4-62-000-315          | weitere Bilder |
| Cosima-Wagner-Straße 3 (Standort)                           | Villa                         | Zweigeschossiger Sandsteinbau mit Walmdach in Formen der Neurenaissance, das Erdgeschoss rustiziert, der bauzeitliche zweigeschossige Anbau aus Backstein mit Walmdach, 1881, von Friedrich Popp | D-4-62-000-40 Wikidata  | weitere Bilder |
| Cosima-Wagner-Straße 6 (Standort)                           | Villa                         | Zweigeschossiger Backsteinbau mit aufwendiger Sandsteingliederung, Risalit und Walmdach, um 1895; Einfriedung aus Sandstein-Pfeilern | D-4-62-000-42 Wikidata  | weitere Bilder |
| Cosima-Wagner-Straße 6 (Standort)                           | Einfriedung                   | Aus Sandstein-Pfeilern | D-4-62-000-42 Wikidata  | Einfriedung    |
| Cosima-Wagner-Straße 7 (Standort)                           | Villa                         | Zweigeschossiger Sandsteinbau mit Risalit und Walmdach in Formen der Neurenaissance, 1883 von Friedrich Popp | D-4-62-000-43 Wikidata  | weitere Bilder |
| Cosima-Wagner-Straße 7 (Standort)                           | Einfriedung                   | Aus Sandstein-Pfeilern | D-4-62-000-43 Wikidata  | weitere Bilder |
| Cottenbacher Straße 23 (Standort)                           | Ehemaliges Bezirkskrankenhaus | Schlossartiges Gebäude mit dreigeschossigen Mittel- und Eckpavillons, zweigeschossigen Seiten- und Querflügeln, Sattel- und Walmdächer mit Schieferdeckung, Fenster- und Türeinfassungen aus Sandstein, Neoklassizismus, Fassaden verputzt mit Resten geometrischer Fassadenmalereien der 1950er Jahre, innere Erschließung im Korridorsystem, nordwestlicher Querflügel (ohne nordwestlichen Eckpavillon) Ende 20. Jahrhundert erneuert, Einweihung am 16. Mai 1870 | D-4-62-000-465 Wikidata | BW             |

#### D
| Lage | Objekt                                                 | Beschreibung | Akten-Nr.               | Bild                                         |
| --- | ------------------------------------------------------ | --- | ----------------------- | -------------------------------------------- |
| Dammallee 2 (Standort) | Wohnhaus                                               | Zweigeschossiger, traufständiger Sandsteinquaderbau mit Mansarddach, am Türsturz bezeichnet „1738“ | D-4-62-000-44 Wikidata  | weitere Bilder                               |
| Dammallee 4 (Standort) | Wohnhaus                                               | Traufständiger dreigeschossiger Sandsteinquaderbau mit Satteldach, 1738, das zweite Obergeschoss 1858, das Nebengebäude eingeschossig mit Satteldach | D-4-62-000-45 Wikidata  | weitere Bilder                               |
| Dammallee 5 (Standort) | Wohnhaus                                               | Zweigeschossiger Sandsteinquaderbau mit Risalit und Satteldach, Zwerchhaus, 1827 | D-4-62-000-46 Wikidata  | weitere Bilder                               |
| Dammallee 8 (Standort) | Wohnhaus                                               | Zweigeschossiger Sandsteinquaderbau mit Mansarddach, 1738 für den Regierungskanzlist Nicolaus Ernst Nü erbaut | D-4-62-000-47 Wikidata  | weitere Bilder                               |
| Dammallee 8 (Standort) | Pfeilerportal und Gartenumzäunung                      | Anschließend, ebenfalls Mitte 18. Jahrhundert | D-4-62-000-47 Wikidata  | BW                                           |
| Dr.-Franz-Straße 1/6/8; Dr.-Martin-Luther-Straße 3; Herzog 1/1a/2/3/5/7/9; Kulmbacher Straße 31/35/37/39/41/43/45/47/49/51/52 1/2/53/54/56/57/59/60 () | Felsenkeller                                           | weitläufige und weit verzweigte Stollenanlage, in den anstehenden Sandsteinfelsen getriebene Gänge mit Steinbänken zur Fasslagerung, partiell gepflastert, vor Mitte 18. Jh. angelegt, später sukzessive ausgebaut                                                                    | D-4-62-000-680          |                                              |
| Dr.-Franz-Straße 1 (Standort) | Ehemaliges Städtisches Krankenhaus, heute Bundesarchiv | Dreiflügelige Anlage mit schmalen Kopfbauten und tiefem Mittelrisalit, freistehend, Erdgeschoss aus Sandsteinquadern, Obergeschosse als Ziegelsichtfassaden mit architektonischen Gliederungen aus Sandstein, historistisch, 1905 von Hans Schlee, bis auf den Südwestflügel entkernt | D-4-62-000-488 Wikidata | weitere Bilder                               |
| Dürschnitz 3 (Standort) | Wohnhaus                                               | Zweigeschossiger Sandsteinquaderbau mit Walmdach auf hakenförmigem Grundriss, profilierte Portalrahmung, erste Hälfte 19. Jahrhundert; zugehörig Umfassungsmauer aus Sandsteinquadern                                                                                                 | D-4-62-000-48 Wikidata  | BW                                           |
| Dürschnitz 7 (Standort) | Miedels-Gut                                            | Zweigeschossige Villa mit Walmdach, Mitte 19. Jahrhundert, um 1920 ausgebaut; Gartenpavillon der Zeit um 1760; mehrmalige Aufenthalte von Jean Paul Friedrich Richter überliefert | D-4-62-000-49 Wikidata  | BW                                           |
| Dürschnitz 7 (Standort) | Miedels-Gut, zugehöriger Park mit ehemaligem Badehaus  | Um 1800; Gartenplastik des späten 18. Jahrhunderts | D-4-62-000-49 Wikidata  | BW                                           |
| Dürschnitz 7 (Standort) | Miedels-Gut, Gedenkstein für J. C. M. Miedel           | Um 1835 | D-4-62-000-49 Wikidata  | Miedels-Gut, Gedenkstein für J. C. M. Miedel |
| Dürschnitz 7 (Standort) | Miedels-Gut, Ummauerung des 18./19. Jahrhunderts       | Jahreszahl „1699“ auf zweitverwendetem Quader | D-4-62-000-49 Wikidata  | BW                                           |

#### E
| Lage                                                      | Objekt | Beschreibung | Akten-Nr.               | Bild |
| --------------------------------------------------------- | --- | --- | ----------------------- | --- |
| Egerländer Straße 20 (Standort)                           | Villa | Eingeschossiger Sandsteinquaderbau mit Risalit und Zwerchhaus, bezeichnet 1921, von Hans Reissinger | D-4-62-000-50 Wikidata  | BW |
| Ellrodtweg (Standort)                                     | Drei Obelisken-Aufsätze der ehemaligen Ludwigsbrücke                                                                        | Bezeichnet „1905“, ein weiterer siehe Annecyplatz | D-4-62-000-452 Wikidata | weitere Bilder |
| Erlanger Straße 19 (Standort)                             | Wohnhaus | Dreigeschossiger spätklassizistischer Bau mit Mittelrisalit, Balkonvorbau auf Säulen und Walmdach, 1864, von Carl Wölfel | D-4-62-000-52 Wikidata  | Wohnhaus |
| Erlanger Straße 21 (Standort)                             | Eckhaus | Dreigeschossiges, gründerzeitliches Wohnhaus mit Risaliten und Mansarddach, Sandstein und Ziegel, 1887 von Hans Popp | D-4-62-000-53 Wikidata  | Eckhaus |
| Erlanger Straße 21 (an der Albert-Preu-Straße) (Standort) | Zwei Torpfeiler | Sandstein | D-4-62-000-53 Wikidata  | [[Vorlage:Bilderwunsch/code!/C:49.94309,11.56878!/D:Erlanger Straße 21 (an der Albert-Preu-Straße), Zwei Torpfeiler!/\|BW]]   |
| Erlanger Straße 21 (an der Erlanger Straße) (Standort)    | Sandstein-Torpfeiler | | D-4-62-000-53 Wikidata  | [[Vorlage:Bilderwunsch/code!/C:49.94309,11.56878!/D:Erlanger Straße 21 (an der Erlanger Straße), Sandstein-Torpfeiler!/\|BW]] |
| Erlanger Straße 24 a (Standort)                           | Sogenanntes Scharfes Eck | Traufständiger, zweigeschossiger Putzbau mit Satteldach, Türgewände aus Sandstein, 17./18. Jahrhundert | D-4-62-000-55 Wikidata  | weitere Bilder |
| Erlanger Straße 25 (Standort)                             | Eckhaus | Zweigeschossiges Wohnhaus aus Sandsteinquadern mit Mansarddach, Portal, Mitte 18. Jahrhundert | D-4-62-000-54 Wikidata  | Eckhaus |
| Erlanger Straße 25 (an der Albert-Preu-Straße) (Standort) | Pfeilerportal | Sandstein, bezeichnet „1895“, | D-4-62-000-54 Wikidata  | Pfeilerportal |
| Erlanger Straße 26 (Standort)                             | Ehemaliges Wachhaus | Eingeschossiger Sandsteinquaderbau mit Walmdach, um 1740/50 | D-4-62-000-56 Wikidata  | Ehemaliges Wachhaus |
| Erlanger Straße 27 (Standort)                             | Trabantenhaus des Palais von Meyern                                                                                         | Giebelständiger, zweigeschossiger Sandsteinbau mit Satteldach, 1743, 1882 aufgestockt | D-4-62-000-57 Wikidata  | Trabantenhaus des Palais von Meyern                                                                                           |
| Erlanger Straße 28 (Standort)                             | Wohnhaus | Traufständiger, zweigeschossiger Sandsteinquaderbau mit Halbwalmdach, am Schlussstein bezeichnet „1830“ | D-4-62-000-58 Wikidata  | Wohnhaus |
| Erlanger Straße 29 (Standort)                             | Ehemaliges von Meyernsches Palais, 1749 von Baron von Gleichen-Rußwurm gekauft, seit 1755 Betsaal der Reformierten Gemeinde | Traufständiger, zweigeschossiger Sandsteinquaderbau mit Mansarddach und Mittelrisalit, von zwei korbbogigen Hoftoren flankiert, 1743, von Joseph Saint-Pierre, Dachreiter und Glocke 1989 von der ehemaligen Notkirche Mistelbach übertragen | D-4-62-000-59 Wikidata  | weitere Bilder |
| Erlanger Straße 31 (Standort)                             | Trabantenhaus des Palais von Meyern                                                                                         | Zweigeschossiger, giebelständiger Putzbau mit Satteldach, Erdgeschoss Sandstein, 1743, 1873 aufgestockt, Gedenktafel erinnert an das 1752 errichtete und 1851 abgebrochene Erlanger Tor                                                      | D-4-62-000-60 Wikidata  | Trabantenhaus des Palais von Meyern                                                                                           |
| Erlanger Straße 37 (Standort)                             | Ehemalige Kommunbrauerei, jetzt Hotel                                                                                       | Eineinhalbgeschossiger Sandsteinquaderbau mit Stichbogenfenstern und Satteldach, Ziegelschornstein, um 1870/80, 1995 Entkernung | D-4-62-000-62 Wikidata  | Ehemalige Kommunbrauerei, jetzt Hotel                                                                                         |
| Erlanger Straße 40 (Standort)                             | Evangelisch-lutherische Friedhofskirche                                                                                     | Saalbau aus Sandsteinquadern mit Portalrisaliten und Dachreiter, 1779–81, von Johann Gottlieb Riedel, die Reliefs von Franz Peter Schuh; mit Ausstattung                                                                                     | D-4-62-000-61 Wikidata  | weitere Bilder |
| Erlanger Straße 40 (Standort)                             | Friedhof | Zahlreiche Grufthäuser und Grabplatten aus dem Spätbarock und Klassizismus | D-4-62-000-61 Wikidata  | Friedhof |
| Erlanger Straße 40 (Standort)                             | Friedhof, Einfriedung | Als Sandsteinquadermauer mit Portal | D-4-62-000-61 Wikidata  | BW |
| Erlanger Straße 42 (Standort)                             | Kreuzstein | Sandsteinplatte mit Kreuz, um 1700, vor der Friedhofsmauer aufgestellt | D-4-62-000-450 Wikidata | BW |
| Erlanger Straße 43 (Standort)                             | Eckhaus | Zweigeschossiges Wohnhaus aus Sandsteinquadern mit Walmdach, bezeichnet „1713“ | D-4-62-000-63 Wikidata  | Eckhaus |
| Erlanger Straße 48, 50, 52 (Standort)                     | Wohnhaus | Traufständiger, zweigeschossiger Sandsteinquaderbau mit Walmdach, Eckgliederung, zweite Hälfte 18. Jahrhundert | D-4-62-000-65 Wikidata  | Wohnhaus |

#### F
| Lage | Objekt                                                                                            | Beschreibung | Akten-Nr.               | Bild                                                                           |
| --- | ------------------------------------------------------------------------------------------------- | --- | ----------------------- | ------------------------------------------------------------------------------ |
| Fantaisiestraße 6, 6 1/2 (Standort) | Ehemaliges Lüchauisches Sommerpalais, heute Wohnhaus                                              | Zweigeschossiger Putzbau mit Sandsteingliederung, Portal und Walmdach, erbaut um 1745 vom Geheimrat Friedrich Ludwig von Lüchau, Erbherr zu Unterleinleiter | D-4-62-000-66 Wikidata  | BW                                                                             |
| Fantaisiestraße 6, 6 1/2 (Standort) | Ehemaliges Lüchauisches Sommerpalais, ehemaliger Ziergarten                                       | Mit Sandsteinpfeiler-Zaun und Portal mit Kugelbekrönung, bezeichnet „1757“ und „1832“ | D-4-62-000-66 Wikidata  | Ehemaliges Lüchauisches Sommerpalais, ehemaliger Ziergarten                    |
| Festspielhügel 1 (Standort) | Richard-Wagner-Festspielhaus                                                                      | Breitgelagerter Bau mit rechteckigem Zuschauerhaus aus Backstein mit gliedernden Sandsteinelementen mit aufragendem Bühnenhaus in Formen der Neurenaissance, 1872–75, von Otto Brückwald nach Entwürfen von Richard Wagner und Gottfried Semper für ein nicht ausgeführtes Münchner Festspielhaus, mittlerer Treppenhauspavillon (Königsbau) zu den zweiten Festspielen 1882 errichtet, Erweiterungsbauten 1925 und 1931, die Außenwände ursprünglich in Fachwerk mit Ziegelausfachung, 1961–1973 durch Betonelemente ersetzt                                                         | D-4-62-000-67 Wikidata  | weitere Bilder                                                                 |
| Festspielhügel 4 (Standort) | Wohnhaus Luisenburg                                                                               | Eingeschossiger Sandsteinquaderbau mit Halbwalmdach, bezeichnet „1824“ | D-4-62-000-68 Wikidata  | BW                                                                             |
| Festspielhügel; Richard-Wagner-Park; Siegfried-Wagner-Allee; Tristanstraße 41; Nähe Tristanstraße (Standort)                              | Festspielpark und Auffahrtsallee (Siegfried-Wagner-Allee)                                         | 1875 angelegt, schrittweise Erweiterung mit Wegenetz bis 1906, grundlegende Umgestaltung mit Terrassengärten und Teich 1929/30, Erweiterungen bis 1970 | D-4-62-000-69 Wikidata  | weitere Bilder                                                                 |
| Festspielhügel; Richard-Wagner-Park; Siegfried-Wagner-Allee; Tristanstraße 41; Nähe Tristanstraße (Standort)                              | Bronze-Büsten von Franz Liszt 1976, Cosima Wagner 1979 und Richard Wagner 1986                    | Auf Travertinsäulen, von Arno Breker | D-4-62-000-69 Wikidata  | Bronze-Büsten von Franz Liszt 1976, Cosima Wagner 1979 und Richard Wagner 1986 |
| Festspielhügel; Richard-Wagner-Park; Siegfried-Wagner-Allee; Tristanstraße 41; Nähe Tristanstraße, am Fuß der Auffahrt im Park (Standort) | Prometheus mit Fackel                                                                             | 1905 von Frans Huygelen | D-4-62-000-69 Wikidata  | weitere Bilder                                                                 |
| Franz-Schubert-Straße 4 (Standort) | Villa                                                                                             | Zweigeschossiger Putzbau mit Standerker, Walmdach und Sandsteingliederung, bezeichnet mit „1908“, von Schäferlein & Nützel im Rahmen der Villenkolonie an der Stuckbergstraße Verputzte Toranlage auf Sandsteinsockel mit Einfahrt und Durchgang | D-4-62-000-515 Wikidata | BW                                                                             |
| Friedrich-Puchta-Straße 18 (Standort) | Villa                                                                                             | Zweigeschossiger Putzbau mit Sandstein-Pilastergliederung und Walmdach, 1906, von Köppel & Häfner, Bayreuth, 1919 Einbau größerer Fenster durch Carl Wölfel | D-4-62-000-93 Wikidata  | BW                                                                             |
| Friedrich-Puchta-Straße 18 (Standort) | Sandstein-Pfeiler und Zaun                                                                        | | D-4-62-000-93 Wikidata  | Sandstein-Pfeiler und Zaun                                                     |
| Friedrichstraße 1 (Standort) | Eckhaus, ehemalige Wagenremise                                                                    | Eingeschossiger Sandsteinquaderbau mit Walmdach, 1779 | D-4-62-000-72 Wikidata  | weitere Bilder                                                                 |
| Friedrichstraße 1 1/2 (Standort) | Wohnhaus mit Tordurchfahrt als Anbau zu Friedrichstraße 1                                         | Zweigeschossiger Sandsteinquaderbau mit Walmdach, 1779, das zweite Obergeschoss 1836, Tordurchfahrt ebenfalls 1779 | D-4-62-000-73 Wikidata  | weitere Bilder                                                                 |
| Friedrichstraße 2, Steingraeberpassage 1 (Standort)                                                                                       | Ehemaliges Liebhardtsches Palais                                                                  | Stattlicher, zweigeschossiger Sandsteinquaderbau mit Mittelrisalit und giebelbekröntem Zwerchhaus, Walmdach, durch seitliche Portale mit symmetrisch angelegten Trabantenhäusern verbunden, diese zweigeschossig mit Walmdach, von Joseph Saint-Pierre und Carl Philipp vom Gontard, bezeichnet „1754“, die Portale mit Säulen, Balustraden und Skulpturen betont, Bildhauerarbeiten von Joseph Schnegg; mit Ausstattung, darunter Stuckdekor im Mittelsaal des ersten Obergeschosses von Giovanni Battista Pedrozzi. Wappenschmuck: Hoflieferantenwappen Sachsen, Bayern und Anhalt. | D-4-62-000-74 Wikidata  | weitere Bilder                                                                 |
| Friedrichstraße 2, Steingraeberpassage 1, an der Dammallee (Standort)                                                                     | Ehemaliges Liebhardtsches Palais, Zaun                                                            | Aus Sandsteinpfeilern | D-4-62-000-74 Wikidata  | BW                                                                             |
| Friedrichstraße 3, 5 (Standort) | Doppelwohnhaus                                                                                    | Dreigeschossige Sandsteinquaderbauten mit Walmdach, Erdgeschoss rustiziert, Pilastergliederung, 1759, Mauer und Pfeilerportal zu Nr. 5, Haus Nummer 5 ist das Wohn- und Sterbehaus Jean Pauls | D-4-62-000-75 Wikidata  | weitere Bilder                                                                 |
| Friedrichstraße 4 (Standort) | Eckhaus                                                                                           | Zweigeschossiger Sandsteinquaderbau mit Mansarddach, Eckrustizierung, 1786, 1864 um eine Achse erweitert | D-4-62-000-76 Wikidata  | weitere Bilder                                                                 |
| Friedrichstraße 6, 8, 10 (Standort) | Geschlossene Reihe von drei Sandsteinquaderhäusern mit Mansarddach                                | 1734–48; Nr. 8 nach 1945 wiederaufgebaut | D-4-62-000-78 Wikidata  | weitere Bilder                                                                 |
| Friedrichstraße 7 (Standort) | Ehemaliger Ellrodtscher Gartenportikus                                                            | Zweigeschossiger Sandsteinquaderbau mit Walmdach, das mittlere Säulenportal ursprünglich von zweigeschossigen Seitenpavillons flankiert, um 1760 von Carl Philipp von Gontard, seit dem Umbau 1863 mit erhöhtem Mittelteil unter durchgehendem Walmdach, das nordwestliche Seitengebäude zweigeschossig mit Satteldach, zweite Hälfte 18. Jahrhundert. Über der Durchfahrt Wappen von Philipp Andreas Freiherr von Ellrodt (1707–1767). | D-4-62-000-77 Wikidata  | weitere Bilder                                                                 |
| Friedrichstraße 9, 11, 13 (Standort) | Geschlossene Reihe von drei Sandsteinquaderhäusern mit Mansarddach                                | Nr. 11 und 13 mit Durchfahrten, Nr. 9 1731/32, Nr. 11 1734, Nr. 13 1735 erbaut | D-4-62-000-79 Wikidata  | weitere Bilder                                                                 |
| Friedrichstraße 12 (Standort) | Wohnhaus                                                                                          | Barocker, zweigeschossiger Sandsteinquaderbau von Friedrich Jakob Grael mit Mittelrisalit, Eckrustizierung, Mansarddach, 1735, korbbogiges Hoftor mit Vasenbekrönung | D-4-62-000-80 Wikidata  | weitere Bilder                                                                 |
| Friedrichstraße 14 (Standort) | Ehemaliges Waisenhaus, dann Gymnasium                                                             | Zweigeschossiger Sandsteinquaderbau mit Mansarddach und zwei übergiebelten Risaliten, 1732–33, von Johann David Räntz, der Dachreiter 1768 von R. H. Richter, zur Wilhelminenstraße korbbogiges Tor mit barocker Sandsteintrophäe von Johann Jeremias Martini | D-4-62-000-81 Wikidata  | weitere Bilder                                                                 |
| Friedrichstraße 15 (Standort) | Ehemaliges Poststallgebäude                                                                       | Eckhaus, zweigeschossiger Sandsteinquaderbau mit Mansarddach, Mittelrisalit und Pilastergliederung, 1738, der anschließende Anbau mit Segmentgiebelportal, nach Kriegszerstörung Wiederaufbau 1949–50 unter Erhalt der Schaufassaden; Innenausbau der Nachkriegszeit nicht denkmalrelevant | D-4-62-000-82 Wikidata  | weitere Bilder                                                                 |
| Friedrichstraße 16 (Standort) | Ehemaliges von Meyernsches Palais, 1756 bis 1763 Sitz der Kunstakademie, jetzt Verwaltungsgericht | Zweigeschossiger Sandsteinquaderbau mit Mansarddach und Pilastergliederung, 1750, von Joseph Saint-Pierre, beiderseits anschließend korbbogige Hoftore, zur Wilhelminenstraße mit barocker Sandsteintrophäe von Johann Jeremias Martini, die Nebengebäude zwei eingeschossige Sandsteinquaderbauten mit Mansarddach, das zurückliegende mit Satteldach | D-4-62-000-83 Wikidata  | weitere Bilder                                                                 |
| Friedrichstraße 17 (Standort) | Eckhaus                                                                                           | Zweigeschossiger Sandsteinquaderbau mit Mansarddach, Eckrustizierung und Portal, 1745–52 von Joseph St. Pierre, im Hof ehemalige katholische Kirche, Saalbau aus Sandsteinquadern, Mitte 18. Jahrhundert, stark verändert | D-4-62-000-84 Wikidata  | weitere Bilder                                                                 |
| Friedrichstraße 18 (Standort) | Ehemaliges Mulzhaus, dann Palais Künßberg, jetzt Amtsgericht                                      | Dreigeschossiger Bau mit Satteldach und Pilastergliederung, 1752, 1760 durch Carl Philipp von Gontard umgebaut | D-4-62-000-85 Wikidata  | weitere Bilder                                                                 |
| Friedrichstraße 19 (Standort) | Wohn- und Geschäftshaus                                                                           | Barocker, zweigeschossiger Sandsteinquaderbau mit Mansarddach in Ecklage Jean-Paul-Platz/Friedrichstraße, Portal mit Dreiecksgiebel, Pilastergliederung, 1750/51 von Joseph Saint-Pierre, Mauer mit Pfeilerportal, 1752, die barocken Trophäen von Johann Jeremias Martini | D-4-62-000-86 Wikidata  | weitere Bilder                                                                 |
| Friedrichstraße 20 (Standort) | Wohnhaus                                                                                          | Dreigeschossiger Sandsteinquaderbau mit Walmdach, 1756 von Hofbaumeister Georg Christoph Mader als sein eigenes Wohnhaus erbaut | D-4-62-000-87 Wikidata  | weitere Bilder                                                                 |
| Friedrichstraße 21 (Standort) | Wohnhaus                                                                                          | Zweigeschossiger Sandsteinquaderbau mit Mansarddach, bezeichnet „1752“, von Hofbaumeister Johann Michael Prell, ein Rückgebäude am Geißmarkt und zwei Seitengebäude, das nordwestliche Seitengebäude wohl im frühen 19. Jahrhundert angebaut; Torpfeiler mit barocker Trophäe von Johann Jeremias Martini (nördlicher Pfeiler ist Friedrichstraße 19 zugeordnet) sowie Mauer | D-4-62-000-88 Wikidata  | weitere Bilder                                                                 |
| Friedrichstraße 23, 25, 27 (Standort) | Geschlossene Reihe von drei Sandsteinquaderhäusern mit Walmdach                                   | 1750/51 erbaut, die Rückgebäude ebenfalls zweigeschossige Sandsteinbauten mit Walmdach aus der Bauzeit der Vordergebäude | D-4-62-000-89 Wikidata  | weitere Bilder                                                                 |
| Friedrichstraße 29, Jean-Paul-Straße 2 (Standort)                                                                                         | Eckhaus                                                                                           | Zweigeschossiger Sandsteinquaderbau mit Walmdach, 1752 von Rudolph Heinrich Richter, einseitige Aufstockung des Daches im 19. Jahrhundert, als bauliche Einheit mit Jean-Paul-Str. 2 errichtet | D-4-62-000-90 Wikidata  | weitere Bilder                                                                 |
| Friedrichstraße 45 (Standort) | Wohnhaus                                                                                          | Traufständiger, zweigeschossiger Putzbau mit Zwerchhaus und Erker, Satteldach, in Formen der Neurenaissance, von Friedrich Popp, bezeichnet „1903“; zwei Backstein-Pfeilerportale | D-4-62-000-91 Wikidata  | Wohnhaus                                                                       |
| Friedrich-von-Schiller-Straße 1 (Standort)                                                                                                | Eckhaus                                                                                           | Dreigeschossiger Sandsteinbau mit Walmdach, vorspringender Eckbau mit Erker, spätklassizistisch, um 1870/80, von Carl Wölfel | D-4-62-000-94 Wikidata  | Eckhaus                                                                        |
| Friedrich-von-Schiller-Straße 7 (Standort)                                                                                                | Wohnhaus                                                                                          | Zweigeschossiger Sandsteinquaderbau mit Zwerchhausrisalit und Walmdach, in klassizisierenden Formen, 1870, von J. P. Schäferlein | D-4-62-000-95 Wikidata  | Wohnhaus                                                                       |
| Friedrich-von-Schiller-Straße 11 1/2 (Standort)                                                                                           | Postverwaltungsgebäude                                                                            | Traufständiger, zweigeschossiger Klinkerbau mit verschiefertem Walmdach, bezeichnet „1927“, nach Planung der Oberpostdirektion Bamberg | D-4-62-000-96 Wikidata  | Postverwaltungsgebäude                                                         |
| Friedrich-von-Schiller-Straße 22, 24 (Standort)                                                                                           | Doppelwohnhaus                                                                                    | Zweigeschossiger Backsteinbau mit Satteldach und geschweiften Giebeln, mit eingeschossigen Torhäusern, 1922, von Hans Reissinger | D-4-62-000-70 Wikidata  | Doppelwohnhaus                                                                 |

#### G
| Lage                            | Objekt                                               | Beschreibung | Akten-Nr.               | Bild    |
| ------------------------------- | ---------------------------------------------------- | --- | ----------------------- | ------- |
| Gabelsbergerstraße 1 (Standort) | Eckhaus                                              | Dreigeschossiges Mietshaus mit Eckrisalit, Pilastergliederung, Sandsteinelementen und Mansarddach, Jugendstil, 1903/04 von Schäferlein und Nützel         | D-4-62-000-97 Wikidata  | Eckhaus |
| Gaußstraße 6 (Standort)         | Ehemalige Zuckerwarenfabrik Insel, Schokoladenfabrik | Zweigeschossiges Fabrikgebäude mit Flachdach, gegliederter Backsteinbau mit verputzten Wandfeldern und Rundbogenfenstern, 1909/1910 von Adam Egerer/Fürth | D-4-62-000-420 Wikidata | BW      |
| Grüner Baum 10 (Standort)       | Wohnhaus                                             | Eingeschossiger Putzbau mit Frackdach, bezeichnet „1801“                                                                                                  | D-4-62-000-101 Wikidata | BW      |

#### H
| Lage                                        | Objekt                                                    | Beschreibung | Akten-Nr.               | Bild                                            |
| ------------------------------------------- | --------------------------------------------------------- | --- | ----------------------- | ----------------------------------------------- |
| Hans-Meiser-Straße 1 (Standort)             | Evangelische Erlöserkirche                                | Backsteinbau auf dem Grundriss eines griechischen Kreuzes mit Pultdach, Campanile mit Betonelementen und Flachdach, 1966 von Wolfgang Gsaenger; mit Ausstattung; dazu mit einem Gang angebundenes, zeitgleich erbautes, zweigeschossiges Pfarrhaus mit Pfarramt, Backstein mit Betonelementen und Pultdach, 1966 von Wolfgang Gsaenger                                                                                         | D-4-62-000-528 Wikidata | weitere Bilder                                  |
| Hegelstraße 2 (Standort)                    | Ehemalige Sanitätskaserne, jetzt Versorgungsamt           | Vier Walmdachbauten nach der Pavillonbauweise um einen Innenhof gruppiert, zwei- bis zweieinhalbgeschossige Backsteinbauten mit Sandsteingliederung, 1896–97, von den Garnisonsinspektoren Lorenz und Wibberlitz Pförtnerhaus und Pfeilergitterzaun | D-4-62-000-102 Wikidata | Ehemalige Sanitätskaserne, jetzt Versorgungsamt |
| Hegelstraße 5 (Standort)                    | Mietshaus                                                 | viergeschossiger Walmdachbau in Ecklage, über Kellerhalbgeschoss, regelmäßiges Sandsteinquaderwerk, mit Zwerchhäusern, Eckstanderker und Klebdach, Putzfassade mit Geschossgesims und Lisenengliederung, im Reformstil, von Häffner und Keil, 1911; mit Ausstattung; ehem. Autogarage, eingeschossiger, verputzter Mansarddachbau mit ionischer Pilastergliederung, von Häffner und Keil, 1920, Garagentore später geschlossen | D-4-62-000-685          | BW                                              |
| Hindenburgstraße 1 (Standort)               | Rotmainhalle                                              | Verputzter Stahlskelettbau mit Fassadenmalerei über dem zentralen Eingang, Fensterband, 1935 von Stadtbaurat Hans Schmitz | D-4-62-000-443 Wikidata | weitere Bilder                                  |
| Hindenburgstraße 3 (Standort)               | Gaststätte                                                | Zweigeschossiger Putzbau mit Satteldach, Sandsteingewände, 1937 von Hans Schmitz | D-4-62-000-422 Wikidata | Gaststätte                                      |
| Hohenzollernplatz (Standort)                | Zwei Reliefplatten mit Darstellungen aus Wagner-Opern     | Von einem in Leipzig geplanten Richard-Wagner-Denkmal, 1932, von Emil Hipp, Anbringung 1976 zum 100-jährigen Feststpieljubiläum | D-4-62-000-119 Wikidata | weitere Bilder                                  |
| Hohenzollernring 27 (Standort)              | Mietshaus                                                 | Viergeschossiger Putzbau mit Erkern und Zwerchhaus, Mansardwalmdach, Jugendstil, 1912 von G. Schmid | D-4-62-000-105 Wikidata | Mietshaus                                       |
| Hohenzollernring 65 (Standort)              | Wohn- und Geschäftshaus                                   | Zweigeschossiger Sandsteinquaderbau mit Mansarddach, zweite Hälfte 18. Jahrhundert | D-4-62-000-107 Wikidata | Wohn- und Geschäftshaus                         |
| Hohenzollernring 67, 69, 69 a (Standort)    | Eckhaus                                                   | Dreigeschossiges Wohn- und Geschäftshaus aus Sandsteinquadern mit Eckrustika und Walmdach, am Türrahmen bezeichnet „1754“ | D-4-62-000-109 Wikidata | Eckhaus                                         |
| Hohenzollernring 71 (Standort)              | Wohnhaus                                                  | Giebelständiger, zweigeschossiger Putzbau mit rustiziertem Portal und Satteldach, 17./18. Jahrhundert | D-4-62-000-113 Wikidata | Wohnhaus                                        |
| Hohenzollernring 73 (Standort)              | Eckhaus                                                   | Dreigeschossiges Wohnhaus aus Sandsteinquadern mit Satteldach, Portal mit Wappenstein, bezeichnet „1748“, das zweite Obergeschoss zweite Hälfte 19. Jahrhundert | D-4-62-000-114 Wikidata | Eckhaus                                         |
| Hoher Hügel, auf der Hohen Warte (Standort) | Siegesturm zum Gedächtnis der deutschen Siege von 1870/71 | Sechseckiger hoher Sockel mit Plattenrustika, darüber runder Turm mit abschließendem Zinnenkranz, Inschriftentafeln, 1872–74, von Carl Wölfel und Hans Weiß | D-4-62-000-483 Wikidata | weitere Bilder                                  |
| Humboldtstraße 3 (Standort)                 | Villa                                                     | Zweigeschossiger Ziegelsteinbau mit Halbwalmdach und Sandsteingliederungen, Zwerchgiebel mit Schwebegebinden, Erker, bauzeitliche Einfriedung, historisierender Jugendstil, 1906 von Architekt H. Hofmann | D-4-62-000-423 Wikidata | Villa                                           |

#### I
| Lage                      | Objekt | Beschreibung                                                                  | Akten-Nr.      | Bild           |
| ------------------------- | --- | ----------------------------------------------------------------------------- | -------------- | -------------- |
| Im Hofgarten 1 (Standort) | Logenhaus der Freimaurerloge „Eleusis zur Verschwiegenheit“, in dem sich auch das Deutsche Freimaurermuseum befindet | Zweigeschossige Villa mit Walmdach, Mittelrisalit mit Dreiecksgiebel, 1880–81 | D-4-62-000-120 | weitere Bilder |
| Im Hofgarten 1 (Standort) | Einfriedung |                                                                               | D-4-62-000-120 | BW             |

#### J
| Lage                                        | Objekt                                                 | Beschreibung | Akten-Nr.               | Bild           |
| ------------------------------------------- | ------------------------------------------------------ | --- | ----------------------- | -------------- |
| Jägerstraße 11 (Standort)                   | Mietshaus                                              | Dreigeschossiger Backsteinbau mit Risaliten, Sandsteingliederung und Walmdach in Formen der Neurenaissance, 1897 von Carl Wölfel Sandsteinpfeiler-Einfriedung mit schmiedeeisernem Zaun                 | D-4-62-000-516 Wikidata | Mietshaus      |
| Jägerstraße 13, 15 (Standort)               | Doppelmietshaus                                        | Dreigeschossige, barockisierende Sandsteinbauten mit Walmdach, Mittelerker und Pilastergliederung, Jugendstil, 1902, von Schäferlein und Nützel Zwei Sandsteinpfeiler-Portale mit Pinienzapfen und Zaun | D-4-62-000-121 Wikidata | weitere Bilder |
| Jean-Paul-Platz; Friedrichstraße (Standort) | Jean-Paul-Denkmal                                      | Mit Standfigur von Ludwig von Schwanthaler, bezeichnet „1841“ | D-4-62-000-92 Wikidata  | weitere Bilder |
| Jean-Paul-Straße 7, 9, 11 (Standort)        | Geschlossene Reihe traufseitiger Sandsteinquaderhäuser | Zweite Hälfte 18. Jahrhundert, an Nr. 7 Inschrifttafel, bezeichnet „1752“ und „1797“ | D-4-62-000-123 Wikidata | weitere Bilder |
| Jean-Paul-Straße 18 (Standort)              | Wohnhaus                                               | Freistehender, zweigeschossiger Sandsteinquaderbau mit Walmdach, Toreinfahrt mit Sandsteinpfeilern und Einfriedung, Mitte 18. Jahrhundert                                                               | D-4-62-000-125 Wikidata | weitere Bilder |
| Jean-Paul-Straße 25 (Standort)              | Wohnhaus                                               | Traufständiger, zweigeschossiger Sandsteinquaderbau mit einseitig halb abgewalmtem Dach, Giebel Fachwerk verputzt, zweite Hälfte 18. Jahrhundert                                                        | D-4-62-000-126 Wikidata | weitere Bilder |
| Jean-Paul-Straße 26 (Standort)              | Wohnhaus                                               | Traufständiger, zweigeschossiger Sandsteinquaderbau mit Walmdach, das ehemalige Portal zur Jean-Paul-Straße zum Fenster umgebaut, Ende 18. Jahrhundert                                                  | D-4-62-000-127 Wikidata | BW             |
| Josephsplatz 1 (Standort)                   | Wohnhaus                                               | Ehemaliges katholisches Pfarramt und Pfarrhaus, viergeschossiger Sandsteinquaderbau mit Mittelerker in Formen der deutschen Renaissance, Satteldach, von Carl Wölfel, 1902                              | D-4-62-000-128 Wikidata | Wohnhaus       |

#### K
| Lage                                                           | Objekt                                                                | Beschreibung | Akten-Nr.               | Bild                             |
| -------------------------------------------------------------- | --------------------------------------------------------------------- | --- | ----------------------- | -------------------------------- |
| Kämmereigasse 1 (Standort)                                     | Wohnhaus                                                              | Dreigeschossiger, giebelständiger Putzbau mit Satteldach, das Giebeldreieck Fachwerk, dort bezeichnet „1686“, im Kern 17. Jahrhundert | D-4-62-000-129 Wikidata | weitere Bilder                   |
| Kämmereigasse 3 (Standort)                                     | Wohnhaus, sogenanntes Schwindsuchtshäuschen                           | Giebelständiger, dreigeschossiger Putzbau mit Walmdach, das zweite Obergeschoss Fachwerk verputzt, um 1750 nach Plänen von Joseph Saint Pierre, zum Kirchplatz, giebelständige Fassade mit Satteldach, Fachwerk verputzt | D-4-62-000-130 Wikidata | weitere Bilder                   |
| Kämmereigasse 4 (Standort)                                     | Wohn- und Geschäftshaus                                               | Traufständiger, dreigeschossiger Sandsteinquaderbau mit Mittelrisalit, 1859/1860 | D-4-62-000-131 Wikidata | weitere Bilder                   |
| Kämmereigasse 5 (Standort)                                     | Eckhaus                                                               | Zweigeschossiger Putzbau mit Schopfwalmdach, 1793, im Kern 18. Jahrhundert | D-4-62-000-132 Wikidata | weitere Bilder                   |
| Kämmereigasse 6 (Standort)                                     | Wohnhaus                                                              | Traufständiger, dreigeschossiger Putzbau, das zweite Obergeschoss 1891 aufgesetzt, einhüftig aufgestocktes Satteldach, 17./18. Jahrhundert | D-4-62-000-133 Wikidata | Wohnhaus                         |
| Kämmereigasse 10 (Standort)                                    | Wohnhaus                                                              | Giebelständiger, zweigeschossiger Putzbau mit Satteldach, 1765 | D-4-62-000-134 Wikidata | Wohnhaus                         |
| Kanzleistraße 1 (Standort)                                     | Eckhaus                                                               | Dreigeschossiger, barocker Putzbau mit Mansarddach, wohl 17. Jahrhundert, 1738 verändert | D-4-62-000-135 Wikidata | weitere Bilder                   |
| Kanzleistraße 2 (Standort)                                     | Eckhaus                                                               | Wohn- und Geschäftshaus, langgestreckter, abgewinkelter zweigeschossiger Sandsteinbau, verputzt, mit Satteldach, 16./17. Jahrhundert | D-4-62-000-136 Wikidata | weitere Bilder                   |
| Kanzleistraße 3 (Standort)                                     | Postamt                                                               | Dreigeschossiger, neubarocker, kräftig gegliederter Sandsteinquaderbau, 1893, Rückseite Ziegelstein | D-4-62-000-137 Wikidata | weitere Bilder                   |
| Kanzleistraße 6 (Standort)                                     | Wohn- und Geschäftshaus                                               | Giebelständiger, zweigeschossiger Bau mit Schopfwalm, Mitte 18. Jahrhundert | D-4-62-000-138 Wikidata | weitere Bilder                   |
| Kanzleistraße 7 (Standort)                                     | Ehemalige markgräfliche Kanzlei, jetzt Regierung von Oberfranken      | Langgestreckter, dreigeschossiger Bau mit vier portalbesetzten, übergiebelten Risaliten, 1623–30, 1737 ff., 1786, im 19. Jahrhundert vereinheitlicht, die Portalfiguren aus Sandstein von Johann Jeremias Martini, Abraham Graß und Franz Peter Schuh | D-4-62-000-139 Wikidata | weitere Bilder                   |
| Kanzleistraße 9 (Standort)                                     | Evangelisch-lutherisches Pfarrhaus                                    | Barocker, zweigeschossiger, giebelständiger Sandsteinbau mit Satteldach, das rustizierte Portal bezeichnet „1704“ | D-4-62-000-140 Wikidata | weitere Bilder                   |
| Kanzleistraße 13 (Standort)                                    | Ehemaliges Burggut Seckendorff, Wohn- und Geschäftshaus               | Dreigeschossiger, giebelständiger Putzbau mit polygonalem Erker und Barockschmuck, Satteldach, Schweifgiebel, spätes 16. Jahrhundert, Erker bezeichnet „1686“ | D-4-62-000-142 Wikidata | weitere Bilder                   |
| Kanzleistraße 14 (Standort)                                    | Wohn- und Geschäftshaus                                               | Barocker, dreigeschossiger Sandsteinquaderbau mit Halbwalmdach in Ecklage zum Kirchplatz, Volutengiebel, Mitte 18. Jahrhundert über älterem Keller neu erbaut | D-4-62-000-143 Wikidata | weitere Bilder                   |
| Kanzleistraße 15 (Standort)                                    | Ehemaliges Burggut der Herren von Nankenreuth                         | Dreigeschossiger, giebelständiger Sandsteinquaderbau mit rustiziertem Portal und Satteldach, 1576 | D-4-62-000-144 Wikidata | weitere Bilder                   |
| Karl-Marx-Straße 10 (Standort)                                 | Mietshaus                                                             | Dreigeschossiger Sandsteinquaderbau mit Standerker und Walmdach, 1888 | D-4-62-000-146 Wikidata | Mietshaus                        |
| Karl-Marx-Straße 10 (Standort)                                 | Sandstein-Einfriedung                                                 | Mit Pfeilerportal | D-4-62-000-146 Wikidata | Sandstein-Einfriedung            |
| Karl-Marx-Straße 12 (Standort)                                 | Mietshaus                                                             | Dreigeschossiger Sandsteinbau mit aufwändigem Fassadenschmuck in Formen des Neubarock, Walmdach, Mittelrisalit mit Balkon, 1889, von J. P. Schäferlein | D-4-62-000-147 Wikidata | Mietshaus                        |
| Karl-Marx-Straße 12 (Standort)                                 | Sandstein-Einfriedung                                                 | Mit Pfeilerportal | D-4-62-000-147 Wikidata | Sandstein-Einfriedung            |
| Karl-Marx-Straße 14 (Standort)                                 | Mietshaus                                                             | Dreigeschossiger, neubarocker Putzbau mit Sandsteingliederung und Walmdach, bezeichnet „1899“, von J. P. Schäferlein | D-4-62-000-148 Wikidata | Mietshaus                        |
| Kirchgasse 3 (Standort)                                        | Eckhaus                                                               | Zweigeschossiger Putzbau mit Satteldach und Fachwerkgiebel, der Giebel zur Kämmereigasse, im Kern 16./17. Jahrhundert, historistischer Ladeneinbau zur Kirchgasse | D-4-62-000-149 Wikidata | Eckhaus                          |
| Kirchgasse 4 (Standort)                                        | Wohn- und Geschäftshaus                                               | Giebelständiger, zweigeschossiger Sandsteinquaderbau, um 1800, Keller 16./17. Jahrhundert | D-4-62-000-150 Wikidata | Wohn- und Geschäftshaus          |
| Kirchgasse 8 (Standort)                                        | Eckhaus, sogenanntes Restaurant Eule                                  | Zweigeschossiger Putzbau mit Satteldach, die leicht vorkragenden Obergeschosse unter Verputz vermutlich Fachwerk, im Kern 16./17. Jahrhundert | D-4-62-000-151 Wikidata | weitere Bilder                   |
| Kirchgasse 12 (Standort)                                       | Wohn- und Geschäftshaus                                               | Giebelständiger, zweigeschossiger Sandsteinquaderbau mit Halbwalmdach, bezeichnet „1834“, im Kern 17. Jahrhundert | D-4-62-000-152 Wikidata | Wohn- und Geschäftshaus          |
| Kirchgasse 18 (Standort)                                       | Wohnhaus                                                              | Giebelständiger, zweigeschossiger Putzbau, der Giebel Fachwerk, verputzt, Satteldach, im Kern 17. Jahrhundert | D-4-62-000-153 Wikidata | Wohnhaus                         |
| Kirchplatz (Standort)                                          | Brunnen                                                               | Mit Trog und Stele, neugotisch, um 1870 | D-4-62-000-482 Wikidata | weitere Bilder                   |
| Kirchplatz (Standort)                                          | Obeliskenbrunnen                                                      | 1789 von Franz Peter Schuh | D-4-62-000-145 Wikidata | weitere Bilder                   |
| Kirchplatz 1 (Standort)                                        | Evangelisch-lutherische Stadtpfarrkirche Heilig Dreifaltigkeit        | Dreischiffige Basilikalanlage mit westlicher Doppelturmfront, Untergeschoss des Nordturms im Kern 12./13. Jahrhundert, Chor und Türme 1380–1420, 1430 durch Hussiten zerstört, 1435–1446 Meister Oswald aus Bamberg, Langhaus 1439–1470, Turmobergeschosse 1518–29, nach Brandzerstörung Wiederaufbau 1611–14 in nachgotischen Formen durch Michael Mebart, dabei Erhöhung der Schiffe, Einwölbung und Strebepfeiler, Brandschäden 1605 und 1607, letzte Turmhaube 1668; mit Ausstattung | D-4-62-000-154 Wikidata | weitere Bilder                   |
| Kirchplatz 3 (Standort)                                        | Wohnhaus                                                              | Giebelständiger, zweigeschossiger Sandsteinquaderbau mit Schopfwalmdach, das Türgewände mit Schlussstein, um 1800 | D-4-62-000-155 Wikidata | weitere Bilder                   |
| Kirchplatz 4 (Standort)                                        | Ehemalige Lateinschule, jetzt Historisches Museum                     | Freistehender, zweigeschossiger Sandsteinquaderbau mit Satteldach und Zwerchhaus, 1571–72, 1605 und 1621 zerstört durch Brand, Neubau 1626–1628, Zwerchhaus und Portal um 1725, 1938 zur Feuerwache umgebaut Zwei Inschrifttafeln rechts und links des Portals, bezeichnet „1571“ und „1780“ | D-4-62-000-156 Wikidata | weitere Bilder                   |
| Knappertsbuschstraße 3 (Standort)                              | Villa, sogenannte Villa Knappertsbusch                                | Dreigeschossige Villa mit Fachwerkelementen, Schwebegiebel, Erker und Halbwalmdach, mit Jugendstil-Treppenhaus, um 1905 | D-4-62-000-158 Wikidata | BW                               |
| Königsallee 4 (Standort)                                       | Wohnhaus                                                              | Zweigeschossiger Backsteinbau mit Sandsteingliederung, Pilaster, neubarocke Giebelzier, von J.–P. Schäferlein, bezeichnet „1896“ | D-4-62-000-159 Wikidata | BW                               |
| Königsallee 8 (Standort)                                       | Eckhaus                                                               | Dreigeschossiges Backstein-Wohnhaus mit Sandsteinbänderung und Walmdach, von Friedrich Popp, bezeichnet „1895“ | D-4-62-000-160 Wikidata | BW                               |
| Königsallee 8 (Standort)                                       | Sandstein-Pfeiler und Zaun                                            | | D-4-62-000-160 Wikidata | BW                               |
| Königsallee 10 (Standort)                                      | Eckhaus                                                               | Zweigeschossiges Wohnhaus mit Mansarddach, Erdgeschoss Sandstein, Obergeschoss aus Backstein mit Hausteingliederung, 1898, von Friedrich Popp | D-4-62-000-161 Wikidata | BW                               |
| Königsallee 17 (Standort)                                      | Markgräfin-Wilhelmine-Gymnasium, ehemalige Kgl. Lehrerbildungsanstalt | Dreigeschossiger Monumentalbau mit kräftig gegliederten Mittel- und Eckpavillons und Mansarddach, genutetes Sockelgeschoss, neubarock, im Mittelbau die Aula mit stuckiertem Muldengewölbe, 1894–96 nach Planung des Landbauamtes Bayreuth; Pfeilerportale und schmiedeeiserner Gitterzaun | D-4-62-000-162 Wikidata | weitere Bilder                   |
| Königsallee 20 (Standort)                                      | Eckmietshaus                                                          | Dreigeschossiger Backsteinbau mit Sandsteingliederung, Mansarddach und Eckturm, von Strunz & Knarr, bezeichnet „1897“ | D-4-62-000-163 Wikidata | BW                               |
| Königsallee 22, 24 (Standort)                                  | Doppelmietshaus                                                       | Dreigeschossiger Backsteinbau mit genutetem Sandsteinerdgeschoss, die Obergeschosse aus Backstein mit Sandsteingliederung, Mansarddach, von Strunz & Knarr, 1898 | D-4-62-000-164 Wikidata | BW                               |
| Kulmbacher Straße (Standort)                                   | Sandsteinquaderbrücke über den Mistelbach                             | Vierbogig, Mitte 18. Jahrhundert, nach 1930 zum Teil erneuert | D-4-62-000-175 Wikidata | weitere Bilder                   |
| Kulmbacher Straße 6, 8 (Standort)                              | Wohn- und Geschäftshaus                                               | Traufständiger, zweigeschossiger Sandsteinquaderbau mit Satteldach und Zwerchhaus, um 1800 | D-4-62-000-166 Wikidata | Wohn- und Geschäftshaus          |
| Kulmbacher Straße 9 (Standort)                                 | Wohn- und Geschäftshaus                                               | Wohn- und Geschäftshaus, langgestreckter, traufständiger Sandsteinquaderbau mit Walmdach, Eckrustika, Mitte 19. Jahrhundert | D-4-62-000-167 Wikidata | Wohn- und Geschäftshaus          |
| Kulmbacher Straße 10 (Standort)                                | Wohn- und Geschäftshaus                                               | Traufständiger, zweigeschossiger Sandsteinquaderbau mit Satteldach, am Schlussstein bezeichnet „1787“ | D-4-62-000-168 Wikidata | Wohn- und Geschäftshaus          |
| Kulmbacher Straße 17 (Standort)                                | Wohnhaus                                                              | Traufständiger, zweigeschossiger Sandsteinquaderbau mit Satteldach, bezeichnet „1754“ | D-4-62-000-169 Wikidata | Wohnhaus                         |
| Kulmbacher Straße 19 (Standort)                                | Eckhaus                                                               | Zweigeschossiger Sandsteinquaderbau auf hakenförmigem Grundriss mit Walm- und Satteldach, bezeichnet „1727“ | D-4-62-000-170 Wikidata | weitere Bilder                   |
| Kulmbacher Straße 22 (Standort)                                | Eckhaus                                                               | Zweigeschossiger Sandsteinquaderbau mit Walmdach, rückseitig holzverschalte Laube, um 1800 | D-4-62-000-171 Wikidata | Eckhaus                          |
| Kulmbacher Straße 28 (Standort)                                | Gasthof Spiegelmühle                                                  | Zweigeschossiger, traufständiger Sandsteinquaderbau, seit 1932 mit Mansarddach (vorher Walmdach), um 1800 | D-4-62-000-172 Wikidata | weitere Bilder                   |
| Kulmbacher Straße 30 (Standort)                                | Gasthof Goldener Löwe                                                 | Giebelständiger, zweigeschossiger Putzbau mit Satteldach, der Giebel verschiefert, die Tür mit sternförmigem Türblatt, im Kern 17. Jahrhundert | D-4-62-000-173 Wikidata | weitere Bilder                   |
| Kulmbacher Straße 30, 32 (Standort)                            | Zwei Sandstein-Torpfeiler                                             | Einer mit Pinienzapfenaufsatz, um 1800 | D-4-62-000-174 Wikidata | BW                               |
| Kulmbacher Straße 36, 38, 40 a, 42, Andreas-Maisel-Weg 1, 2 () | Einmannbunker                                                         | zylindrischer Korpus mit Sehschlitzen und flachem Kuppeldach mit Telegrafenmast, aus stahlbewehrten Betonfertigteilen, um 1943/44 | D-4-62-000-687          |                                  |
| Kulmbacher Straße 36, 38, 40 (Standort)                        | Brauerei Maisel                                                       | Bestehend aus Mälzerei, Sudhaus, Kellerei, historistische Ziegelsichtfassaden, 1875–1960, 1905 Neubau der Mälzerei, von Schäferlein & Nützel, nach Plänen von Anton Steinecker, Freising; mit Kessel- und Maschinenausstattung | D-4-62-000-491 Wikidata | weitere Bilder                   |
| Kulmbacher Straße 62 (Standort)                                | Brauereigaststätte Herzog-Keller                                      | Langgestreckter satteldachgedeckter Saalbau mit Orchesterbühne, Fachwerk mit Sichtziegelausfachung von Fritz Weiß, 1888, Substruktionsmauern gegen das Rotmain-Tal, Eingangstor mit Freitreppe. | D-4-62-000-672 Wikidata | Brauereigaststätte Herzog-Keller |
| Kulmbacher Straße 85 (Standort)                                | Denkmal                                                               | Pyramide, aus Sandsteinquadern gemauert, Reliefs mit der Darstellung von Werkzeugen (Hammer, Zahnrad), 1922, an der 1973 abgebrochenen Kriegsbeschädigtensiedlung (Hans Reissinger) | D-4-62-000-489 Wikidata | weitere Bilder                   |

#### L
| Lage                                                              | Objekt | Beschreibung | Akten-Nr.               | Bild |
| ----------------------------------------------------------------- | --- | --- | ----------------------- | --- |
| Leopoldstraße 7 (Standort)                                        | Wohnhaus | Zwei- bis dreigeschossiger Backsteinbau mit Eckturm, zwei Schweifgiebeln und zweistöckigem Wintergarten, mit Sandsteingliederung und Mansarddach, in Ecklage zwischen Wittelsbacherring und Leopoldstraße, von C. Martin, bezeichnet „1894“ | D-4-62-000-178 Wikidata | weitere Bilder |
| Leopoldstraße 11 (Standort)                                       | Villa | Zweigeschossiger Backsteinbau mit Sandsteingliederung, Walmdach und Eingangsrisalit, bezeichnet „1894“, von Fritz Weiß Mit Sandstein-Torpfeilern und Einfriedung Im Garten Brunnenbecken und eiserner Pavillon | D-4-62-000-426 Wikidata | BW |
| Leopoldstraße 12 (Standort)                                       | Mietshaus | Dreigeschossiger Putzbau mit Sandsteingliederungen, Risalit und Schweifgiebel, Mansarddach, Jugendstil, 1904, von Schäferlein & Nützel | D-4-62-000-179 Wikidata | BW |
| Leopoldstraße 15 (Standort)                                       | Mietshaus | Dreigeschossiger Putzbau mit Erker und Walmdach, Jugendstil, bezeichnet „1905“, von C. Martin | D-4-62-000-180 Wikidata | BW |
| Leuschnerstraße 49 (Standort)                                     | Ehemaliges Garnisons-Beamtenwohnhaus | Dreigeschossiger Bau mit Walmdach, Erdgeschoss rotes Ziegelmauerwerk, Obergeschosse verputzt, bezeichnet „1908“ | D-4-62-000-451 Wikidata | BW |
| Lisztstraße 3, 5 (Standort)                                       | Doppelhaus | Zweigeschossiger, traufständiger Backsteinbau mit Sandsteingliederung und übergiebelten Risaliten, Walmdach, 1896, von Friedrich Popp, Nr. 5 mit Ecktürmchen und Sandsteinpfeiler-Zaun und Portal | D-4-62-000-181 Wikidata | Doppelhaus |
| Lisztstraße 7, 9 (Standort)                                       | Doppelwohnhaus | Zweigeschossige Putzbauten mit Zwerchhausrisaliten und Mansarddach, feine Reliefs, Jugendstil, bezeichnet „1911“, von Adam Nützel Vor Nr. 7 Sandsteinpfeiler-Portal | D-4-62-000-182 Wikidata | Doppelwohnhaus |
| Lisztstraße 12, 14 (Standort)                                     | Doppelwohnhaus | Zweigeschossiger Putzbau mit Sandsteingliederung und zwei Zwerchhausrisaliten, Mansarddach, in reichen neubarocken Formen, bezeichnet „1899“, von Friedrich Popp Sandsteinpfeiler-Zaun und Portal von Nr. 12 | D-4-62-000-183 Wikidata | Doppelwohnhaus |
| Lisztstraße 16 (Standort)                                         | Villa | Zweigeschossiger Backsteinbau mit Sandsteingliederung und Schweifgiebel in Formen der deutschen Renaissance, teils verputzt, zum Hofgarten geschweifter Holzaltan, bezeichnet „1900“, von Friedrich Popp und Carl Wölfel | D-4-62-000-185 Wikidata | Villa |
| Lisztstraße 18 (Standort)                                         | Villa | Zweigeschossiger Sandsteinquaderbau in Formen der deutschen Renaissance mit Schweifgiebel und Erker, 1899, von Carl Wölfel | D-4-62-000-186 Wikidata | Villa |
| Lisztstraße 22 (Standort)                                         | Villa | Zweigeschossiger Backsteinbau mit Sandsteingliederung, Risaliten und vier Medaillons, um 1895 Einfriedung mit Sandstein-Pfeilern und Portalen | D-4-62-000-188 Wikidata | Villa |
| Lisztstraße 24 (Standort)                                         | Villa | Zweigeschossiger Backsteinbau mit aufwendiger Sandsteingliederung und Walmdach, bezeichnet „1892“, von Friedrich Popp Einfriedung aus Sandstein-Pfeilern mit zwei Portalen | D-4-62-000-189 Wikidata | Villa |
| Lisztstraße 26 (Standort)                                         | Villa | Zweigeschossiger Backsteinbau mit Sandsteingliederung und Walmdach, 1901/02, von Friedrich Popp Einfriedung aus Sandstein-Pfeilern | D-4-62-000-425 Wikidata | Villa |
| Lotzbeckstraße 25; Lotzbeckstraße 33 (Standort)                   | Felsenkeller im Hetzennest | Sogenannte Kapelle, in den Fels geschlagener tonnengewölbter Raum mit drei Podestbänken und Reliefmustern an einer Seitenwand, um 1740/45, bezeichnet „1854“, vielleicht kultisch-geomantische Anlage aus dem Umfeld der Freimaurerbewegung | D-4-62-000-658 Wikidata | [[Vorlage:Bilderwunsch/code!/C:49.94141,11.54981!/D:Lotzbeckstraße 25; Lotzbeckstraße 33, Felsenkeller im Hetzennest!/\|BW]] |
| Ludwigstraße (Standort)                                           | Trophäenbrunnen | Barocke Einfassung mit mittigem Pfeiler, der die Trophäen und den brandenburgischen Adler zeigt, Sandstein, 1748, von Johann Jeremias Martini, stand bis 1840 auf dem Jean-Paul-Platz | D-4-62-000-206 Wikidata | weitere Bilder |
| Ludwigstraße 1 (Standort)                                         | Wohn- und Geschäftshaus | Barocker, dreigeschossiger Putzbau mit Satteldach, das zweite Obergeschoss im 19. Jahrhundert aufgesetzt | D-4-62-000-190 Wikidata | weitere Bilder |
| Ludwigstraße 3 (Standort)                                         | Wohn- und Geschäftshaus | Schmaler zweigeschossiger Sandsteinquaderbau, bezeichnet 1736 (Türlaibung), das Dachgeschoss im 19. Jahrhundert aufgestockt, dort nur Zierfachwerk | D-4-62-000-191 Wikidata | weitere Bilder |
| Ludwigstraße 7, 9, 11, 13 (Standort)                              | Geschlossene Reihe von Sandsteinquaderhäusern                                                                                                  | Mit Portalen und Mansarddach, auf hakenförmigem Gesamtgrundriss an der Erweiterung der Ludwigstraße zum Residenzplatz, Nr. 7 1743/44 Nr. 9 1748/1749, Nr. 11/13 1752/53 | D-4-62-000-192 Wikidata | weitere Bilder |
| Ludwigstraße 8 (Standort)                                         | Wohn- und Geschäftshaus | Zweigeschossiger, barocker Sandsteinquaderbau mit Walmdach und Zwerchhaus, 1743/44 | D-4-62-000-193 Wikidata | weitere Bilder |
| Ludwigstraße 16, 18 (Standort)                                    | Wohn- und Geschäftshaus | Als Doppelhaus errichtet, zweigeschossiger, barocke Sandsteinquaderbauten mit Portalen, Mansarddach, 1751 | D-4-62-000-194 Wikidata | weitere Bilder |
| Ludwigstraße 18 (Standort)                                        | Wohn- und Geschäftshaus | zweigeschossiges Nebengebäude, Obergeschoss Fachwerk, Satteldach, vermutlich 18. Jahrhundert | D-4-62-000-194 Wikidata | weitere Bilder |
| Ludwigstraße 20 (Standort)                                        | Regierung von Oberfranken | Dreigeschossiger Sandsteinquaderbau mit breitem Mittelrisalit, Satteldach, der Risalit mit Walmdach, barockisierender Jugendstil, 1904, von Architekt Fröhlich und Bauamtmann Strunz, Bildhauer der Fassade Martin Mösch, der Flügelbau dreigeschossig, Sandstein, das Erdgeschoss rustiziert, das vierte Geschoss von 1949; mit Ausstattung, das Empfangszimmer des Präsidenten, von Franz und Josef Rank, Arbeitszimmer des Präsidenten, von Bruno Paul, der Landratssaal im zweiten Obergeschoss von Martin Dülfer, die genannten Raumausstattungen waren auf der Weltausstellung 1904 in St. Louis | D-4-62-000-195 Wikidata | weitere Bilder |
| Ludwigstraße 21, 25 b, Glasenappweg 1, 2, 3, Hofgarten (Standort) | Neues Schloss | Langgestreckter, zweieinhalbgeschossiger Sandsteinquaderbau mit mittlerem Portalrisalit und Walmdach, unter Einbeziehung älterer Bürgerhäuser im Wesentlichen 1753–54 von Joseph Saint-Pierre errichtet, im Süden Erweiterungsbauten, 1757, von Carl Philipp von Gontard; anschließend Verbindungstrakt und der eineinhalbgeschossige Italienische Bau mit Walmdach, 1759–60 von Gontard und Rudolf Heinrich Richter; mit Ausstattung | D-4-62-000-196 Wikidata | weitere Bilder |
| Ludwigstraße 21, 25 b, Glasenappweg 1, 2, 3, Hofgarten (Standort) | Neues Schloss, im Norden der ältere Damenflügel rechtwinklig angeschlossen                                                                     | Zweigeschossiger Sandsteinquaderbau mit Walmdach, Mitte 18. Jahrhundert | D-4-62-000-196 Wikidata | BW |
| Ludwigstraße 21, 25 b, Glasenappweg 1, 2, 3, Hofgarten (Standort) | Neues Schloss, Hofgarten | Anlage des 16. und 17. Jahrhunderts, ab 1753 erweitert und neu gestaltet, 1789 in einen englischen Garten umgewandelt, Gartenplastik von Johann Gabriel Räntz, Johann Schnegg und Johann Georg Ziegler, 1749–55 | D-4-62-000-196 Wikidata | weitere Bilder |
| Ludwigstraße 21, 25 b, Glasenappweg 1, 2, 3, Hofgarten (Standort) | Neues Schloss, Sonnentempel | 1806, von Carl Christian Riedel | D-4-62-000-196 Wikidata | Neues Schloss, Sonnentempel                                                                                                  |
| Ludwigstraße 21, 25 b, Glasenappweg 1, 2, 3, Hofgarten (Standort) | Neues Schloss, Orangerie, heute Museum für Sandsteinskulpturen aus dem Bayreuther Hofgarten                                                    | Nach Süden verglaster Bau mit holzverschaltem Schwanenhals, rückseitig verputzt, Satteldach mit einseitigem Halbwalm, 1753 | D-4-62-000-196 Wikidata | weitere Bilder |
| Ludwigstraße 21, 25 b, Glasenappweg 1, 2, 3, Hofgarten (Standort) | Neues Schloss, Wohnhaus, Gärtnerhaus | Zweigeschossiger Satteldachbau mit Rosetten, Sandsteinquader, von Carl Christian Riedel, 1810 | D-4-62-000-196 Wikidata | weitere Bilder |
| Ludwigstraße 21, 25 b, Glasenappweg 1, 2, 3, Hofgarten (Standort) | Neues Schloss, ehemaliger Küchenbau | Langgestreckter Walmdachbau mit schlichter Putzfassade, 1755, eingeschossiger Anbau mit Satteldach, Sandsteinquader, klassizistisch | D-4-62-000-196 Wikidata | weitere Bilder |
| Ludwigstraße 23, 25, 27 (Standort)                                | Geschlossene Reihe dreier Sandsteinquaderhäuser                                                                                                | Mit Mansarddach, auf hakenförmigem Gesamtgrundriss an der Erweiterung der Ludwigstraße zum Schlossplatz, um 1750, das zweite Obergeschoss von Nr. 23 im Jahr 1835 aufgestockt | D-4-62-000-197 Wikidata | weitere Bilder |
| Ludwigstraße 24 (Standort)                                        | Wohn- und Geschäftshaus | Zweigeschossiger, barocker Putzbau mit Walmdach, Zwerchhaus, Obergeschoss Fachwerk verputzt, 18. Jahrhundert | D-4-62-000-198 Wikidata | weitere Bilder |
| Ludwigstraße 26 (Standort)                                        | Geschäftshaus, ehemaliges Ellrodt’sches Palais                                                                                                 | Barocker, dreigeschossiger Bau mit Walmdach, Stuckdekor und Säulenportal, um 1750/60, von Carl Philipp von Gontard, Nordflügel, zweigeschossiger Sandsteinquaderbau mit Walmdach, um 1730, Südflügel, ebenfalls barocker, zweigeschossiger Sandsteinquaderbau mit Walmdach, um 1754 | D-4-62-000-199 Wikidata | weitere Bilder |
| Ludwigstraße 28 (Standort)                                        | Wohnhaus | Barocker, dreigeschossiger Sandsteinquaderbau mit Portal und Durchfahrt, Halbwalmdach, 1752/1754, das dritte Geschoss wohl 19. Jahrhundert, nordwestlicher Flügelanbau zweigeschossiger Sandsteinquaderbau mit Satteldach, wohl drittes Viertel 18. Jahrhundert, 1908 zum Hof verbreitert, südwestliches Nebengebäude und Holzlege in der Durchfahrt 1903 neu aufgebaut | D-4-62-000-200 Wikidata | weitere Bilder |
| Ludwigstraße 29 (Standort)                                        | Wohn- und Geschäftshaus, sogenanntes Storchenhaus                                                                                              | Spätbarocker dreigeschossiger Sandsteinquaderbau mit Mansarddach und reich gegliederter Fassade, 1758, von Carl Philipp von Gontard; anschließend Arkadenmauer mit Hofgartentor | D-4-62-000-201 Wikidata | weitere Bilder |
| Ludwigstraße 30 (Standort)                                        | Wohn- und Geschäftshaus | Dreigeschossiger, gründerzeitlicher Walmdachbau mit zwei Erkern, Backstein und Sandstein, von Carl Wölfel, bezeichnet „1892“ | D-4-62-000-506 Wikidata | Wohn- und Geschäftshaus |
| Ludwigstraße 31 (Standort)                                        | Ehemalige Reithalle, jetzt Stadthalle und Theater                                                                                              | Dreigeschossiger Sandsteinquaderbau, 1747–48 und 1761, von Joseph Saint-Pierre; an der Langseite Rokoko-Portal; Ausbau zur Stadthalle und Theater mit Bühnenturm in Sichtziegelmauerwerk durch Hans C. Reissinger, 1962/63 | D-4-62-000-202 Wikidata | weitere Bilder |
| Ludwigstraße 32 (Standort)                                        | Wohn- und Geschäftshaus | Barocker, zweigeschossiger Sandsteinquaderbau, Mansarddach, 1745–1752 nach Plänen von Joseph Saint-Pierre | D-4-62-000-203 Wikidata | weitere Bilder |
| Ludwigstraße 34 (Standort)                                        | Wohn- und Geschäftshaus, zusammen mit Friedrichstraße 17 und Ludwigstraße 32 ehemaliges katholisches Pfarrhaus mit dahinterliegendem Oratorium | 1745–1752 von Joseph Saint-Pierre, zweigeschossiger, barocker Sandsteinquaderbau mit Mansarddach, um 1750 | D-4-62-000-204 Wikidata | weitere Bilder |
| Luitpoldplatz 2 (Standort)                                        | Eckhaus | Viergeschossiges Mietshaus mit Walmdach, Risalite, das Erdgeschoss rustiziert, in Formen der Neurenaissance, um 1890 | D-4-62-000-207 Wikidata | weitere Bilder |
| Luitpoldplatz 22 (Standort)                                       | Mietshaus in Ecklage | Viergeschossiger Sandsteinbau mit Mansarddach, das Erdgeschoss rustiziert, Pilastergliederung, Jugendstil, um 1900 von Carl Wölfel | D-4-62-000-208 Wikidata | Mietshaus in Ecklage |

#### M
| Lage                                         | Objekt | Beschreibung | Akten-Nr.               | Bild                               |
| -------------------------------------------- | --- | --- | ----------------------- | ---------------------------------- |
| Markgrafenallee 1 (Standort)                 | Wohnhaus | Traufständiger, zweigeschossiger Putzbau mit Sandsteingliederung und Walmdach, Zwerchhaus, auf hakenförmigem Grundriss, erste Hälfte 19. Jahrhundert | D-4-62-000-209 Wikidata | weitere Bilder                     |
| Markgrafenallee 44 (Standort)                | Ehemaliges Prinzessinnenhaus im Schlossgarten St. Georgen                                                   | Dreigeschossiger Sandsteinquaderbau mit Walmdach und gebändertem Portal, 1722, geplant von Johann David Räntz, das zweite Obergeschoss nachträglich aufgesetzt, die Stuckarbeiten von Andrea Domenico Cadenazzi, nach Osten Erweiterungsflügel auf Hakengrundriss mit Walmdach, 1789, der Osttrakt modern aufgestockt           | D-4-62-000-210 Wikidata | BW                                 |
| Markgrafenallee 44 (Standort)                | Sandsteinpfeiler-Portal und Sandsteinpfeiler-Zaun                                                           | | D-4-62-000-210 Wikidata | BW                                 |
| Markgrafenallee 49 (Standort)                | Gefangenenanstalt                                                                                           | Vierflügelanlage mit zwei Innenhöfen, der dreigeschossige Hauptbau aus Sandstein mit Walmdach, die Anstaltskirche in der Hauptachse, 1724–25, im Innenhof Brunnen 1724–25, von Johann David Räntz, die Flügelbauten dreigeschossig mit Walmdach, teils verputzt                                                                 | D-4-62-000-211 Wikidata | Gefangenenanstalt                  |
| Maximilianstraße (Standort)                  | Famabrunnen                                                                                                 | Geschwungenes Becken und mit zentraler Figur aus Sandstein, Elias Räntz, 1708 | D-4-62-000-258 Wikidata | weitere Bilder                     |
| Maximilianstraße (Standort)                  | Neptunbrunnen                                                                                               | 1755, geschwungene Brunneneinfassung mit zentraler Figur, von Johann Gabriel Räntz | D-4-62-000-260 Wikidata | weitere Bilder                     |
| Maximilianstraße (Standort)                  | Herkulesbrunnen                                                                                             | 1676, die originale Herkulesfigur ab 1926 im Park vor dem Festspielhaus, ab 2005 im Historischen Museum, die Kopie schufen 1926 die Bayreuther Bildhauer Martin Mösch und Christian Weißbrod | D-4-62-000-259 Wikidata | weitere Bilder                     |
| Maximilianstraße 3 (Standort)                | Wohn- und Geschäftshaus                                                                                     | Dreigeschossiger Sandsteinquaderbau mit Satteldach, Eckrustizierung, um 1700, Ladeneinbau von 1926 | D-4-62-000-212 Wikidata | weitere Bilder                     |
| Maximilianstraße 6, 8, 10, 12, 14 (Standort) | Altes Schloss, heute Finanzamt                                                                              | Unregelmäßige Anlage um einen geschlossenen Binnen- und einen zur Maximilianstraße hin offenen Ehrenhof, Gründung des 14./15. Jahrhunderts | D-4-62-000-213 Wikidata | weitere Bilder                     |
| Maximilianstraße 6, 8, 10, 12, 14 (Standort) | Altes Schloss, ehemaliges Palais d’Adhémar (später Palais Harmonie)                                         | Statt des beim Schlossbrand 1753 untergegangenen Nordflügels, zweigeschossiger Sandsteinquaderbau mit übergiebeltem Risalit, Pilastergliederung, Stuckverzierung in den Giebeln und Walmdach, 1759, von Carl Philipp von Gontard, dazu im Westen niedriger zweigeschossiger Flügelbau aus Sandsteinquadern, Walmdach            | D-4-62-000-213 Wikidata | weitere Bilder                     |
| Maximilianstraße 6, 8, 10, 12, 14 (Standort) | Altes Schloss, Verbindungstrakt                                                                             | Eingeschossig, mit Fassade zum Ehrenhof, 1753, sowie Wappen Markgraf Alexanders mit Fürstenhut, bezeichnet „1780“ | D-4-62-000-213 Wikidata | weitere Bilder                     |
| Maximilianstraße 6, 8, 10, 12, 14 (Standort) | Altes Schloss, Schlossturm                                                                                  | Achteckiger Sandsteinquaderbau mit Zeltdach, am Portal markgräfliches Wappen, 1565–66, von Caspar Vischer | D-4-62-000-213 Wikidata | weitere Bilder                     |
| Maximilianstraße 6, 8, 10, 12, 14 (Standort) | Altes Schloss, Kurfürstenbau                                                                                | Im Süden, dreigeschossiger Flügel mit Walmdach, Pilastergliederung, Reliefmedaillons mit Brustbildern antiker Kaiser, Göttinnen und Götter sowie vermutlich Porträts von Zeitgenossen, 1610–20 und Ende 17. Jahrhundert, die frühesten von Abraham Graß um 1625/30, die spätesten von Elias Räntz nach 1700                     | D-4-62-000-213 Wikidata | weitere Bilder                     |
| Maximilianstraße 6, 8, 10, 12, 14 (Standort) | Altes Schloss, der Ehrenhof im Norden und Westen durch dreigeschossige Flügel begrenzt                      | Mit Walmdach, mit gleichartiger Gliederung, 17. Jahrhundert; mit Ausstattung | D-4-62-000-213 Wikidata | weitere Bilder                     |
| Maximilianstraße 7 (Standort)                | Wohn- und Geschäftshaus                                                                                     | Barocker, dreigeschossiger Sandsteinquaderbau mit leichtem Versatz, Satteldach, 1743 | D-4-62-000-214 Wikidata | weitere Bilder                     |
| Maximilianstraße 9 (Standort)                | Palais, heute Wohn- und Geschäftshaus                                                                       | Dreigeschossiger, barocker Sandsteinquaderbau mit Mittelrisalit und Pilastergliederung, Mansarddach, 1738, von Friedrich Jakob Grael, das Wappen bezeichnet „1666“, die zweiflügeligen Rückgebäude zweigeschossige Sandsteinquaderbauten, eines mit Mansarddach, 18. Jahrhundert                                                | D-4-62-000-215 Wikidata | weitere Bilder                     |
| Maximilianstraße 11 (Standort)               | Wohn- und Geschäftshaus                                                                                     | Barocker, dreigeschossiger Sandsteinquaderbau mit Satteldach, Portal, bezeichnet „1714“, Ladeneinbau zweite Hälfte 19. Jahrhundert | D-4-62-000-216 Wikidata | weitere Bilder                     |
| Maximilianstraße 13 (Standort)               | Giebelständiges Wohnhaus                                                                                    | Zweigeschossig mit Satteldach, bezeichnet „1716“ | D-4-62-000-217 Wikidata | weitere Bilder                     |
| Maximilianstraße 15 (Standort)               | Wohnhaus | Traufständiger, dreigeschossiger Putzbau mit profilierten Fenstergewänden und Satteldach, 17./18. Jahrhundert | D-4-62-000-218 Wikidata | weitere Bilder                     |
| Maximilianstraße 16, 18 (Standort)           | Denkmal König Maximilian II.                                                                                | Granitsockel mit Galvanoplastik, Entwurf von F. Brugger, gegossen von Ferdinand Miller 1860 | D-4-62-000-261 Wikidata | Denkmal König Maximilian II.       |
| Maximilianstraße 17 (Standort)               | Palais | Stattlicher dreigeschossiges Bau mit Walmdach, reicher Rokokoschmuck, zwei Erker, über dem Portal Wappenschild mit brandenburgischem Adler, um 1740 über älterem Kern | D-4-62-000-219 Wikidata | weitere Bilder                     |
| Maximilianstraße 19 (Standort)               | Traufständiges Wohnhaus                                                                                     | Dreigeschossig mit Satteldach, 15./16. Jahrhundert, Veränderungen wohl 18. bis 20. Jahrhundert | D-4-62-000-220 Wikidata | weitere Bilder                     |
| Maximilianstraße 21 (Standort)               | Traufständiges Wohnhaus                                                                                     | Dreigeschossig mit Satteldach, 17./18. Jahrhundert | D-4-62-000-221 Wikidata | weitere Bilder                     |
| Maximilianstraße 22 (Standort)               | Spätgotisches Torgewände                                                                                    | Bezeichnet „1564“ | D-4-62-000-222 Wikidata | weitere Bilder                     |
| Maximilianstraße 23 (Standort)               | Giebelständiges Wohnhaus                                                                                    | Dreigeschossig mit Satteldach, Sandsteinquaderbau, bezeichnet „1615“ | D-4-62-000-223 Wikidata | weitere Bilder                     |
| Maximilianstraße 24 (Standort)               | Torgewände                                                                                                  | Spätgotisch | D-4-62-000-224 Wikidata | Torgewände                         |
| Maximilianstraße 25 (Standort)               | Giebelständiges Wohnhaus                                                                                    | Zweigeschossig mit Satteldach, Sandsteinquaderbau, 17. Jahrhundert | D-4-62-000-225 Wikidata | weitere Bilder                     |
| Maximilianstraße 27 (Standort)               | Giebelständiges Wohnhaus                                                                                    | Zweigeschossig mit Satteldach, Sandsteinquaderbau, 17. Jahrhundert, Keller 14./15. Jahrhundert | D-4-62-000-226 Wikidata | weitere Bilder                     |
| Maximilianstraße 28 (Standort)               | Wappenrelief                                                                                                | Erinnert an das dort befindliche Gasthaus zum Goldenen Adler, bezeichnet „1676“ | D-4-62-000-227 Wikidata | Wappenrelief                       |
| Maximilianstraße 29 (Standort)               | Wohnhaus/Palais                                                                                             | Stattlicher dreigeschossiger Bau mit seitlichen Erkern und rustiziertem Portal, darüber Wappen bezeichnet „1670“, im frühen 18. Jahrhundert überarbeitet. Wappen von Caspar von Lilien (30.10.1632–23.1.1687) und seiner Frau Eva Catharina von Pühel.                                                                          | D-4-62-000-228 Wikidata | weitere Bilder                     |
| Maximilianstraße 29 (Standort)               | Rückgebäude zur Kämmereigasse, ehemaliges Torhaus                                                           | Verputzter zweigeschossiger Massivbau mit Mansarddach, 18. Jahrhundert | D-4-62-000-228 Wikidata | weitere Bilder                     |
| Maximilianstraße 33 (Standort)               | Altes Rathaus, jetzt Kunstmuseum der Stadt Bayreuth                                                         | Dreigeschossiges Eckhaus mit Walmdach, Eck- und Seitenerkern und Barockportal, bezeichnet „1724“, über älterem Kern, zur Brautgasse dreigeschossiger Sandsteinquaderbau mit Walmdach, 1723–25 von Johann David Räntz. Über Durchfahrt Bayreuther Stadtwappen.                                                                   | D-4-62-000-229 Wikidata | weitere Bilder                     |
| Maximilianstraße 35 (Standort)               | Wohnhaus | Dreigeschossiger Walmdachbau wohl des 17. Jahrhunderts, das zweite Obergeschoss mit flacher Pilastergliederung 1875 errichtet | D-4-62-000-231 Wikidata | weitere Bilder                     |
| Maximilianstraße 37 (Standort)               | Wohnhaus | Schmaler, giebelständiger, dreigeschossiger Putzbau mit Satteldach, 17. Jahrhundert, über Kern des 15./16. Jahrhunderts | D-4-62-000-232 Wikidata | weitere Bilder                     |
| Maximilianstraße 38 (Standort)               | Wohnhaus | Traufständiger zweigeschossiger Sandsteinquaderbau mit Mansarddach, Mittelrisalit und Zwerchhaus, das Erdgeschoss rustiziert, das Obergeschoss mit Pilastergliederung, 1734, von Johann David Räntz | D-4-62-000-233 Wikidata | Wohnhaus                           |
| Maximilianstraße 39 (Standort)               | Wohnhaus | Giebelständiger, dreigeschossiger Putzbau mit Satteldach, das Erdgeschoss aus Sandstein, der Toreingang rustiziert, darüber Inschrifttafel, der Ursprungsbestand wohl 15.–17. Jahrhundert, Inschrifttafel bezeichnet „1748“, die Rückgebäude 16./17. Jahrhundert                                                                | D-4-62-000-234 Wikidata | weitere Bilder                     |
| Maximilianstraße 41 (Standort)               | Wohnhaus | Dreigeschossiger Putzbau mit Rokokoschmuck und Mansarddach, Mitte 18. Jahrhundert über Kern des 16./17. Jahrhunderts, Keller 13./14. Jahrhundert | D-4-62-000-235 Wikidata | weitere Bilder                     |
| Maximilianstraße 43 (Standort)               | Wohnhaus | Dreigeschossiger, giebelständiger Putzbau, die Obergeschosse mit gotischen Fenstergewänden, bezeichnet „1663“ über Kern des 15./16. Jahrhunderts, die Rückgebäude 17./18. Jahrhundert, Keller 14./15. Jahrhundert | D-4-62-000-236 Wikidata | weitere Bilder                     |
| Maximilianstraße 47 (Standort)               | Adler-Apotheke, Wohn- und Geschäftshaus                                                                     | Dreigeschossiges Eckhaus mit Satteldach, 17. Jahrhundert, Wappenrelief bezeichnet „1702“ für Apotheker Heinrich Bernhard Nohr und seine Ehefrau Anna Magdalena D., Keller 14./15. Jahrhundert | D-4-62-000-237 Wikidata | weitere Bilder                     |
| Maximilianstraße 48 (Standort)               | Wohn- und Geschäftshaus                                                                                     | Traufständiger, dreigeschossiger Sandsteinquaderbau mit Walmdach und Portal, bezeichnet „1719“, das Relief von Elias Räntz, das zweite Obergeschoss 1845 aufgesetzt, die beiden zweigeschossigen Seitenflügel mit Satteldach aus dem ersten Viertel des 18. Jahrhunderts, das östliche mit Fachwerkobergeschoss                 | D-4-62-000-238 Wikidata | weitere Bilder                     |
| Maximilianstraße 49 (Standort)               | Wohn- und Geschäftshaus                                                                                     | Traufständiger, dreigeschossiger Sandsteinquaderbau mit Satteldach, 17. Jahrhundert, das zweite Obergeschoss bezeichnet „1786“ | D-4-62-000-239 Wikidata | weitere Bilder                     |
| Maximilianstraße 50 (Standort)               | Wohn- und Geschäftshaus                                                                                     | Zweigeschossiger, giebelständiger Sandsteinbau mit Satteldach, im Kern 16./17. Jahrhundert auf Keller des 14./15. Jahrhunderts | D-4-62-000-240          | weitere Bilder                     |
| Maximilianstraße 51 (Standort)               | Wohn- und Geschäftshaus                                                                                     | Traufständiger, dreigeschossiger Putzbau mit Satteldach, im Kern 16./17. Jahrhundert, im Keller bezeichnet „1678“, das zweite Obergeschoss nach Brand 1893 aufgesetzt | D-4-62-000-241 Wikidata | weitere Bilder                     |
| Maximilianstraße 52, 54, 56 (Standort)       | Geschlossene Reihe dreier Wohn- und Geschäftshäuser                                                         | Traufständige, dreigeschossige Sandsteinquaderbauten mit Sattel- bzw. Walmdach, Nr. 52 Markt-Apotheke, 17. Jahrhundert, das zweite Obergeschoss 1853 aufgesetzt, die Fassade von Nr. 54 zusammen mit Nr. 56 im Jahr 1862 überarbeitet, Nr. 56 weitgehender Neubau von 1862/63                                                   | D-4-62-000-242          | weitere Bilder                     |
| Maximilianstraße 57 (Standort)               | Mohrenapotheke                                                                                              | Dreigeschossiges Eckhaus aus Sandsteinquadern mit Satteldach und Eckerker, bezeichnet „1610“, von Michael Mebart, das Nebengebäude zur Sophienstraße als zweigeschossiger Sandsteinquaderbau mit Mansarddach, 1739, Keller 16./17. Jahrhundert                                                                                  | D-4-62-000-243 Wikidata | weitere Bilder                     |
| Maximilianstraße 58 (Standort)               | Eckhaus | Zweigeschossiger Sandsteinquaderbau mit Mansarddach und Zwerchhaus, 1733 | D-4-62-000-244          | Eckhaus                            |
| Maximilianstraße 58 (Standort)               | Nebengebäude                                                                                                | Zweigeschossiger Sandsteinquaderbau mit Satteldach, frühes 19. Jahrhundert | D-4-62-000-244          | Nebengebäude                       |
| Maximilianstraße 60 (Standort)               | Wohn- und Geschäftshaus                                                                                     | Dreigeschossiger, traufständiger Putzbau mit profilierten Fenstergewänden und Walmdach, 16./17. Jahrhundert auf Kellern des 14./15. Jahrhunderts | D-4-62-000-245 Wikidata | weitere Bilder                     |
| Maximilianstraße 64 (Standort)               | Evangelische Spitalkirche                                                                                   | Saalbau mit reich gegliederter Schaufront aus Sandsteinquadern mit Satteldach, Architekturplastik, Giebelrelief und Attikafiguren von Johann Gabriel Räntz, 1748–50 von Joseph Saint-Pierre; mit Ausstattung, Kanzelaltar 1750 von Johann Gabriel Räntz, Deckengemälde 1750 von Johann Benjamin Müller, Stuck von Rudolf Albini | D-4-62-000-247          | weitere Bilder                     |
| Maximilianstraße 64 (Standort)               | Bürgerspital                                                                                                | Dreigeschossiger Sandsteinquaderbau mit Walmdach, rustiziertem Portal, Mitte 18. Jahrhundert, dazu vier Trakte um rechteckigen Hof | D-4-62-000-247          | weitere Bilder                     |
| Maximilianstraße 64 (Standort)               | Bürgerspital, im Osten dreigeschossiger Sandsteinquaderbau                                                  | Mitte 18. Jahrhundert, hofseitig drei Inschriftsteine, einer bezeichnet „1564“ | D-4-62-000-247          | weitere Bilder                     |
| Maximilianstraße 64 (Standort)               | Bürgerspital, im Norden dreigeschossiger Flügel                                                             | 16./17. Jahrhundert | D-4-62-000-247          | BW                                 |
| Maximilianstraße 64 (Standort)               | Bürgerspital, im Süden drei- und zweigeschossiger Trakt über Hakengrundriss                                 | Teils Sandsteinquader, teils Fachwerk, bezeichnet „1847“ und „1848“ | D-4-62-000-247          | BW                                 |
| Maximilianstraße 64 (Standort)               | Bürgerspital, im Westen schmaler Flügel                                                                     | Mit Stützpfeilern, 16./17. Jahrhundert | D-4-62-000-247          | BW                                 |
| Maximilianstraße 64 (Standort)               | Bürgerspital, Gitterportal mit Kartusche                                                                    | Mitte 18. Jahrhundert | D-4-62-000-247          | BW                                 |
| Maximilianstraße 65 (Standort)               | Wohn- und Geschäftshaus                                                                                     | Traufständiger, dreigeschossiger Sandsteinbau mit Satteldach, 17. Jahrhundert, Keller 15./16. Jahrhundert; mit Rückgebäuden | D-4-62-000-248 Wikidata | weitere Bilder                     |
| Maximilianstraße 66 (Standort)               | Wohn- und Geschäftshaus                                                                                     | Traufständiger, dreigeschossiger Sandsteinquaderbau mit Mansarddach, 16.–18. Jahrhundert, der neubarocke Erker samt Fassadengestaltung vermutlich 1907 bei dem Umbau zweier Häuser zu einem Haus entstanden, Wappenrelief bezeichnet „1689“                                                                                     | D-4-62-000-249 Wikidata | weitere Bilder                     |
| Maximilianstraße 66 (Standort)               | Wohn- und Geschäftshaus                                                                                     | Das Hintergebäude über dem Rest der Stadtmauer errichtet, zweigeschossiger Sandsteinquaderbau mit Mansardwalmdach | D-4-62-000-249 Wikidata | BW                                 |
| Maximilianstraße 67 (Standort)               | Wohn- und Geschäftshaus                                                                                     | Traufständiger, dreigeschossiger Sandsteinbau mit Walmdach, das zweite Obergeschoss 1849 aufgesetzt, Erker 1903, im Kern 17. Jahrhundert, sogenannter Südkeller 14./15. Jahrhundert | D-4-62-000-250 Wikidata | weitere Bilder                     |
| Maximilianstraße 69 (Standort)               | Eckhaus | Zweigeschossiger, giebelständiger Sandsteinbau mit Walmdach, im Kern 17. Jahrhundert, neubarocke Fassadengestaltung von 1886 | D-4-62-000-251 Wikidata | weitere Bilder                     |
| Maximilianstraße 71 (Standort)               | Eckhaus | Neubarocker, dreigeschossiger Sandsteinquaderbau mit Erker und Zwerchhaus, Mansarddach, von J. Rottler, 1887 | D-4-62-000-252 Wikidata | weitere Bilder                     |
| Maximilianstraße 74 (Standort)               | Eckhaus | Zweigeschossiger, traufständiger Sandsteinquaderbau mit Walmdach, 1761/1764 | D-4-62-000-253 Wikidata | weitere Bilder                     |
| Maximilianstraße 75 (Standort)               | Eckhaus | Zweigeschossiger Sandsteinquaderbau mit Mansarddach, 1739, der zweigeschossige, verputzte Massivbau zur Von-Römer-Straße 17./18. Jahrhundert | D-4-62-000-254 Wikidata | weitere Bilder                     |
| Maximilianstraße 76 (Standort)               | Eckhaus | Zweigeschossiger Sandsteinquaderbau mit Mansarddach, zweite Hälfte 18. Jahrhundert | D-4-62-000-255 Wikidata | weitere Bilder                     |
| Maximilianstraße 85 (Standort)               | Ehemaliges Sandstein-Pfeilerportal                                                                          | Früher aus zwei Pfeilern bestehend, aber 2003 bei Abbruch des Hauses Nr. 83 abgebrochen, 18. Jahrhundert | D-4-62-000-475 Wikidata | Ehemaliges Sandstein-Pfeilerportal |
| Moritzhöfen (Standort)                       | Brücke über den Sendelbach                                                                                  | Dreibogige Sandsteinquaderbrücke, mit Brückengeländer (Sandsteinmauer), Mitte 18. Jahrhundert | D-4-62-000-262 Wikidata | Brücke über den Sendelbach         |
| Moritzhöfen 25 (Standort)                    | Wohnhaus | Zweigeschossiger, traufständiger Bau mit Satteldach, Erdgeschoss aus Sandsteinquadern, Obergeschoss verputzt, 1878, von Baptist Schrüfer, Geburtshaus Wilhelm Leuschners (1890–1944) | D-4-62-000-427 Wikidata | Wohnhaus                           |
| Münzgasse 2 (Standort)                       | Ehemaliges Redoutenhaus, dann Synagoge                                                                      | Zweigeschossiger, barocker Putzbau mit Eckrustika und Walmdach, 1715, 1938 verwüstet Siehe auch: Denkmalschutzmedaille 2018 | D-4-62-000-264 Wikidata | weitere Bilder                     |
| Münzgasse 5 (Standort)                       | Wohnhaus | Zweigeschossiger Putzbau mit geschweiftem Zwerchhausgiebel und Eckerker, Mansarddach, 1904 von den Gebrüdern Wölfel | D-4-62-000-265 Wikidata | Wohnhaus                           |
| Münzgasse 7 (Standort)                       | Wohnhaus | Zweigeschossiger Putzbau mit Bänderung, Eckrustika, Zwerchhausgiebel und Erker, Mansarddach, 1904 von den Gebrüdern Wölfel | D-4-62-000-266 Wikidata | weitere Bilder                     |
| Münzgasse 7 (Standort)                       | Sandsteinpfeiler-Portal                                                                                     | | D-4-62-000-266 Wikidata | weitere Bilder                     |
| Münzgasse 9 (Standort)                       | Ehemalige markgräfliche Münze, jetzt IWALEWA-Haus der Universität Bayreuth mit Sammlung afrikanischer Kunst | Langgestreckter, zweigeschossiger Sandsteinquaderbau mit Halbwalmdach und zwei verschieferten Zwerchhäusern, 1778 | D-4-62-000-267          | weitere Bilder                     |
| Münzgasse 11 (Standort)                      | Wappenrelief                                                                                                | Bezeichnet „1570“ | D-4-62-000-268 Wikidata | BW                                 |
| Münzgasse 13 (Standort)                      | Ehemalige Fuchsmühle                                                                                        | Wohnhaus, zweigeschossiger Putzbau mit Satteldach, 17. Jahrhundert | D-4-62-000-269 Wikidata | weitere Bilder                     |

#### N
| Lage                                | Objekt                                  | Beschreibung | Akten-Nr.               | Bild                                    |
| ----------------------------------- | --------------------------------------- | --- | ----------------------- | --------------------------------------- |
| Neunundneunzig Gärten 10 (Standort) | Wohnhaus, ehemaliges Scharfrichterhaus  | Zweigeschossiger Putzbau mit verputztem Fachwerkobergeschoss und Halbwalmdach, im Kern 17. Jahrhundert, erneuert                                                               | D-4-62-000-270 Wikidata | Wohnhaus, ehemaliges Scharfrichterhaus  |
| Nibelungenstraße 2 (Standort)       | Evangelisch-lutherische Christus-Kirche | Mit Gemeindezentrum, sechseckiger Zentralbau mit drei Annexen mit steil aufragenden Turmhelmen, Sandsteinquader, 1953–56 von Prof. Karl Pfeiffer-Haardt (Bayreuth)             | D-4-62-000-455 Wikidata | Evangelisch-lutherische Christus-Kirche |
| Nibelungenstraße 2 (Standort)       | Pfarrgebäude                            | An die Kirche angebaut, Putzbau mit Hausteingliederung, 1958 | D-4-62-000-455 Wikidata | Pfarrgebäude                            |
| Nürnberger Straße (Standort)        | Jüdischer Friedhof mit Taharahaus       | Taharahaus: Um 1870, eingeschossiger Putzbau mit Rundbogenfenstern und Walmdach; Umfassungsmauer, Grabstelen, schmiedeeiserne Tore                                             | D-4-62-000-466 Wikidata | weitere Bilder                          |
| Nürnberger Straße 5 (Standort)      | Ehemaliges Forsthaus                    | Zweigeschossiger Sandsteinquaderbau mit Halbwalmdach, bezeichnet „1761“; Scheunenbau, Sandsteinquader, mit Satteldach, Ende 18. Jahrhundert; Kreuzstein, 17. Jahrhundert       | D-4-62-000-271 Wikidata | BW                                      |
| Nürnberger Straße 9 (Standort)      | Friedhofswärterhaus                     | Zugehörig zum Jüdischen Friedhof, eingeschossiger Ziegelbau mit Satteldach, Ecklisenen, letztes Viertel 19. Jahrhundert                                                        | D-4-62-000-468 Wikidata | BW                                      |
| Nürnberger Straße 10, 12 (Standort) | Doppelmietshaus                         | Zweigeschossiger Backsteinbau mit Sandsteingliederung, Eckrisaliten und Mansarddach, 1897, von Baptist Schrüfer Einfriedung mit zwei Sandstein-Pfeilerportalen, Mauer und Zaun | D-4-62-000-272 Wikidata | BW                                      |

#### O
| Lage                            | Objekt                              | Beschreibung | Akten-Nr.               | Bild                    |
| ------------------------------- | ----------------------------------- | --- | ----------------------- | ----------------------- |
| Opernstraße (Standort)          | Wittelsbacherbrunnen                | Anlässlich des 100-jährigen Jubiläums (1810–1910) der Zugehörigkeit Frankens zum Gebiet der Wittelsbacher im Jahr 1914 errichtet, von Friedrich Lommel | D-4-62-000-280 Wikidata | weitere Bilder          |
| Opernstraße 2 (Standort)        | Eckhaus                             | Dreigeschossiger Sandsteinquaderbau mit Walmdach, 17. Jahrhundert, das zweite Obergeschoss im 18. Jahrhundert aufgesetzt | D-4-62-000-273 Wikidata | weitere Bilder          |
| Opernstraße 4, 6 (Standort)     | Hotel und Restaurant Goldener Anker | Dreigeschossiger, aus zwei Hausnummern bestehender barocker Traufseitbau aus Sandsteinquadern mit Satteldach, Nr. 6 mit Portal und Bezeichnung 1753, darüber Wappen, mit Ausstattung, Nr. 4 1754 neu erbaut | D-4-62-000-274 Wikidata | weitere Bilder          |
| Opernstraße 7 (Standort)        | Eckhaus                             | Dreigeschossiger Sandsteinquaderbau mit Walmdach, Wappenrelief bezeichnet „1721“ | D-4-62-000-275 Wikidata | weitere Bilder          |
| Opernstraße 10 (Standort)       | Traufständiges Wohnhaus             | Dreigeschossig mit Satteldach, 18. Jahrhundert, Eckrustizierung, das zweite Obergeschoss 1869 errichtet, das zweigeschossige Rückgebäude bezeichnet „1809“ | D-4-62-000-276 Wikidata | Traufständiges Wohnhaus |
| Opernstraße 12 (Standort)       | Traufständiger Sandsteinquaderbau   | Zweigeschossig mit Mansarddach, Mittel- und Seitenrisalite, Pilastergliederung, zwei Portale, Mitte 18. Jahrhundert | D-4-62-000-277 Wikidata | weitere Bilder          |
| Opernstraße 14 (Standort)       | Markgräfliches Opernhaus            | Dreigeschossiger Fssadentrakt aus Sandsteinquadern mit Risalit und Balustrade vor dem geräumiger Hallenbau, Mansarddach, 1745–48, von Joseph Saint-Pierre, die allegorischen Figuren der Balustrade von Johann Georg Ziegler, darin reich gegliedertes, hölzernes Logentheater nach dem italienischen Barockschema, 1747–48, von Giuseppe und Carlo Galli-Bibiena; mit Ausstattung | D-4-62-000-278 Wikidata | weitere Bilder          |
| Opernstraße 16 (Standort)       | Eckhaus, sogenanntes Redoutenhaus   | Dreigeschossiger Sandsteinquaderbau mit Mansarddach, Mittelrisalit und Säulenportal, 1722, von Johann David Räntz | D-4-62-000-279 Wikidata | weitere Bilder          |
| Oswald-Merz-Straße 9 (Standort) | Luitpoldschule                      | Dreigeschossiger Putzbau mit Sandsteingliederung, drei Giebelrisaliten und Walmdach, in Formen des Neubarock, bezeichnet „1902“, von Stadtbaurat Hans Schlee; zwei Pfeilerportale | D-4-62-000-281 Wikidata | weitere Bilder          |

#### P
| Lage                                                                                  | Objekt                                  | Beschreibung | Akten-Nr.               | Bild            |
| ------------------------------------------------------------------------------------- | --------------------------------------- | --- | ----------------------- | --------------- |
| Parkstraße 7 (Standort)                                                               | Eckhaus                                 | Zweigeschossiger Sandsteinquaderbau mit Eckerker und Walmdach, neugotische Fassadendekoration, 1900, von J. P. Schäferlein | D-4-62-000-283 Wikidata | weitere Bilder  |
| Parkstraße 7 (Standort)                                                               | Einfriedung                             | | D-4-62-000-283 Wikidata | weitere Bilder  |
| Parkstraße 8 (Standort)                                                               | Villa                                   | Repräsentativer, verputzter Bau mit Mansarddach und Zwerchhausrisalit, die Gliederungselemente aus Sandstein, barockisierender Jugendstil, von J. P. Schäferlein, 1898                                                                         | D-4-62-000-284 Wikidata | weitere Bilder  |
| Parkstraße 9 (Standort)                                                               | Wohnhaus                                | Traufständiger, zweigeschossiger Putzbau mit Eckrisalit in Jugendstilformen, bezeichnet „1900“, von J. P. Schäferlein | D-4-62-000-285 Wikidata | weitere Bilder  |
| Parkstraße 9 (Standort)                                                               | Einfriedung                             | | D-4-62-000-285 Wikidata | weitere Bilder  |
| Pottensteiner Straße (im Röhrenseepark) (Standort)                                    | Zwei Trophäensäulen                     | Barock, aus Sandstein, von Johann Jeremias Martini (1710–1760) | D-4-62-000-480 Wikidata | weitere Bilder  |
| Pottensteiner Straße (im Röhrenseepark) (Standort)                                    | Zwei kleine Brücken zur Röhrensee-Insel | Mit Sandsteinwiderlagern und Astwerk-Eisengeländer, 1903 | D-4-62-000-449 Wikidata | weitere Bilder  |
| Pottensteiner Straße (Rad- und Fußweg von der Altstadt bis zum Kreuzstein) (Standort) | Eisenbahnbrücke                         | Einbogig, Kalkstein, 1904 | D-4-62-000-490 Wikidata | Eisenbahnbrücke |
| Pottensteiner Straße 7 (Standort)                                                     | Villa                                   | Eingeschossiger Putzbau mit Backsteingliederung, Satteldach mit Querdächern, Laube und Erkern, Fachwerkgiebel, 1904. Nach dem Ersten Weltkrieg übernahm der Bäckermeister Johann Popp das Anwesen und richtete dort eine Makronenbäckerei ein. | D-4-62-000-428 Wikidata | weitere Bilder  |
| Pottensteiner Straße 7 (Standort)                                                     | Garten                                  | Mit Pavillon von 1919, von Garnisonsbaumeister Hertlein | D-4-62-000-428 Wikidata | BW              |

#### Q
| Lage                   | Objekt                                            | Beschreibung | Akten-Nr.               | Bild               |
| ---------------------- | ------------------------------------------------- | --- | ----------------------- | ------------------ |
| Quellhöfe 1 (Standort) | Ehemaliger Gutshof                                | Bestehend aus zweigeschossigem Wohngebäude aus Sandsteinquadern, Gesimsgliederung und Halbwalmdach mit seitlichem ehemaligem Stallteil, 18./19. Jahrhundert, Neubau nach Brand 1816 | D-4-62-000-286 Wikidata | Ehemaliger Gutshof |
| Quellhöfe 1 (Standort) | Ehemaliger Gutshof, ehemaliges Wirtschaftsgebäude | Eingeschossig aus Sandsteinquadern mit holzverschaltem Giebel und gewölbtem Keller, 18. Jahrhundert                                                                                 | D-4-62-000-286 Wikidata | BW                 |
| Quellhöfe 1 (Standort) | Ehemaliger Gutshof, Wassertrog                    | Bezeichnet „MH 1816“, Quellfassung, zwei Torpfeiler mit zwei Bergahornbäumen, Hoflinde                                                                                              | D-4-62-000-286 Wikidata | BW                 |
| Quellhöfe 5 (Standort) | Villa                                             | Zweigeschossiger Backsteinbau mit Schopfwalmdach und Zwerchhaus, Hausteingliederung, 1903, von den Gebrüdern Wölfel                                                                 | D-4-62-000-437 Wikidata | BW                 |

#### R
| Lage                                                  | Objekt                                              | Beschreibung | Akten-Nr.               | Bild                       |
| ----------------------------------------------------- | --------------------------------------------------- | --- | ----------------------- | -------------------------- |
| Raabestraße 1, 3, 5 (Standort)                        | Mietshauszeile                                      | Geschlossene Gruppe dreier Mietshäuser mit Zwechgiebeln und Mansarddach, Backstein, bezeichnet „1898“, von J. P. Schäferlein, bei Nr. 5 Sandstein-Torpfeiler | D-4-62-000-287 Wikidata | weitere Bilder             |
| Raabestraße 7 (Standort)                              | Wohnhaus                                            | Zweigeschossiger Putzbau mit aufwendiger Jugendstilfassade, Zwerchhausrisalit und Walmdach, von J. P. Schäferlein, 1898 | D-4-62-000-288 Wikidata | weitere Bilder             |
| Raabestraße 7 (Standort)                              | Einfriedung                                         | | D-4-62-000-288 Wikidata | BW                         |
| Raabestraße 11, 13, 15 (Standort)                     | Mietshauszeile                                      | Geschlossene Gruppe dreier Mietshäuser mit Zwechgiebeln und Mansarddach, Backstein, um 1898, von J. P. Schäferlein | D-4-62-000-289 Wikidata | weitere Bilder             |
| Rathenaustraße 18, Wilhelminenstraße 8, 10 (Standort) | Mietshausgruppe in Ecklage                          | Drei dreigeschossige Sandsteinquaderbauten mit aufwendiger Binnengliederung und Walmdach, barockisierender Jugendstil, 1903, von Thomas Weiß | D-4-62-000-290 Wikidata | Mietshausgruppe in Ecklage |
| Rathstraße 4 (Standort)                               | Mietshaus                                           | Dreigeschossiger Putzbau mit Stuckfassade, Erker und Satteldach, 1902, von den Gebrüdern Wölfel | D-4-62-000-292 Wikidata | Mietshaus                  |
| Rathstraße 9 (Standort)                               | Villa                                               | Zweigeschossiger Backsteinbau mit aufwendiger Sandsteingliederung, Risalite, Sattel- bzw. Kreuzdach, in Formen der deutschen Renaissance, 1889 von Baptist Schrüfer | D-4-62-000-294 Wikidata | Villa                      |
| Rathstraße 9 (Standort)                               | Sandsteinpfeiler-Portal                             | | D-4-62-000-294 Wikidata | BW                         |
| Rathstraße 13, 15 (Standort)                          | Doppelhaus                                          | Zweigeschossige, gründerzeitliche Putzbauten auf Sandsteinsockeln mit Risaliten und Walmdach, bezeichnet „1884“ | D-4-62-000-296 Wikidata | Doppelhaus                 |
| Rathstraße 13, 15 (Standort)                          | Zwei Sandsteinpfeiler-Portale                       | | D-4-62-000-296 Wikidata | BW                         |
| Residenzplatz (Standort)                              | Markgrafenbrunnen                                   | 1699–1705, von Elias Räntz, ursprünglich im Ehrenhof des Alten Schlosses, seit 1748 vor dem Neuen Schloss | D-4-62-000-205 Wikidata | weitere Bilder             |
| Richard-Wagner-Straße 2 (Standort)                    | Eckhaus, ehemalige Hofapotheke                      | Barocker dreigeschossiger Sandsteinquaderbau mit Walmdach, Risalit mit Dreiecksgiebel, 1756–57 von Carl Philipp von Gontard | D-4-62-000-298 Wikidata | weitere Bilder             |
| Richard-Wagner-Straße 3 (Standort)                    | Wohn- und Geschäftshaus                             | Dreigeschossiger, barocker Sandsteinquaderbau mit Mansarddach, zweite Hälfte 18. Jahrhundert, Dachausbau 19. Jahrhundert | D-4-62-000-299 Wikidata | weitere Bilder             |
| Richard-Wagner-Straße 5 (Standort)                    | Wohn- und Geschäftshaus                             | Spätbarocker dreigeschossiger Sandsteinquaderbau mit Satteldach, zweite Hälfte 18. Jahrhundert, Dachausbau vermutlich 19./20. Jahrhundert | D-4-62-000-300 Wikidata | weitere Bilder             |
| Richard-Wagner-Straße 8 (Standort)                    | Wohn- und Geschäftshaus                             | Barocker, zweigeschossiger Sandsteinquaderbau mit Mansarddach, erste Hälfte 18. Jahrhundert, rückwärtiger Anbau zweite Hälfte 19. Jahrhundert | D-4-62-000-301 Wikidata | weitere Bilder             |
| Richard-Wagner-Straße 14 (Standort)                   | Gasthaus                                            | Barocker, zweigeschossiger Traufseitbau mit Satteldach, Sandsteinquader, Eckrustika, rustiziertes Portal, um 1700, Dachausbau 19. Jahrhundert, rückseitiges Obergeschoss teils Fachwerk | D-4-62-000-302 Wikidata | weitere Bilder             |
| Richard-Wagner-Straße 29 (Standort)                   | Wohn- und Geschäftshaus                             | Dreigeschossiger, traufständiger Bau mit Walmdach und Mittelrisalit in spätklassizistischen Formen, um 1860/70 | D-4-62-000-303 Wikidata | weitere Bilder             |
| Richard-Wagner-Straße 33 (Standort)                   | Mietshaus                                           | Traufständiger, dreigeschossiger Sandsteinbau mit Satteldach, spätklassizistisch, 1863, von Carl Wölfel | D-4-62-000-304 Wikidata | weitere Bilder             |
| Richard-Wagner-Straße 36 (Standort)                   | Ehemalige Reichsbank                                | Dreigeschossiger, traufständiger Bau mit Mansarddach, das Erdgeschoss bossiert, 1923, von Regierungsbauführer Mohn | D-4-62-000-305 Wikidata | weitere Bilder             |
| Richard-Wagner-Straße 38, 40 (Standort)               | Doppelmietshaus                                     | Dreigeschossiger, traufständiger Backsteinbau mit Mansarddach, Sandsteingliederung, 1897, von Fritz Weiß und Friedrich Popp | D-4-62-000-306 Wikidata | weitere Bilder             |
| Richard-Wagner-Straße 41 (Standort)                   | Eckhaus                                             | Zweigeschossiger Putzbau mit Walmdach, nach Kriegsschäden die Jugendstilfassade wohl stark vereinfacht, 1903, von den Gebrüdern Wölfel Einfriedung zur Romanstraße | D-4-62-000-307 Wikidata | weitere Bilder             |
| Richard-Wagner-Straße 45 (Standort)                   | Wohnhaus                                            | Zweigeschossiger, giebelständiger Sandsteinquaderbau über hakenförmigem Grundriss, Schopfwalmdach, erste Hälfte 19. Jahrhundert, der jüngere Erweiterungsbau ebenfalls zweigeschossig mit Schopfwalmdach; Einfriedung mit Pfeilerportal                                                                                     | D-4-62-000-308 Wikidata | weitere Bilder             |
| Richard-Wagner-Straße 46 (Standort)                   | Wohnhaus                                            | Dreigeschossiger, traufständiger Putzbau mit Walmdach und Mittelrisalit, in Formen der Neurenaissance, 1872, von Carl Stahlmann und Friedrich Popp | D-4-62-000-309 Wikidata | weitere Bilder             |
| Richard-Wagner-Straße 47 (Standort)                   | Ehemaliges Torhaus                                  | Giebelständiger, eingeschossiger Sandsteinquaderbau mit Halbwalmdach, erste Hälfte 19. Jahrhundert | D-4-62-000-310 Wikidata | weitere Bilder             |
| Richard-Wagner-Straße 47 (Standort)                   | Pfeilerportal                                       | | D-4-62-000-310 Wikidata | BW                         |
| Richard-Wagner-Straße 48 (Standort)                   | Haus Wahnfried, jetzt Richard-Wagner-Museum         | Zweigeschossige Villa in Formen der Neurenaissance, Sandstein, Walmdach, nach persönlichen Vorstellungen von Richard Wagner und ersten Plänen des Berliner Architekten Wilhelm Neumann von Carl Wölfel, 1873–74, Sgraffito an der Außenwand 1874 von Robert Krausse; nach teilweiser Kriegszerstörung 1975–76 rekonstruiert | D-4-62-000-311 Wikidata | weitere Bilder             |
| Richard-Wagner-Straße 48 (Standort)                   | Haus Wahnfried, zugehörig ehemaliges Gärtnerhaus    | Backstein, Walmdach, 1873–74, 1878 umgebaut | D-4-62-000-311 Wikidata | weitere Bilder             |
| Richard-Wagner-Straße 48 (Standort)                   | Haus Wahnfried, Siegfriedbau                        | Zweigeschossiger Sandsteinquaderbau in Formen der Neurenaissance, Entwurf von Carl Wölfel, 1894, erweitert 1932–36 von Hans C. Reissinger Hierzu gehörig Teepavillon und Bassin im Garten | D-4-62-000-311 Wikidata | weitere Bilder             |
| Richard-Wagner-Straße 48 (Standort)                   | Haus Wahnfried, Denkmal König Ludwig II. von Bayern | Von Kaspar Zumbusch, 1875 | D-4-62-000-311 Wikidata | weitere Bilder             |
| Richard-Wagner-Straße 48, im Garten (Standort)        | Haus Wahnfried, Grab von Richard und Cosima Wagner  | Granit, 1873 | D-4-62-000-311 Wikidata | weitere Bilder             |
| Richard-Wagner-Straße 50 (Standort)                   | Villa                                               | Spätklassizistischer, zweigeschossiger Putzbau mit Risalit und Walmdach, 1869 von Friedrich Popp | D-4-62-000-312 Wikidata | weitere Bilder             |
| Richard-Wagner-Straße 52 (Standort)                   | Wohnhaus                                            | Dreigeschossiger, spätklassizistischer Sandsteinquaderbau mit Walmdach, das Erdgeschoss rustiziert, 1874 von Friedrich Popp | D-4-62-000-313 Wikidata | weitere Bilder             |
| Richard-Wagner-Straße 53 (Standort)                   | Wohnhaus                                            | Zweigeschossiger Sandsteinquaderbau mit Satteldach, der rückseitige Anbau Backstein, klassizistisch, erste Hälfte 19. Jahrhundert | D-4-62-000-314 Wikidata | weitere Bilder             |
| Richard-Wagner-Straße 54 (Standort)                   | Eckhaus                                             | Dreigeschossiges Mietshaus auf Sandsteinsockel mit Putzgliederung und Risalit, Walmdach, 1877 von Friedrich Popp | D-4-62-000-523 Wikidata | Eckhaus                    |
| Richard-Wagner-Straße 54 (Standort)                   | Einfriedung                                         | Zwei Sandsteinpfeiler-Portale und Sandstein-Pfeilerzaun mit schmiedeeisernem Gitter, auch an der inneren Grundstücksgrenze | D-4-62-000-523 Wikidata | Einfriedung                |
| Richard-Wagner-Straße 70 (Standort)                   | Villa                                               | Zweigeschossiger Sandsteinbau mit Walmdach, Risalit mit Dreiecksgiebel, in Formen der Neurenaissance, 1879 von Friedrich Popp | D-4-62-000-316 Wikidata | weitere Bilder             |
| Richard-Wagner-Straße 72 (Standort)                   | Villa                                               | Zweigeschossiger Sandsteinbau mit Walmdach in Formen der Neurenaissance, 1880 von Friedrich Popp | D-4-62-000-317 Wikidata | weitere Bilder             |
| Richard-Wagner-Straße 72 (Standort)                   | Einfriedung                                         | Mit Sandstein-Pfeilerportal | D-4-62-000-317 Wikidata | BW                         |
| Richard-Wagner-Straße 77 (Standort)                   | Wohnhaus                                            | Traufständiger, zweigeschossiger Sandsteinquaderbau mit Walmdach und Zwerchhaus, Portal mit gesprengtem Giebel und Kartusche, Mitte 18. Jahrhundert | D-4-62-000-318 Wikidata | weitere Bilder             |
| Richard-Wagner-Straße 77 (Standort)                   | Zwei Pfeilerportale                                 | | D-4-62-000-318 Wikidata | BW                         |
| Riedelsgut 3 (Standort)                               | Wohnhaus                                            | Eingeschossiger Sandsteinquaderbau mit Satteldach, 1796, von Carl Christian Riedel Dazu Gartenhaus mit Tempelfront, 1796 Gartenskulpturen, Mitte 18. Jahrhundert | D-4-62-000-401 Wikidata | BW                         |
| Röntgenstraße 2, 4, 6 (Standort)                      | Ehemaliges Garnisons-Wirtschaftsgebäude/Kasino      | Zweigeschossiger Backsteinbau mit Walmdach und Mittelrisalit, das Obergeschoss verputzt, 1907 | D-4-62-000-447 Wikidata | BW                         |
| Rosenau 1 (Standort)                                  | Eckhaus                                             | Schmales, giebelständiges, zweigeschossiges Wohnhaus mit Satteldach, 17./18. Jahrhundert | D-4-62-000-320 Wikidata | weitere Bilder             |
| Rupprechtstraße 19 (Standort)                         | Ehemaliges Lehrerwohnhaus                           | Dreigeschossiger Walmdachbau auf Sandsteinsockel, Türgewände im Reformstil, 1929 von Hans Schmitz | D-4-62-000-522 Wikidata | BW                         |
| Rupprechtstraße 24 (Standort)                         | Mietshaus                                           | Dreigeschossiger Ziegelsteinbau mit Sandsteinfassade, Mansarddach, barockisierender Jugendstil, um 1905 von Köppel und Häfner | D-4-62-000-322 Wikidata | BW                         |
| Rupprechtstraße 24 (Standort)                         | Sandstein-Pfeilerzaun und Portal                    | | D-4-62-000-322 Wikidata | BW                         |
| Rupprechtstraße 26, 28, 30 (Standort)                 | Mietshausgruppe                                     | Dreigeschossige Putzbauten auf Sandsteinsockel mit Walmdach, erhöhtem Mittelteil und runden Eckerkern, bezeichnet „1922“, von Hans Reissinger | D-4-62-000-323 Wikidata | BW                         |

#### S
| Lage                                                             | Objekt                                                                                   | Beschreibung | Akten-Nr.               | Bild               |
| ---------------------------------------------------------------- | ---------------------------------------------------------------------------------------- | --- | ----------------------- | ------------------ |
| Schloßberglein 1 (Standort)                                      | Katholische Schlosskirche                                                                | Emporensaalbau mit abgerundeten Schmalseiten, zwischen das Gontard-Haus (Schloßberglein 3) und den Ostflügel des Alten Schlosses eingebaut, 1753–56, von Joseph Saint-Pierre, Stuck um 1755 von J. Baptista Pedrozzi, 1862 Beseitigung der Deckengemälde von W. E. Wunder sowie klassizistische Erneuerung des Altars, des Orgelgehäuses und der Bildausstattung, Umgestaltung des Innenraums 1969/70 und 1984, der achtseitige Schlossturm aus Sandsteinquadern, mit rundbogigem Portal, markgräflichem Wappen und Zeltdach, 1565/66 von Caspar Fischer | D-4-62-000-331 Wikidata | weitere Bilder     |
| Schloßberglein 1 (Standort)                                      | Katholische Schlosskirche, Fürstengruft                                                  | Um 1760, von Carl Philipp von Gontard; mit Ausstattung; die Kirche ist Teil des Alten Schlosses | D-4-62-000-331 Wikidata | weitere Bilder     |
| Schloßberglein 3 (Standort)                                      | Katholisches Pfarrhaus,ehemaliges Gontard-Palais                                         | Zweigeschossiger Walmdachbau mit reicher Putzgliederung durch Kolossalpilaster und Bänderrustika, Fenstergewände, frontispizartiges Zwerchhaus zu drei Achsen, 1759–61, von Carl Philipp von Gontard als eigenes Wohnhaus anstelle des abgebrannten Nordtraktes des Alten Schlosses errichtet; im Inneren stark verändert | D-4-62-000-332 Wikidata | weitere Bilder     |
| Schloßhof Birken 27 (Standort)                                   | Schloss Birken, ehemaliges von Steinsches Schloss                                        | Stattlicher Bau mit Walmdach, 1682/92 nach Planung von Charles Philippe Dieussart | D-4-62-000-19 Wikidata  | weitere Bilder     |
| Schloßhof Birken 27 (Standort)                                   | Schloss Birken, Gartenmauer und Pfeilerportal                                            | Durch Pfeiler unterteilt | D-4-62-000-19 Wikidata  | weitere Bilder     |
| Schulstraße 4 (Standort)                                         | Graser-Schule                                                                            | Dreigeschossiger Quaderbau über H-förmigem Grundriss mit Walm- und Satteldach, 1874/75 von Oberbaurat Zernetti in Formen der Neurenaissance | D-4-62-000-337 Wikidata | weitere Bilder     |
| Schulstraße 4 (Standort)                                         | Graser-Schule, zugehörig Büste von Schulrat Dr. J. B. Graser (1766–1841)                 | 1879 von Julius Zumbusch, heute auf dem Parkplatz des Rathauses | D-4-62-000-337 Wikidata | weitere Bilder     |
| Schulstraße 5 (Standort)                                         | Wohnhaus                                                                                 | Zweigeschossiger Sandsteinquaderbau mit Mansarddach, Eckrustika, Mitte 18. Jahrhundert | D-4-62-000-338 Wikidata | weitere Bilder     |
| Schulstraße 5 1/2 (Standort)                                     | Einfriedung                                                                              | Bestehend aus Sandstein-Gartentor mit Balustradenmauer, Mitte 18. Jahrhundert | D-4-62-000-339 Wikidata | Einfriedung        |
| Schulstraße 26 (Standort)                                        | Otto-Rose-Stiftung                                                                       | Zweigeschossiger Backsteinbau mit Sandsteingliederung und Walmdach, die Eckeingänge mit Säulen, die mittige Tafel erinnert an Bau des Hauses mit Mitteln der Otto-Rose-Stiftung, dort bezeichnet „1901“ | D-4-62-000-340 Wikidata | Otto-Rose-Stiftung |
| Schützenplatz (vor dem Graf-Münster-Gymnasium) (Standort)        | Gefallenendenkmal                                                                        | Breitgelagerte Anlage aus Granit, mit zentralem Stein, darauf Ehrenkranz und eisernes Kreuz, 1920, Entwurf von Karl Kummer, bis 1958 als Ehrenmal der „Siebener“ bei der ehemaligen Kaserne an der Leibnizstraße | D-4-62-000-336 Wikidata | weitere Bilder     |
| Schützenplatz 6 (Standort)                                       | Mietshaus (Seniorenheim Altena)                                                          | Dreigeschossiger Putzbau mit Mansarddach, Eckerker mit Türmchen, Jugendstil-Putzdekor und Balkongeländer, bezeichnet „1911“, von Adam Nützel | D-4-62-000-334 Wikidata | weitere Bilder     |
| Schützenplatz 12 (Standort)                                      | Graf-Münster-Gymnasium                                                                   | Dreigeschossiges Schulgebäude auf hakenförmigem Grundriss mit breiten Risaliten, Portal und Mansarddach, bezeichnet „1908–09“, von Bauamtsassessor Branschowsky | D-4-62-000-335 Wikidata | weitere Bilder     |
| Schwindstraße 14, 14 a (Standort)                                | Katholisches Pfarrzentrum St. Hedwig (Hedwigskirche)                                     | Um Innenhof gruppierte Kalkbruchsteinbauten, Kirche als Saalbau mit Apsis, Campanile, 1959–1963 von Emil Steffann und Walter Schilling; mit Ausstattung | D-4-62-000-446 Wikidata | weitere Bilder     |
| Sophienstraße 3 (Standort)                                       | Wohn- und Geschäftshaus                                                                  | Zweigeschossiger, traufständiger Putzbau, das Erdgeschoss massiv, Obergeschoss Fachwerk, 16./17. Jahrhundert | D-4-62-000-343 Wikidata | weitere Bilder     |
| Sophienstraße 4 (Standort)                                       | Wohnhaus                                                                                 | Zweigeschossiger, giebelständiger Putzbau mit kräftiger Gliederung vor allem im Erdgeschoss, 17. Jahrhundert, Keller wohl 15./16. Jahrhundert, 1863 Ladeneinbau | D-4-62-000-344 Wikidata | weitere Bilder     |
| Sophienstraße 6 (Standort)                                       | Wohnhaus                                                                                 | Giebelständiger, zweigeschossiger Putzbau mit Satteldach, Schleppgaube, die Obergeschosse mit profilierten Gewänden, erste Hälfte 17. Jahrhundert, Keller 15./16. Jahrhundert | D-4-62-000-345 Wikidata | weitere Bilder     |
| Sophienstraße 7 (Standort)                                       | Wohn- und Geschäftshaus, ehemalige deutsche Schule und Ärztehaus                         | Dreigeschossiger, traufständiger Putzbau mit neubarockem Fassadenschmuck und Satteldach, 1654, der Erker 1908, Keller 15./16. Jahrhundert | D-4-62-000-346 Wikidata | weitere Bilder     |
| Sophienstraße 8 (Standort)                                       | Wohnhaus                                                                                 | Zweigeschossiger Bau mit Mansarddach, Erker und Rocailleschmuck, Mitte 18. Jahrhundert, Fassade 1909 überarbeitet | D-4-62-000-347 Wikidata | weitere Bilder     |
| Sophienstraße 9 (Standort)                                       | Wohn- und Geschäftshaus                                                                  | Giebelständiger, zweigeschossiger Putzbau, der Giebel Fachwerk, verputzt, 17. Jahrhundert | D-4-62-000-348 Wikidata | weitere Bilder     |
| Sophienstraße 11 (Standort)                                      | Eckhaus                                                                                  | Zweigeschossiger Sandsteinquaderbau mit Walmdach und Zwerchhäusern, 1747, Veränderungen im 18. und 19. Jahrhundert, Keller 16./17. Jahrhundert | D-4-62-000-349 Wikidata | weitere Bilder     |
| Sophienstraße 13 (Standort)                                      | Eckhaus                                                                                  | Zweigeschossiger Putzbau mit Halbwalmdach in Ecklage Sophienstraße/Kämmereigasse, 17. Jahrhundert, wohl um 1800 überformt | D-4-62-000-350 Wikidata | weitere Bilder     |
| Sophienstraße 15 (Standort)                                      | Wohnhaus                                                                                 | Zweigeschossiger Sandsteinquaderbau mit Halbwalmdach, 17. Jahrhundert, profilierte Eingangstür mit Schlussstein, Fassade wohl Mitte 19. Jahrhundert, Keller 16./17. Jahrhundert | D-4-62-000-351 Wikidata | weitere Bilder     |
| Sophienstraße 20 (Standort)                                      | Wohnhaus                                                                                 | Dreigeschossiger, giebelständiger Putzbau, ursprünglich wohl zweigeschossig, im ersten Obergeschoss gotische Fenstergewände, 16./17. Jahrhundert, das zweite Obergeschoss 1876 aufgesetzt, Ladentür 1859, Seitengebäude mit Satteldach, zweigeschossig, wohl 17./18. Jahrhundert | D-4-62-000-353 Wikidata | weitere Bilder     |
| Sophienstraße 22 (Standort)                                      | Wohnhaus (Plassenberger Hofstatt)                                                        | Dreigeschossiger, traufständiger Sandsteinquaderbau mit Satteldach, Rustizierung an Ecken und kreuzgratgewölbtem Durchgang, 16./17. Jahrhundert, im frühen 18. Jahrhundert überformt, das südliche Seitengebäude wohl Ende 17. Jahrhundert/frühes 18. Jahrhundert, der westliche Teil des nördlichen Seitengebäudes von 1889, auf der Stadtmauer erbautes viergeschossiges Rückgebäude des 16./17. Jahrhundert, Anfang 18. Jahrhundert überformt | D-4-62-000-354 Wikidata | weitere Bilder     |
| Sophienstraße 23, 25 (Standort)                                  | Eckhaus                                                                                  | Dreigeschossiger Sandsteinquaderbau mit Walmdach, 1846/47 | D-4-62-000-355 Wikidata | Eckhaus            |
| Sophienstraße 26 (Standort)                                      | Wohnhaus                                                                                 | Zweigeschossiges, traufständiges Satteldachhaus, bezeichnet „1609“, 1853 Umbau im Inneren, das Erdgeschoss 1929 verändert, 1909 Umbau des ersten Obergeschosses, zweigeschossiges nördliches Nebengebäude, 18. Jahrhundert, das südliche Seitengebäude 18./19. Jahrhundert, das auf der Stadtmauer erbaute zweigeschossige, sandsteinerne Rückgebäude 18. Jahrhundert | D-4-62-000-357          | weitere Bilder     |
| Sophienstraße 27 (Standort)                                      | Wohnhaus                                                                                 | Dreigeschossiger, giebelständiger Putzbau, 17./18. Jahrhundert, das zweite Obergeschoss 1861 aufgesetzt | D-4-62-000-358 Wikidata | weitere Bilder     |
| Sophienstraße 32 (Standort)                                      | Ehemaliges Gigoldshaus                                                                   | Breitgelagertes, giebelständiges, zweigeschossiges Wohnhaus mit Schopfwalmdach, 16./17. Jahrhundert, 1930 und 1936 umgebaut, zwei Seitengebäude im Norden und Süden., 18./19. Jahrhundert, das dreigeschossige Rückgebäude auf der Stadtmauer, Sandsteinquader, Walmdach, 17./18. Jahrhundert | D-4-62-000-360 Wikidata | weitere Bilder     |
| Spinnereistraße 7, 9, 11, 13, Carl-Schüller-Straße 54 (Standort) | Ehemalige Neue Spinnerei Bayreuth (NSB)                                                  | Von der ehemaligen Gruppe von Industriebauten (1889 und 1897 von Carl Wölfel) ist nur der C-Bau vorhanden, viergeschossiger Ziegelbau mit Betonskelett und Flachdach, davon ein Teil turmartig überhöht mit Haubendach, 1913 | D-4-62-000-434 Wikidata | weitere Bilder     |
| Spinnereistraße 7, 9, 11, 13, Carl-Schüller-Straße 54 (Standort) | Ehemalige Neue Spinnerei Bayreuth (NSB), zugehörig Kontorgebäude Carl-Schüller-Straße 54 | Zweigeschossiger Massivbau mit Walmdach, Sandsteineinfassungen, 1889, 1925 umgebaut | D-4-62-000-434 Wikidata | BW                 |
| Spitalgasse 6 (Standort)                                         | Eckhaus                                                                                  | Zweigeschossiger, unregelmäßiger Sandsteinbau mit Schopfwalmdach, Sandsteingewände, 17. Jahrhundert | D-4-62-000-361 Wikidata | Eckhaus            |
| Spitalgasse 10 (Standort)                                        | Wohnhaus                                                                                 | Zweigeschossiger, traufständiger Putzbau mit Zwerchhaus und rustiziertem Portal, Satteldach, Obergeschoss Fachwerk verputzt, an der Schwelle bezeichnet „1694“ | D-4-62-000-362 Wikidata | Wohnhaus           |
| Sternplatz (Standort)                                            | Kriegergedächtnisbrunnen, sogenannter Reiterbrunnen                                      | Fünfeckiges Brunnenbecken mit zentraler Stele, darauf Kavallerist, von Hans Reissinger, bezeichnet mit „1922“, Bildhauerarbeiten von Max Wittauer | D-4-62-000-363 Wikidata | weitere Bilder     |
| Sankt-Nikolaus-Straße (Standort)                                 | Brunnen                                                                                  | Rechteckiger Trog mit Stele, neugotisch, um 1900 | D-4-62-000-487 Wikidata | Brunnen            |
| Stuckbergstraße 6 (Standort)                                     | Stadtvilla                                                                               | Zweigeschossiger Putzbau mit Halbwalmdach, Erker mit Pyramidendach und Ziergesprenge, architektonische Gliederungen und Bauzier aus Sandstein, Neobarock, 1904, von J. Georg Steuerlein | D-4-62-000-476 Wikidata | BW                 |
| Stuckbergstraße 6 (Standort)                                     | Stadtvilla                                                                               | Mit Garteneinfriedung und Gartenpavillon in Fachwerkkonstruktion | D-4-62-000-476 Wikidata | BW                 |

#### T
| Lage                       | Objekt                                                           | Beschreibung | Akten-Nr.               | Bild                                                             |
| -------------------------- | ---------------------------------------------------------------- | --- | ----------------------- | ---------------------------------------------------------------- |
| Tunnelstraße 2 (Standort)  | Ehemaliges Landratsamt, jetzt Bayerisches Landesamt für Finanzen | Dreigeschossiger Putzbau mit neuklassizistischer Sandsteingliederung und Walmdach, 1903, von Architekt Strunz, kgl. Landbauamt Bayreuth | D-4-62-000-364 Wikidata | Ehemaliges Landratsamt, jetzt Bayerisches Landesamt für Finanzen |
| Tunnelstraße 13 (Standort) | Ehem. Lokschuppen/Wagenremise der Ostbahnstrecke Weiden-Bayreuth | eineinhalbgeschossiger Satteldachbau mit Werkstein- und Putzfassaden, 1863/65, nach 1880 und nach dem 2. Weltkrieg verändert            | D-4-62-000-676          | Ehem. Lokschuppen/Wagenremise der Ostbahnstrecke Weiden-Bayreuth |

#### U
| Lage                      | Objekt  | Beschreibung                                                              | Akten-Nr.             | Bild |
| ------------------------- | ------- | ------------------------------------------------------------------------- | --------------------- | ---- |
| Unteres Tor 16 (Standort) | Eckhaus | Zweigeschossiger Sandsteinquaderbau mit Satteldach, Mitte 19. Jahrhundert | D-4-62-000-5 Wikidata | BW   |

#### V
| Lage                                     | Objekt                                                                       | Beschreibung | Akten-Nr.               | Bild                    |
| ---------------------------------------- | ---------------------------------------------------------------------------- | --- | ----------------------- | ----------------------- |
| Von-Römer-Straße 5 (Standort)            | Wohnhaus                                                                     | Traufständiger, zweigeschossiger Sandsteinquaderbau mit Zwerchhaus, Ende 18. Jahrhundert, im Kern erstes Viertel 17. Jahrhundert, Keller 16./17. Jahrhundert                                                                                        | D-4-62-000-366 Wikidata | weitere Bilder          |
| Von-Römer-Straße 6, 8, 10, 14 (Standort) | Geschlossene Reihe einheitlich behandelter, dreigeschossiger Traufseithäuser | Sandsteinquader, Satteldach, Nr. 6 von 1747 | D-4-62-000-367 Wikidata | weitere Bilder          |
| Von-Römer-Straße 6, 8, 10, 14 (Standort) | Geschlossene Reihe einheitlich behandelter, dreigeschossiger Traufseithäuser | Sandsteinquader, Satteldach, Nr. 8 von 1756, 1876 Anbau eines Abtritts |                         | weitere Bilder          |
| Von-Römer-Straße 6, 8, 10, 14 (Standort) | Geschlossene Reihe einheitlich behandelter, dreigeschossiger Traufseithäuser | Sandsteinquader, Satteldach, Nr. 10 aus dem 17. Jahrhundert, 1709 aufgestockt, 1876 Umbau | D-4-62-000-367 Wikidata | weitere Bilder          |
| Von-Römer-Straße 6, 8, 10, 14 (Standort) | Geschlossene Reihe einheitlich behandelter, dreigeschossiger Traufseithäuser | Sandsteinquader, Satteldach, Nr. 14 aus dem 18. Jahrhundert, 1878 rückwärtiger Anbau | D-4-62-000-367 Wikidata | weitere Bilder          |
| Von-Römer-Straße 7 (Standort)            | Eckhaus                                                                      | Dreigeschossiger, giebelständiger Sandsteinquaderbau mit Satteldach, bezeichnet „1709“ | D-4-62-000-368 Wikidata | Eckhaus                 |
| Von-Römer-Straße 9 (Standort)            | Eckhaus                                                                      | Dreigeschossiger Sandsteinquaderbau mit Walmdach, 17./18. Jahrhundert, vermutlich 1759 umgebaut, Keller 16./17. Jahrhundert | D-4-62-000-369 Wikidata | Eckhaus                 |
| Von-Römer-Straße 15 (Standort)           | Wohnhaus                                                                     | Langgestreckter, traufständiger Sandsteinbau mit zwei Zwerchhäusern und Satteldach, im Kern 16./17. Jahrhundert, 1874 Fassade verändert, 1889 Erneuerung der Eingangstreppe                                                                         | D-4-62-000-371 Wikidata | Wohnhaus                |
| Von-Römer-Straße 20 (Standort)           | Wohn- und Geschäftshaus                                                      | Zweigeschossiger, traufständiger Sandsteinquaderbau mit Satteldach, 1785 neu aufgebaut, Keller 16./17. Jahrhundert | D-4-62-000-417 Wikidata | Wohn- und Geschäftshaus |
| Von-Römer-Straße 26 (Standort)           | Eckhaus                                                                      | Zweigeschossiger, zur Dammallee dreigeschossiger Sandsteinquaderbau mit Mansarddach, einseitig Walm, 1785, dabei die Hälfte des bestehenden Ravelins überbaut und vermutlich beseitigt, die Keller teils 16./17. Jahrhundert, teils 18. Jahrhundert | D-4-62-000-373 Wikidata | Eckhaus                 |
| Von-Römer-Straße 28 (Standort)           | Wohn- und Geschäftshaus                                                      | Dreigeschossiger, giebelständiger Sandsteinquaderbau mit Satteldach in Ecklage, 17./18. Jahrhundert, dabei Rest der Stadtmauer und Teil des Ravelins überbaut                                                                                       | D-4-62-000-374 Wikidata | weitere Bilder          |

#### W
| Lage | Objekt                                                                  | Beschreibung | Akten-Nr.               | Bild                                                                    |
| --- | ----------------------------------------------------------------------- | --- | ----------------------- | ----------------------------------------------------------------------- |
| Wahnfriedstraße 1 (Standort)                                                                                              | Jean-Paul-Museum                                                        | Villa, mit Mittelrisalit, in Formen der Neurenaissance, 1878, von Carl Wölfel, Kuppel nachträglich aufgesetzt; im Garten Laube, Holz, Satteldach, um 1900 | D-4-62-000-375 Wikidata | weitere Bilder                                                          |
| Wahnfriedstraße 3, 5, 7 (Standort)                                                                                        | Mietshäuser                                                             | Zweigeschossige, symmetrische Häusergruppe in Formen der Neurenaissance mit Walmdach, Mittelrisalit mit Bodenerker, darüber Balkon, von Carl Wölfel, bezeichnet „1877“ | D-4-62-000-376 Wikidata | Mietshäuser                                                             |
| Wahnfriedstraße 3, 5, 7 (Standort)                                                                                        | Einfriedung                                                             | Aus Sandsteinpfeilern und Portal | D-4-62-000-376 Wikidata | BW                                                                      |
| Wahnfriedstraße 9 (Standort)                                                                                              | Franz-Liszt-Haus und Franz-Liszt-Museum                                 | Zweigeschossiger Backsteinbau mit Walmdach und Risalit, 1877 von Carl Wölfel, 1945 Kriegsschäden, Büste Franz Liszts von Johann Jakob Silbernagel, 1878, seit 2002 dort | D-4-62-000-377 Wikidata | weitere Bilder                                                          |
| Wahnfriedstraße 9 (Standort)                                                                                              | Sandsteinpfeiler-Zaun und Portal                                        | | D-4-62-000-377 Wikidata | weitere Bilder                                                          |
| Walkürenstraße 2, 4 (Standort)                                                                                            | Doppelwohnhaus                                                          | Symmetrisch angelegter, zweigeschossiger, gründerzeitlicher Putzbau mit Walmdach und Zwerchhäusern, Schwebegiebel, Balkone mit bauzeitlichen Geländern, 1899 von J. P. Schäferlein                                                                                                | D-4-62-000-378 Wikidata | Doppelwohnhaus                                                          |
| Walkürenstraße 2, 4 (Standort)                                                                                            | Zwei Sandsteinpfeiler-Portale und Zaun                                  | | D-4-62-000-378 Wikidata | BW                                                                      |
| Weiherstraße (Standort)                                                                                                   | Sandsteinsäule zur Markierung der Stadtgrenze                           | Mit Bayreuther Stadtwappen und Inschrift, 1984 | D-4-62-000-472 Wikidata | BW                                                                      |
| Wilhelm-Busch-Straße 5 (Standort)                                                                                         | Ehemalige Chevaulegerskaserne                                           | Hauptgebäude, dreiflügelige historistische Anlage mit dreigeschossigem Mittelbau und je viergeschossigen Querktrakten, zweifarbiges Ziegelmauerwerk und Walm- bzw. Satteldach, Eingang zur Pottensteiner Straße rundbogig mit Mittelsäule, bezeichnet „1903“                      | D-4-62-000-481 Wikidata | BW                                                                      |
| Wilhelm-Busch-Straße 5, Leibnizstraße 5, 7, Ludwig-Thoma-Straße 11, 11 a, 13, Pottensteiner Straße 6, 6 a, 6 b (Standort) | Ehemalige Chevaulegerskaserne, zugehörig Reithalle                      | Eingeschossiger Backsteinbau mit Satteldach, Pilastergliederung und Okulus; Pferdekrankenstall, eingeschossiger Backsteinbau; Nebengebäude (Remisen, Ställe, Einfriedung), Backsteinbauten, an der Pottensteiner Straße, Leibnizstraße und Ludwig-Thoma-Straße                    | D-4-62-000-481 Wikidata | BW                                                                      |
| Wilhelminenstraße 7 (Standort)                                                                                            | Ehemaliges Offizierskasino, jetzt Amtsgericht                           | Dreigeschossiger Sandsteinquaderbau mit Mittel- und Seitenrisaliten und Mansarddach, barockisierender Jugendstil, 1894 von Garnisons-Bauinspektor Wibelitz | D-4-62-000-379 Wikidata | BW                                                                      |
| Wilhelminenstraße 7 (Standort)                                                                                            | Sandstein-Portal und Sandsteinmauer                                     | | D-4-62-000-379 Wikidata | BW                                                                      |
| Wilhelminenstraße 9 (Standort)                                                                                            | Hochschule für evangelische Kirchenmusik und ehemaliges Predigerseminar | Mehrflügelige Anlage mit Walmdächern und verputzten Lochfassaden, Innenhof, 1952–53 von Karl Kummer, 2008 Abbruch des Gebäudeteils Predigerseminar | D-4-62-000-462 Wikidata | Hochschule für evangelische Kirchenmusik und ehemaliges Predigerseminar |
| Wilhelminenstraße 9 (Standort)                                                                                            | Sandsteinpfeiler-Einfriedung und Mauer                                  | | D-4-62-000-462 Wikidata | BW                                                                      |
| Wilhelmsplatz 1, 3, 5 (Standort)                                                                                          | Mietshausgruppe                                                         | Viergeschossige, gründerzeitliche Putzbauten mit Sandsteinelementen und Walmdach, das vierte Obergeschoss nachträglich aufgesetzt, Nr. 1 mit Eckerker, in Formen der Neurenaissance, 1880 von J. P. Schäferlein                                                                   | D-4-62-000-381 Wikidata | BW                                                                      |
| Wittelsbacherring 9 (Standort)                                                                                            | Richard-Wagner-Gymnasium                                                | Dreigeschossiger Bau mit Ziergiebel über hakenförmigem Grundriss mit Walm- und Satteldächern, in Formen der Neurenaissance, 1906–08 von Stadtbaurat Hans Schlee | D-4-62-000-382 Wikidata | weitere Bilder                                                          |
| Wittelsbacherring 11 (Standort)                                                                                           | Versicherungsgebäude                                                    | Dreigeschossiger Eckbau aus Sandsteinquadern mit Walmdach in Formen des Neubarock, 1902–03 unter Stadtbaurat Hans Schlee | D-4-62-000-177 Wikidata | Versicherungsgebäude                                                    |
| Wittelsbacherring 22 (Standort)                                                                                           | Justizpalast                                                            | Monumentaler dreigeschossiger Sandsteinquaderbau über L-förmigem Grundriss mit Mansarddach und Pavillongliederung, in Formen des Neubarock und barockisierenden Jugendstiles, bezeichnet „1901–04“, Landbauamt Bayreuth mit Fröhlich, Strunz und Schäffer, Bildhauer Martin Mösch | D-4-62-000-176 Wikidata | weitere Bilder                                                          |
| Wittelsbacherring 22 (Standort)                                                                                           | Sandstein-Einfriedung                                                   | | D-4-62-000-176 Wikidata | BW                                                                      |
| Wölfelstraße 1 (Standort)                                                                                                 | Mietshaus                                                               | Viergeschossiger Gründerzeitbau in barockisierenden Formen mit Satteldach, das Erdgeschoss rustiziert, innerhalb der Pilastergliederung der Obergeschosse zwei Balkone, von Carl Wölfel, 1896                                                                                     | D-4-62-000-383 Wikidata | Mietshaus                                                               |
| Wölfelstraße 1 a (Standort)                                                                                               | Mietshaus                                                               | Viergeschossiger Sandsteinbau in barockisierenden Formen, das Erdgeschoss rustiziert, der Balkon im zweiten Obergeschoss säulengerahmt, von Carl Wölfel, um 1900 | D-4-62-000-384 Wikidata | Mietshaus                                                               |
| Wölfelstraße 2 (Standort)                                                                                                 | Eckhaus, ehemaliges Bankhaus, jetzt Forstdirektion                      | Dreigeschossiger Sandsteinquaderbau mit Mansardwalmdach, der Eckpavillon überkuppelt, das Portal mit Hermenpilastern, barockisierender Jugendstil, nach Plänen von Hofbaurat Eugen Drollinger, Bildhauer Martin Mösch und Gottlieb Eigensatz, 1905–1908                           | D-4-62-000-385 Wikidata | weitere Bilder                                                          |
| Wölfelstraße 4 (Standort)                                                                                                 | Mietshaus                                                               | Viergeschossiger Putzbau mit Erker und Zwerchhaus, von den Gebrüdern Wölfel, am zweiten Obergeschoss bezeichnet „1908“ | D-4-62-000-386 Wikidata | Mietshaus                                                               |
| Wölfelstraße 6 (Standort)                                                                                                 | Mietshaus                                                               | Viergeschossiger Putzbau mit Erker und Zwerchhaus, Jugendstil, von den Gebrüdern Wölfel, 1908 | D-4-62-000-387 Wikidata | Mietshaus                                                               |
| Wölfelstraße 8 (Standort)                                                                                                 | Mietshaus                                                               | Viergeschossiger Putzbau mit Erker und Zwerchhaus, aufwendig gegliedert, Mansarddach, von den Gebrüdern Wölfel, 1908/09 | D-4-62-000-388 Wikidata | Mietshaus                                                               |

### Aichig
| Lage                      | Objekt                                         | Beschreibung                                                                                   | Akten-Nr.               | Bild           |
| ------------------------- | ---------------------------------------------- | ---------------------------------------------------------------------------------------------- | ----------------------- | -------------- |
| Polarstraße 10 (Standort) | Wohnhaus                                       | Zweigeschossiger Sandsteinquaderbau mit Walmdach, Portal mit Dreiecksgiebel, bezeichnet „1730“ | D-4-62-000-390 Wikidata | weitere Bilder |
| B 22 (Standort)           | Sandstein-Säule zur Markierung der Stadtgrenze | Mit Bayreuther Stadtwappen und Inschrift, Sandstein, 1939                                      | D-4-62-000-510          | BW             |

### Colmdorf
| Lage                      | Objekt             | Beschreibung | Akten-Nr.               | Bild           |
| ------------------------- | ------------------ | --- | ----------------------- | -------------- |
| Colmdorf 8 (Standort)     | Ehemaliges Schloss | Zweigeschossige Dreiflügelanlage aus Sandsteinquadern mit Walmdächern, repräsentative Gartenfront mit Lisenengliederung und Portalbalkon, 1754–59, 1759 durch Markgräfin Sophie Caroline Marie Anbau der beiden Seitenflügel vermutlich von Rudolf Heinrich Richter, anschließend Scheune mit davor gebautem Pfeilerpaar mit Trophäen, seitlich Sandstein-Balustrade | D-4-62-000-391 Wikidata | weitere Bilder |
| Colmdorf 8 (Standort)     | Ehemaliges Schloss | Gartenmauer mit Balustrade und Gärtnerhäuschen | D-4-62-000-391 Wikidata | BW             |
| Colmdorf 8 (Standort)     | Ehemaliges Schloss | Zwei Pfeilerportale mit Trophäen, ein Pfeilerpaar an der ehemaligen Einfahrt Königsallee | D-4-62-000-391 Wikidata | BW             |
| Königsallee 55 (Standort) | Wohnhaus           | Eingeschossiger Sandsteinquaderbau mit Walmdach, 18. Jahrhundert | D-4-62-000-165 Wikidata | Wohnhaus       |

### Eremitage
| Lage                 | Objekt                                                                                       | Beschreibung | Akten-Nr.               | Bild           |
| -------------------- | -------------------------------------------------------------------------------------------- | --- | ----------------------- | -------------- |
| Eremitage (Standort) | Eremitage, ausgedehnte Gartenanlagen                                                         | Im 17. Jahrhundert Tierpark, zu Beginn des 18. Jahrhunderts Einsiedelei, danach Lustgarten der markgräflichen Hofhaltung | D-4-62-000-392 Wikidata | weitere Bilder |
| Eremitage (Standort) | Eremitage, Altes Schloss                                                                     | Vierflügelanlage mit Saalbau und Eckpavillons im Norden, Grottenhaus im Süden, die Verbindungstrakte Eremitenzellen enthaltend, 1715–18 von Johann David Räntz, die nördlichen Eckpavillons 1736–44 angefügt; mit Ausstattung | D-4-62-000-392 Wikidata | weitere Bilder |
| Eremitage (Standort) | Eremitage, Neues Schloss, ursprünglich Menagerie, dann Lustschloss                           | Oktogonaler Kuppelpavillon, umrahmt von zwei viertelkreisförmigen Arkadenflügeln, mit Glasfluss inkrustiert | D-4-62-000-392 Wikidata | weitere Bilder |
| Eremitage (Standort) | Eremitage, vor dem Neuen Schloss: Bassin mit Tritonengruppen                                 | Sandstein, 1750/52, die Anlage ursprünglich durch Treillagengänge zum geschlossenen Oval ergänzt, 1749–53 von Joseph Saint-Pierre, die Plastik von Johann Gabriel Räntz und Johann Schnegg; mit Ausstattung                   | D-4-62-000-392 Wikidata | weitere Bilder |
| Eremitage (Standort) | Eremitage, Untere Grotte                                                                     | Wasserbassin mit Nymphen- und Delphinengruppen, auf zwei Seiten durch Grottenarkaden umrahmt, um 1745 von Joseph Saint-Pierre, die Plastik von Johann David und Johann Lorenz Räntz                                           | D-4-62-000-392 Wikidata | weitere Bilder |
| Eremitage (Standort) | Eremitage, Vogelhaus                                                                         | Oktogonaler Pavillon, Mitte 18. Jahrhundert | D-4-62-000-392 Wikidata | weitere Bilder |
| Eremitage (Standort) | Eremitage, Eremitage des Markgrafen Friedrich                                                | 18. Jahrhundert, jetzt ruinös | D-4-62-000-392 Wikidata | weitere Bilder |
| Eremitage (Standort) | Eremitage, Parnass                                                                           | 1743 von Joseph Saint-Pierre, Parnass, Grottenhügel in Form einer kreuzförmigen Triumphpforte, ehemals mit Figuren besetzt, Mitte 18. Jahrhundert                                                                             | D-4-62-000-392 Wikidata | weitere Bilder |
| Eremitage (Standort) | Eremitage, Grabmal des Lieblingshundes der Markgräfin Wilhelmine in Form einer antiken Ruine | Mitte 18. Jahrhundert und Einsiedeleikapelle des Herzogs Pius in Bayern († 1823), kleiner holzbeschlagener Bau mit Satteldach                                                                                                 | D-4-62-000-392 Wikidata | weitere Bilder |
| Eremitage (Standort) | Eremitage, ehemaliger Marstall. jetzt Wirtschaftsgebäude                                     | Langgestreckter, zweigeschossiger Sandsteinquaderbau mit Eckrisaliten und Walmdach, erste Hälfte 18. Jahrhundert | D-4-62-000-392 Wikidata | weitere Bilder |
| Eremitage (Standort) | Eremitage, Wasserturm                                                                        | Dreigeschossiger Sandsteinquaderbau mit Fachwerkobergeschoss und Zeltdach, erste Hälfte 18. Jahrhundert | D-4-62-000-392 Wikidata | weitere Bilder |
| Eremitage (Standort) | Eremitage, Schloss Monplaisir                                                                | Zweigeschossiger Putzbau mit Walmdach aus der ersten Bauzeit der Eremitage, um 1720, das Parterre vor der Front des Schlösschens wurde Ende 18. Jahrhundert durch einen Lindensaal ersetzt                                    | D-4-62-000-392 Wikidata | weitere Bilder |
| Eremitage (Standort) | Eremitage, Drachenhöhle                                                                      | Grotte aus Sandsteinquadern, an den Gewänden Rocailleornamente und Fabeltiere | D-4-62-000-392 Wikidata | weitere Bilder |
| Eremitage (Standort) | Eremitage, Wächterhaus                                                                       | Sandsteinquaderbau mit Satteldach, Anfang 19. Jahrhundert | D-4-62-000-392 Wikidata | weitere Bilder |
| Eremitage (Standort) | Eremitage, Nördlicher und südlicher Treillagepavillon                                        | Im 19. Jahrhundert als point de vue an Stelle des zwischen 1745 und 1748 gebauten sogenannten Prinzessinnenhauses errichtet                                                                                                   | D-4-62-000-392 Wikidata | BW             |
| Eremitage (Standort) | Eremitage, Alte Ökonomie                                                                     | 19. Jahrhundert | D-4-62-000-392 Wikidata | BW             |
| Eremitage (Standort) | Eremitage, ehemaliges Hofgärtnerhaus                                                         | Frühes 18. Jahrhundert | D-4-62-000-392 Wikidata | weitere Bilder |
| Eremitage (Standort) | Eremitage, Park                                                                              | Mit Auwiesen bis zum Roten Main, Robinienallee und Wiesenflächen | D-4-62-000-392 Wikidata | BW             |

### Friedrichsthal
| Lage                                   | Objekt                                                         | Beschreibung | Akten-Nr.               | Bild                                                           |
| -------------------------------------- | -------------------------------------------------------------- | --- | ----------------------- | -------------------------------------------------------------- |
| Friedrichsthal 6, 8 (Standort)         | Ehemalige Spinnerei und Weberei Bayreuth, Wohngebäude          | Zweigeschossiger Putzbau mit Walmdach, Balkonvorbau auf Säulen, 1845                                                          | D-4-62-000-429 Wikidata | Ehemalige Spinnerei und Weberei Bayreuth, Wohngebäude          |
| Friedrichsthal 6, 8 (Standort)         | Ehemalige Spinnerei und Weberei Bayreuth, Magazingebäude       | Sandsteinquaderbau mit Satteldach, sowie Pforte, eingeschossiger Bau aus Sandsteinquadern mit Walmdach, Mitte 19. Jahrhundert | D-4-62-000-429 Wikidata | BW                                                             |
| Friedrichsthal 6, 8 (Standort)         | Ehemalige Spinnerei und Weberei Bayreuth, Sandstein-Torpfeiler | | D-4-62-000-429 Wikidata | Ehemalige Spinnerei und Weberei Bayreuth, Sandstein-Torpfeiler |
| Warmensteinacher Straße 128 (Standort) | Sandstein-Pfeilerportal                                        | Mit Vasenbekrönung und Gartenskulpturen, Mitte 18. Jahrhundert                                                                | D-4-62-000-399 Wikidata | BW                                                             |

### Fürsetz
| Lage                           | Objekt    | Beschreibung                                                                       | Akten-Nr.               | Bild      |
| ------------------------------ | --------- | ---------------------------------------------------------------------------------- | ----------------------- | --------- |
| Fürsetzer Straße 50 (Standort) | Bauernhof | Zweigeschossiges Bauernhaus aus Sandsteinquadern mit Satteldach, bezeichnet „1860“ | D-4-62-000-393 Wikidata | Bauernhof |
| Fürsetzer Straße 50 (Standort) | Bauernhof | Backhaus, 18./19. Jahrhundert                                                      | D-4-62-000-393 Wikidata | BW        |

### Geigenreuth
| Lage                       | Objekt      | Beschreibung                                                                                         | Akten-Nr.               | Bild     |
| -------------------------- | ----------- | --- | ----------------------- | -------- |
| Geigenreuth 1 (Standort)   | Villa       | Eingeschossiger Bau aus Sandsteinquadern mit Eckerker und Mansarddach, um 1910                       | D-4-62-000-394 Wikidata | Villa    |
| Geigenreuth 1 (Standort)   | Einfriedung | Sandsteinmauer mit Pfeilern                                                                          | D-4-62-000-394 Wikidata | BW       |
| Geigenreuth 2 a (Standort) | Wohnhaus    | Dreigeschossiger Sandsteinquaderbau mit Staffelgiebeln und Satteldach, zweite Hälfte 19. Jahrhundert | D-4-62-000-395 Wikidata | Wohnhaus |

### Grunau
| Lage                  | Objekt     | Beschreibung | Akten-Nr.               | Bild       |
| --------------------- | ---------- | --- | ----------------------- | ---------- |
| Gut Grunau (Standort) | Gut Grunau | Eingeschossiges Wohnhaus mit Halbwalmdach, Wappenrelief bezeichnet 1813; Umfassungsmauer mit Eckturm, wohl 18. Jahrhundert | D-4-62-000-396 Wikidata | Gut Grunau |
| Gut Grunau (Standort) | Gut Grunau | Wirtschaftsgebäude/Pferdestall, eingeschossiger Sandsteinquaderbau mit Satteldach, innen gewölbt                           | D-4-62-000-396 Wikidata | BW         |
| Gut Grunau (Standort) | Gut Grunau | Nebengebäude, eingeschossiger Putzbau mit Satteldach und kleinem Dachreiter                                                | D-4-62-000-396 Wikidata | BW         |
| Gut Grunau (Standort) | Gut Grunau | Sandstein-Sarkophag für Franz von Arnim und Georg von Bülow um 1840                                                        | D-4-62-000-396 Wikidata | BW         |

### Hölzleinsmühle
| Lage                                                             | Objekt                          | Beschreibung | Akten-Nr.               | Bild |
| ---------------------------------------------------------------- | ------------------------------- | --- | ----------------------- | --- |
| Eremitagestraße (Standort)                                       | Brücke über den Roten Main      | Aus Sandsteinquadern, 18. Jahrhundert                                                                                                | D-4-62-000-51 Wikidata  | weitere Bilder |
| Eremitagestraße (nahe der Brücke über den Roten Main) (Standort) | Kilometerstein                  | Säule, Sandstein, um 1930 | D-4-62-000-512 Wikidata | [[Vorlage:Bilderwunsch/code!/C:49.95165,11.60525!/D:Eremitagestraße (nahe der Brücke über den Roten Main), Kilometerstein!/\|BW]] |
| Hölzleinsmühle 1 (Standort)                                      | Hölzleinsmühle, ehemalige Mühle | Zweigeschossiger Putzbau mit Walmdach, 18. Jahrhundert, eingeschossiges Nebengebäude mit Halbwalmdach und Hochlaube, 18. Jahrhundert | D-4-62-000-397 Wikidata | weitere Bilder |

### Krugshof
| Lage                       | Objekt         | Beschreibung                                                                   | Akten-Nr.               | Bild |
| -------------------------- | -------------- | ------------------------------------------------------------------------------ | ----------------------- | ---- |
| Erlacker (Standort)        | Kilometerstein | Säule, Sandstein, 1939                                                         | D-4-62-000-511 Wikidata | BW   |
| Krugshofer Holz (Standort) | Sandsteinsäule | Zur Markierung der Stadtgrenze, mit Bayreuther Stadtwappen und Inschrift, 1939 | D-4-62-000-474 Wikidata | BW   |

### Laineck
| Lage                       | Objekt                     | Beschreibung | Akten-Nr.               | Bild                       |
| -------------------------- | -------------------------- | --- | ----------------------- | -------------------------- |
| Denkmalstraße (Standort)   | Kriegerdenkmal             | Einfache rustizierte Sandsteinsockel mit eingefügten Schrifttafeln, dreistufiges Podest mit gepflastertem Vorplatz, 1924 | D-4-62-000-485 Wikidata | weitere Bilder             |
| Schloßstraße 22 (Standort) | Ehemaliges Schloss Laineck | Zweigeschossiger Putzbau mit Walmdach, Anfang 18. Jahrhundert                                                            | D-4-62-000-398 Wikidata | Ehemaliges Schloss Laineck |

### Meyernberg
| Lage                                   | Objekt                                                          | Beschreibung | Akten-Nr.               | Bild                                                            |
| -------------------------------------- | --------------------------------------------------------------- | --- | ----------------------- | --------------------------------------------------------------- |
| Meyernberger Straße 54 (Standort)      | Ehemaliger Gutshof, heute Stadtgartenamt                        | Langgestreckter, zweigeschossiger Sandsteinquaderbau mit Walmdach, 17./18. Jahrhundert mit rechtwinklig angebauter Scheune, diese mit Halbwalmdach und kleinem Dachreiter, 1806 | D-4-62-000-400 Wikidata | weitere Bilder                                                  |
| Meyernberger Straße 54 (Standort)      | Ehemaliger Gutshof                                              | Pfeilerportal | D-4-62-000-400 Wikidata | Ehemaliger Gutshof                                              |
| Meyernberger Straße 54 (Standort)      | Ehemaliger Gutshof, im Hof Obeliskenbrunnen                     | Erste Hälfte 19. Jahrhundert | D-4-62-000-400 Wikidata | weitere Bilder                                                  |
| Nähe Meyernberger Straße 54 (Standort) | Kriegerdenkmal für die Gefallenen des Ersten Weltkriegs 1914–18 | Granitstele mit Ordenskreuz, 1922, 1962 erweitert für die Gefallenen des Zweiten Weltkriegs 1939–45                                                                             | D-4-62-000-458 Wikidata | Kriegerdenkmal für die Gefallenen des Ersten Weltkriegs 1914–18 |

### Oberkonnersreuth
| Lage                                                                                        | Objekt                                 | Beschreibung | Akten-Nr.               | Bild                                   |
| ------------------------------------------------------------------------------------------- | -------------------------------------- | --- | ----------------------- | -------------------------------------- |
| Oberkonnersreuther Straße 6, 6 a, 6 b, 6 c, 6 d, 6 e, Nürnberger Straße 102, 104 (Standort) | Ehemalige Brauerei und Brauereigasthof | Zweigeschossiger Backsteinbau mit Halbwalmdach und Ziergiebel, bezeichnet „1888“, Saalbau, eineinhalbgeschossiger Backsteinbau mit Halbwalmdach und Vorhalle mit Gusseisensäulen | D-4-62-000-430 Wikidata | Ehemalige Brauerei und Brauereigasthof |
| Oberkonnersreuther Straße 6, 6 a, 6 b, 6 c, 6 d, 6 e, Nürnberger Straße 102, 104 (Standort) | Ehemalige Brauerei und Brauereigasthof | Biergarten | D-4-62-000-430 Wikidata | Ehemalige Brauerei und Brauereigasthof |
| Oberkonnersreuther Straße 6, 6 a, 6 b, 6 c, 6 d, 6 e, Nürnberger Straße 102, 104 (Standort) | Ehemalige Brauerei und Brauereigasthof | Zugehörig Brauereigebäudegruppe mit Schlot, Sandsteinquader und Ziegel, Mitte 19. Jahrhundert und bezeichnet „1873“                                                              | D-4-62-000-430 Wikidata | BW                                     |
| Oberkonnersreuther Straße 6, 6 a, 6 b, 6 c, 6 d, 6 e, Nürnberger Straße 102, 104 (Standort) | Ehemalige Brauerei und Brauereigasthof | Zugehörig gegenüber liegender Lager- und Kühlbau mit Abluftkaminen, Backstein und Pultdach                                                                                       | D-4-62-000-430 Wikidata | BW                                     |
| Teichweg (Standort)                                                                         | Kriegerdenkmal                         | Für die Gefallenen im Ersten Weltkrieg 1914–18, Granit-Postament mit bayerischem Löwen, 1924 von Ludwig Zahn                                                                     | D-4-62-000-460 Wikidata | BW                                     |

### Oberpreuschwitz
| Lage                            | Objekt                                                           | Beschreibung                                                     | Akten-Nr.               | Bild           |
| ------------------------------- | ---------------------------------------------------------------- | ---------------------------------------------------------------- | ----------------------- | -------------- |
| Preuschwitzer Straße (Standort) | Kriegerdenkmal für die Gefallenen des Ersten Weltkrieges 1914–18 | Granitpfeiler, mit seitlichen Tafeln, 1922, zwischen zwei Linden | D-4-62-000-461 Wikidata | weitere Bilder |

### Oberthiergarten
| Lage                                  | Objekt                                    | Beschreibung | Akten-Nr.               | Bild           |
| ------------------------------------- | ----------------------------------------- | --- | ----------------------- | -------------- |
| Oberthiergärtner Straße 36 (Standort) | Schloss Thiergarten                       | Jetzt Schule, unvollendete Anlage über der Form des Kreuzes des Roten Adlerordens, mittleres Oktogon mit Glockendach und eingeschossiger Westflügel, 1715–20, von Johann David Räntz, mit Ausstattung, Stuckausstattung von Andrea Domenico Cadenazzi, um 1720 | D-4-62-000-416 Wikidata | weitere Bilder |
| Oberthiergärtner Straße 36 (Standort) | Schloss Thiergarten, Sandstein-Torpfeiler | | D-4-62-000-416 Wikidata | weitere Bilder |

### Rollwenzelei
| Lage                      | Objekt       | Beschreibung                                                                     | Akten-Nr.               | Bild           |
| ------------------------- | ------------ | -------------------------------------------------------------------------------- | ----------------------- | -------------- |
| Königsallee 84 (Standort) | Rollwenzelei | Eingeschossiges Wohnhaus mit Mansardgiebeldach, 18. Jahrhundert; Jean-Paul-Stube | D-4-62-000-402 Wikidata | weitere Bilder |

### Saas
| Lage                                 | Objekt         | Beschreibung                                                    | Akten-Nr.               | Bild |
| ------------------------------------ | -------------- | --------------------------------------------------------------- | ----------------------- | ---- |
| Kleine Ebene; Saaser Berg (Standort) | Sandsteinsäule | Mit Stadtwappen zur Markierung der Stadtgrenze, Sandstein, 1939 | D-4-62-000-470 Wikidata | BW   |

### Sankt Georgen
| Lage | Objekt                                                                             | Beschreibung | Akten-Nr.               | Bild           |
| --- | ---------------------------------------------------------------------------------- | --- | ----------------------- | -------------- |
| Bernecker Straße 11 (Standort)                                                                                            | Ehemaliges Leers’sches Waisenhaus, jetzt Deutsches Schreibmaschinenmuseum          | Zweigeschossiger Putzbau mit Sandsteingliederung und Walmdach, barockisierend, bezeichnet „1901“ - siehe auch Christoph Friedrich Leers | D-4-62-000-18 Wikidata  | weitere Bilder |
| Brandenburger Straße (Standort)                                                                                           | Obeliskenbrunnen                                                                   | Quadratisches Brunnenbecken aus Sandstein mit zentralem Obelisken, flache Sandsteingliederung, um 1800 | D-4-62-000-30 Wikidata  | weitere Bilder |
| Brandenburger Straße 2 (Standort)                                                                                         | Wohnhaus                                                                           | Zweieinhalbgeschossiger Sandsteinquaderbau mit Seitenrisaliten und Walmdach, in klassizisierenden Formen, 1883, von Carl Wölfel; Granit-Pfeilerportal | D-4-62-000-24 Wikidata  | weitere Bilder |
| Brandenburger Straße 30 (Standort)                                                                                        | Wohnhaus                                                                           | Zweigeschossiger Sandsteinquaderbau mit Walmdach, kleine Treppe mit Portal, zwei zweigeschossige Anbauten aus Sandstein mit Walm- bzw. Satteldach; flankierendes Pfeilerportal, Mitte 18. Jahrhundert | D-4-62-000-26 Wikidata  | weitere Bilder |
| Brandenburger Straße 32 (Standort)                                                                                        | Wohnhaus                                                                           | Zweigeschossiger Sandsteinquaderbau mit Walmdach, rustiziertem Portal sowie Pilastergliederung und Eckrustizierung, erste Hälfte 18. Jahrhundert, 1760 durch Carl Philipp von Gontard umgestaltet, zweigeschossiger Seitenflügel mit Walmdach | D-4-62-000-27 Wikidata  | weitere Bilder |
| Brandenburger Straße 32 (Standort)                                                                                        | Sandstein-Portal                                                                   | Rundbogig | D-4-62-000-27 Wikidata  | BW             |
| Brandenburger Straße 36, Riedelsberger Weg 2 (Standort)                                                                   | Wohnhaus                                                                           | Zweigeschossiger Sandsteinquaderbau in klassizisierenden Formen mit Walmdach, Eckrustika, über dem Portal Sandsteinbalkon auf Säulen, mit unregelmäßigem, zweigeschossigen Anbau mit Walmdach und Eckrustika am Riedelsberger Weg 2 | D-4-62-000-29 Wikidata  | weitere Bilder |
| Brandenburger Straße 36, Riedelsberger Weg 2 (Standort)                                                                   | Sandstein-Mauer                                                                    | | D-4-62-000-29 Wikidata  | BW             |
| Hinter der Kirche 5 (Standort)                                                                                            | Ehem. Wohnstallhaus                                                                | eingeschossiger Massivbau in Ecklage mit Satteldach, Wohnteil 1724 im Auftrag von Markgraf Georg Wilhelm für den Regiments-Tambour Joh. Heinr. Gebelein errichtet, Stall später ergänzt und 1835/36 nach Brand wiederaufgebaut, Putzfassade mit Faschen und Keilstein im Türrahmen später. | D-4-62-000-679 Wikidata | BW             |
| Hinter der Kirche 15 (Standort)                                                                                           | Friedhof St. Georgen mit Eingangstor                                               | Um 1715, von Elias Räntz und Friedhofsmauer; Gruftgehäuse, Mitte 18. Jahrhundert; Grabdenkmäler des 18. Jahrhunderts | D-4-62-000-104 Wikidata | weitere Bilder |
| Kellerstraße 1, 1 a, 2, 3, 4, 5, 6, 6 1/2, 7, 8, 9, 10, 11, 12, 12 1/2, 13, 14, 15, 16, 17, 17 1/2, 22, 24, 26 (Standort) | Felsenkeller in St. Georgen, sogenannter „Stern von St. Georgen“                   | weitläufige sternförmig in den Fels getriebene Stollenanlagen, Hof mit Treppenabgängen, 17. /18. Jahrhundert | D-4-62-000-424 Wikidata | BW             |
| Sankt Georgen 1, 3, 5 (Standort)                                                                                          | Gravenreuther Stift                                                                | Evangelische Stiftskirche und flankierende zweigeschossige Sandsteinquaderbauten mit Mansarddächern, 1741–42, von Johann Georg Weiss, Stiftskirche mit vor die Bauflucht tretendem Risalit, Lisenengliederung, Portal mit Dreiecksgiebel, darin Stifterwappen und Inschrift, bezeichnet 1742; mit Ausstattung, das Deckengemälde von Friedrich Marian Herold, 1743/44, Stuck von Jeremias Francesco Andrioli, 1744, Kanzelaltar 1743/44 mit Schnitzfiguren von Johann Jeremias Martini, 1743 | D-4-62-000-324 Wikidata | weitere Bilder |
| Sankt Georgen 9 (Standort)                                                                                                | Gasthof                                                                            | Zweigeschossiger Sandsteinquaderbau mit Walmdach, Gesims, 1709 | D-4-62-000-325 Wikidata | BW             |
| Sankt Georgen 9 (Standort)                                                                                                | Gasthof                                                                            | Sandstein-Pfeilerportal | D-4-62-000-325 Wikidata | BW             |
| Sankt Georgen 11 (Standort)                                                                                               | Wohn- und Geschäftshaus                                                            | Zweigeschossiger Sandsteinquaderbau mit Walmdach, Portal, spätere Veränderung durch Zwerchhaus und Schaufensteröffnungen, 1709 | D-4-62-000-326 Wikidata | BW             |
| Sankt Georgen 11 (Standort)                                                                                               | Sandstein-Pfeilerportal                                                            | 1709 | D-4-62-000-326 Wikidata | BW             |
| Sankt Georgen 13 (Standort)                                                                                               | Wohn- und Geschäftshaus                                                            | Zweigeschossiger Sandsteinquaderbau mit Walmdach, Gesims, am Obergeschoss Eckrustizierung, 1708, bezeichnet „1782“ | D-4-62-000-327 Wikidata | BW             |
| Sankt Georgen 27, 29 (Standort)                                                                                           | Ehemaliges Rathaus                                                                 | Sandsteinquaderbau auf U-förmigem Grundriss mit Walmdach, mittlerem Zwerchhausrisalit und Dachreiter, 1703 | D-4-62-000-328 Wikidata | weitere Bilder |
| Sankt Georgen 42 (Standort)                                                                                               | Wohn- und Geschäftshaus                                                            | Zweigeschossiger Sandsteinquaderbau mit Walmdach, bezeichnet „1703“, mit rückwärtigem, linkem Seitenflügel in Ziegelsichtmauerwerk, 1907 | D-4-62-000-329 Wikidata | BW             |
| Sankt Georgen 42 (Standort)                                                                                               | Sandstein-Torpfeiler                                                               | | D-4-62-000-329 Wikidata | BW             |
| Sankt Georgen 50 (Standort)                                                                                               | Evangelisch-lutherische Sophienkirche, ehemalige Kirche des Ordens de la sincerité | Emporensaalbau über kreuzförmigem Grundriss mit Südturm, Langhaus 1705–11, von Gottfried von Gedeler, Turm 1716–18, von Johann David Räntz; mit Ausstattung | D-4-62-000-330 Wikidata | weitere Bilder |

### Sankt Johannis
| Lage                            | Objekt                                                       | Beschreibung | Akten-Nr.               | Bild                                                    |
| ------------------------------- | ------------------------------------------------------------ | --- | ----------------------- | ------------------------------------------------------- |
| Altentrebgastplatz 4 (Standort) | Evangelisch-lutherische Pfarrkirche                          | Markgrafenkirche mit Ostturm aus Sandstein, Turmuntergeschoss 14./15. Jahrhundert, Obergeschosse 16. Jahrhundert und 1731, Langhaus 1741–45 von Johann David Räntz; mit Ausstattung, spätgotische Fresken im Chorraum, um 1430, Taufengel und Kanzelaltar von Johann Gabriel Räntz | D-4-62-000-403 Wikidata | weitere Bilder                                          |
| Altentrebgastplatz 5 (Standort) | Ehemaliges Schul- und Kantoratshaus, jetzt Gemeindehaus      | Zweigeschossiger Putzbau mit Walmdach, um 1700, durch Neubau mit dem Pfarrhaus verbunden | D-4-62-000-404 Wikidata | BW                                                      |
| Altentrebgastplatz 6 (Standort) | Evangelisches Pfarrhaus                                      | Zweigeschossiger Putzbau mit Satteldach, Eckgliederung und profiliertem Portal, darüber Tafel, dort bezeichnet „1701“ | D-4-62-000-405 Wikidata | Evangelisches Pfarrhaus                                 |
| Am Sachsenberg 2 (Standort)     | Villa, ehemaliges Kantorat                                   | Eingeschossiger Massivbau im reduzierten Heimatstil, Mansarddach mit Ziegeldeckung, Krüppelwalmen und übergiebelten Zwerchhäusern, 1915 | D-4-62-000-508 Wikidata | BW                                                      |
| Imhofstraße 5 (Standort)        | Wohnhaus                                                     | Zweigeschossiger, traufständiger Putzbau mit Satteldach, das Erdgeschoss Sandstein mit Eckrustika, am Türsturz bezeichnet „1711“, das Obergeschoss Fachwerk verputzt | D-4-62-000-406 Wikidata | BW                                                      |
| Königsallee 240 (Standort)      | Philips Ruhe                                                 | Erbaut für General Philip von Meyern († 1822), zweigeschossiger Sandsteinquaderbau mit Walmdach, zum Garten Giebelrisalit, 1804/05 von Carl Christian Riedel | D-4-62-000-407 Wikidata | BW                                                      |
| Königsallee 240 (Standort)      | Philips Ruhe                                                 | Nebengebäude | D-4-62-000-407 Wikidata | BW                                                      |
| Monplaisirstraße 1 (Standort)   | Wohnhaus                                                     | Eingeschossiger Bau aus Sandsteinquadern mit Walmdach und Zwerchhaus, Portal, zweite Hälfte 18. Jahrhundert; Nebengebäude | D-4-62-000-408 Wikidata | BW                                                      |
| Sandnerweg (Standort)           | Grabstätte der Familie Friedel                               | Cella aus Sandstein mit Kuppel und Säulenädikula, 1902/03, im Friedhof St. Johannis | D-4-62-000-457 Wikidata | Grabstätte der Familie Friedel                          |
| Steinachstraße 2 (Standort)     | Ehemaliges Schloss St. Johannis, jetzt Justizvollzugsanstalt | Dreigeschossiger Sandsteinquaderbau mit Satteldach und Treppenturm, 16. Jahrhundert | D-4-62-000-410 Wikidata | weitere Bilder                                          |
| Steinachstraße 2 (Standort)     | Ehemaliges Schloss St. Johannis, Westflügel mit Torhaus      | Zweigeschossiger Putzbau mit Schweifgiebel, Zwerchdach und rustiziertem Portal mit Wappen, bezeichnet „1617“, Satteldach | D-4-62-000-410 Wikidata | Ehemaliges Schloss St. Johannis, Westflügel mit Torhaus |
| Steinachstraße 5 (Standort)     | Ehemaliges Schlossgut                                        | Traufständiger, zweigeschossiger Sandsteinquaderbau mit Satteldach und rustiziertem Toreingang, 17. Jahrhundert | D-4-62-000-411 Wikidata | BW                                                      |
| Varellweg 5 a (Standort)        | Wohnhaus                                                     | Zweigeschossiger, spätbarocker Putzbau mit Eckgliederung und Satteldach, ehemals bezeichnet 1779 (innen bezeichnet „1791“) | D-4-62-000-412 Wikidata | BW                                                      |
| Ziegelleite (Standort)          | Kriegerdenkmal für 1870/71                                   | Sandstein-Obelisk, errichtet 1900 (bezeichnet), von A. Schilling | D-4-62-000-413 Wikidata | Kriegerdenkmal für 1870/71                              |

### Seulbitz
| Lage                            | Objekt   | Beschreibung | Akten-Nr.               | Bild |
| ------------------------------- | -------- | --- | ----------------------- | ---- |
| Seulbitzer Straße 45 (Standort) | Wohnhaus | Eingeschossiger Bau aus Sandsteinquadern mit verziertem Sandsteingiebel in Formen der Zeit um 1800, Satteldach, bezeichnet „1858“ | D-4-62-000-433 Wikidata | BW   |

### Thiergarten
| Lage                                      | Objekt                                       | Beschreibung | Akten-Nr.               | Bild |
| ----------------------------------------- | -------------------------------------------- | --- | ----------------------- | ---- |
| Oberthiergärtner Straße 14, 18 (Standort) | Ehemalige Stallungen von Schloss Thiergarten | Dreiflügelanlage aus Sandsteinquadern mit großen Toren und Satteldach, das Dach des linken Flügels in Fachwerk aufgestockt, Giebel verschiefert, 18. Jahrhundert | D-4-62-000-415 Wikidata | BW   |
| Oberes Gewend (Standort)                  | Kriegerdenkmal                               | Für 1914–18, Granitobelisk mit Einfriedung, 1923, vor drei Eichen                                                                                                | D-4-62-000-459 Wikidata | BW   |

### Wolfsbach
| Lage                       | Objekt     | Beschreibung                      | Akten-Nr.               | Bild |
| -------------------------- | ---------- | --------------------------------- | ----------------------- | ---- |
| Am Briefzentrum (Standort) | Steinkreuz | Sühnekreuz aus Sandstein, um 1400 | D-4-62-000-484 Wikidata | BW   |

## Ehemalige Ensembles

### Ensemble Friedrichstraße
Die Friedrichstraße, Teil der barocken Stadterweiterung, wurde als neuer, über das mittelalterliche Stadtgebiet hinausgreifender Straßenzug Anfang der 1730er Jahre konzipiert und in gleichmäßigem Baufortschritt bis in die 1760er Jahre hinein angelegt. Sie öffnet und setzt die Sophienstraße nach Süden fort und besteht aus zwei etwa gleich langen Hälften, in deren Mitte sich an der Einmündung der Ludwigstraße der ehemalige Paradeplatz (jetzt Jean-Paul-Platz) weitet. Ihr unvermittelter Abschluss im Süden ist darauf zurückzuführen, dass nach Einstellung der Arbeiten an einer Weitergestaltung kein Interesse mehr bestand. Der historische und monumentale Kern der Anlage ist das ehemalige Waisenhaus, das die Westseite des Paradeplatzes beherrscht. Die nördliche Straßenhälfte entstand im Wesentlichen zwischen 1735 und 1745. Der Paradeplatz wurde mit dem katholischen Pfarrhaus und der Reithalle 1745–50 geschlossen. Die südliche Straßenhälfte folgte in den 1750er Jahren. Der in seiner ursprünglichen Gestalt vollkommen erhaltene Straßenzug ist von zweigeschossigen Häuserzeilen in Sandsteinquadern gesäumt, in denen schlichte, gereihte Wohnhäuser mit freistehenden, anspruchsvoller gegliederten Palaisbauten abwechseln. Aktennummer: E-4-62-000-7. Das Gebiet des aufgehobenen Ensembles liegt jetzt im Ensemble mittelalterlicher und barocker Stadtkern Bayreuth.

### Ensemble Kanzleistraße
Die Kanzleistraße folgt mit ihrem gekrümmten Verlauf dem Umriss der mittelalterlichen Siedlung. Trotz ihrer Lage am Rande der Stadtmauer bezeichnet sie den geistlichen Schwerpunkt der in das 12. Jahrhundert zurückreichenden Stadtgründung: Dort steht die spätgotische Stadtkirche. Die Straße führt vom Markt (Maximilianstraße) zur Sophienstraße. An den Mündungen bilden die Fassade des Alten Schlosses einerseits und die Front des Gigoldshauses andererseits Abschlussprospekte. Ihre südliche Seite ist durch die monumentale Fassade des Kanzleigebäudes beherrscht, an die sich Giebelhäuser des 17. Jahrhunderts, ursprünglich Burggüter, anschließen. An ihrer Nordseite reihen sich im Osten zunächst einige Giebelfronten aus der Zeit um 1800, im mittleren Bereich wirkt der Baukörper der Stadtpfarrkirche bestimmend. Aktennummer: E-4-62-000-8. Das Gebiet des aufgehobenen Ensembles liegt jetzt im Ensemble mittelalterlicher und barocker Stadtkern Bayreuth.

### Ensemble Ludwigstraße
Die im 18. Jahrhundert angelegte Ludwigstraße, ein Teil der barocken Stadterweiterung, bildet eine frühere Gliederung des ehemals außerhalb der ummauerten, mittelalterlichen Stadt befindlichen Geländes ab. Dort befand sich seit dem 17. Jahrhundert eine Rennbahn, der angrenzende Hofgarten besteht seit dem 16. Jahrhundert. Die Rennbahn wurde unter der Leitung von Joseph Saint-Pierre in den 1740er Jahren mit Hilfe einer einheitlichen Bebauung, deren Mittelpunkt die reformierte Kirche bilden sollte, in einen Platzraum umgewandelt, dieser durch den neuen Straßenzug mit dem Oberen Tor und der im Entstehen begriffenen Friedrichstraße verbunden. Durch den Bau des Neuen Schlosses am Rande des Hofgartens ab 1753 gewann die Anlage erhöhte Bedeutung, der neue Platz wurde zum eigentlichen Ehrenhof des Schlosses. Die Ludwigstraße verrät durch ihren geknickten Verlauf ihre Lage vor der Stadtmauer. Im nördlichen Teil stehen einige Traufseithäuser mit Zwerchhaus aus dem endenden 18. Jahrhundert. Die Einfassung des Schlossvorplatzes erfolgt durch die Reihung einfacher, zweigeschossiger Sandsteinquaderbauten aus der Mitte des 18. Jahrhunderts. Das Regierungsgebäude, in der Zeit des Jugendstils als Pendant zum Schloss konzipiert, versucht, sich den Formen des Bayreuther Barock anzugleichen. Aktennummer: E-4-62-000-9. Das Gebiet des aufgehobenen Ensembles liegt jetzt im Ensemble mittelalterlicher und barocker Stadtkern Bayreuth.

### Ensemble Maximilianstraße
Die Maximilianstraße wurde als Straßenmarkt der Stadtgründung des 12./13. Jahrhunderts angelegt. Sie führte ursprünglich vom Oberen zum Unteren Tor. Die Straße weitet sich nach Nordwesten aus und gewinnt platzartige Dimensionen; im Knick zum ehemaligen Unteren Tor verengt sie sich zur einfachen Gasse. Wie in den bayerischen Straßenmärkten in gotischer Zeit üblich, stand das Rathaus ehemals an der Stelle der größten Breitenausdehnung frei in der Mitte. Die Straße ist in der südlichen Zeile mit einfachen, in der Hauptsache dem 17. Jahrhundert angehörenden Giebelhäusern gesäumt, zwischen denen Traufseitfronten des 18. Jahrhunderts und repräsentativere Fassaden auftreten. In der Nordzeile setzte das Alte Schloss mit seiner hochbarock gegliederten Fassade und seinem offenen Ehrenhof im östlichen Teil der Straße einen monumentalen Akzent. Die weitere Bebauung ist aufgrund von Kriegszerstörungen weitgehend nicht mehr original. Den westlichen Straßenknick beherrscht die als Abschlussprospekt konzipierte Fassade der Spitalkirche aus der Mitte des 18. Jahrhunderts. Über die Fläche des Marktes sind drei Brunnen mit Figuren des 17. und 18. Jahrhunderts verteilt. Aktennummer: E-4-62-000-10. Das Gebiet des aufgehobenen Ensembles liegt jetzt im Ensemble mittelalterlicher und barocker Stadtkern Bayreuth.

### Ensemble Opernstraße
Die außerhalb des mittelalterlichen Befestigungsrings liegende Opernstraße, die zur barocken Stadterweiterung gehört, folgt dem Verlauf der Stadtmauer im Bereich des Alten Schlosses. Als Verbindung vom Oberen Tor zur Mainniederung bestand sie bereits im Mittelalter. Eine Erhöhung ihrer Bedeutung und eine Monumentalisierung erfuhr sie im 18. Jahrhundert im Zuge der Urbanisierung des im Süden und Osten der Stadt vorgelagerten Geländes. Die Straße überbrückt in leichter Schwingung den Höhenunterschied vom Plateau, auf dem die Altstadt errichtet ist, zum Tal des Mains. Die östliche Häuserzeile besteht meist aus anspruchsvolleren Bauten des 18. Jahrhunderts. Ihr Mittelpunkt ist die von Joseph Saint-Pierre entworfene Fassade des markgräflichen Opernhauses. Auf der Westseite stehen wenige, schlichte Häuser, die im Kern in das 17./18. Jahrhundert zurückgehen. Der für die Opernauffahrt geschaffene freie Platz gegenüber dem Theaterbau lässt die Stadtmauer und darüber die Schlosskirche sichtbar werden. Hier wurde 1914 der monumentale Wittelsbacherbrunnen errichtet. Aktennummer: E-4-62-000-11. Das Gebiet des aufgehobenen Ensembles liegt jetzt im Ensemble mittelalterlicher und barocker Stadtkern Bayreuth.

### Ensemble Von-Römer-Straße
Die Von-Römer-Straße wurde im 15. Jahrhundert dicht an der Stadtmauer als Judengasse angelegt. Ihr Ghetto-Charakter wird sowohl in der exzentrischen Lage als auch in der Zusammendrängung der Bauten anschaulich. Durch Krümmungen im Verlauf der Gasse und durch Staffelungen der ärmlich wirkenden Häuser entsteht ein malerisches Bild. Die westliche Häuserzeile, die rückseitig Resten der Stadtmauer aufsitzt, wird durch eine geschlossene Reihe dreigeschossiger Wohnbauten der Zeit um 1800 bestimmt. In der östlichen Zeile setzen das Giebelhaus Nr. 7 und das windschiefe Haus Nummer 15 besondere Akzente. Aktennummer: E-4-62-000-12. Das Gebiet des aufgehobenen Ensembles liegt jetzt im Ensemble mittelalterlicher und barocker Stadtkern Bayreuth.

## Ehemalige Baudenkmäler
In diesem Abschnitt sind Objekte aufgeführt, die früher einmal in der Denkmalliste eingetragen waren, jetzt aber nicht mehr. Objekte, die in anderem Zusammenhang also z. B. als Teil eines Baudenkmals weiter eingetragen sind, sollen hier nicht aufgeführt werden. Aktennummern in diesem Abschnitt sind ehemalige, jetzt nicht mehr gültige Aktennummern.

| Lage                                    | Objekt                           | Beschreibung | Akten-Nr.               | Bild           |
| --------------------------------------- | -------------------------------- | --- | ----------------------- | -------------- |
| Bayreuth Dammallee 10 (Standort)        | Wohnhaus                         | Auf der Stadtmauer aufsitzender, zweigeschossiger Sandsteinquaderbau mit Satteldach aus der Spätrenaissance, wertvolle Ausstattung, 17. Jahrhundert        | D-4-62-000-494 Wikidata | weitere Bilder |
| Bayreuth Jean-Paul-Straße 10 (Standort) | Wohnhaus                         | Freistehender, zweigeschossiger Sandsteinquaderbau mit Freitreppe, ursprünglich mit Satteldach, jetzt mit Mansarde, Ende 18. Jahrhundert                   | D-4-62-000-124 Wikidata | weitere Bilder |
| Bayreuth Kanzleistraße 11 (Standort)    | Evangelisch-lutherisches Dekanat | Zweigeschossiger Sandsteinquaderbau mit Walmdach, rustiziertes Portal, bezeichnet „1681“                                                                   | D-4-62-000-141 Wikidata | weitere Bilder |
| Bayreuth Sophienstraße 24 (Standort)    | Wohnhaus                         | Dreigeschossiger traufständiger Sandsteinquaderbau mit Satteldach, 17. Jahrhundert, das zweite Obergeschoss 1876 aufgesetzt, vermutlich Fachwerk, verputzt | D-4-62-000-356 Wikidata | weitere Bilder |
| Bayreuth Von-Römer-Straße 17 (Standort) | Eckhaus                          | Dreigeschossiges Wohnhaus mit Satteldach, die Obergeschosse Fachwerk verputzt, 1992 entkernt                                                               | D-4-62-000-372 Wikidata | Eckhaus        |

## Abgegangene Baudenkmäler
In diesem Abschnitt sind Objekte aufgeführt, die früher einmal in der Denkmalliste eingetragen waren, jetzt aber nicht mehr existieren, z. B. weil sie abgebrochen wurden. Aktennummern in diesem Abschnitt sind ehemalige, jetzt nicht mehr gültige Aktennummern.

| Lage                                         | Objekt        | Beschreibung | Akten-Nr.               | Bild |
| -------------------------------------------- | ------------- | --- | ----------------------- | ---- |
| Rödensdorf Rödensdorfer Straße 28 (Standort) | Wohnstallhaus | Erdgeschoss Sandsteinquader, das Obergeschoss mit reichem Fachwerk, verschieferter Giebel mit Weißmalerei, Satteldach, zweites Viertel 19. Jahrhundert; 2023 nach jahrelangem Verfall abgerissen | D-4-62-000-432 Wikidata | BW   |